# الجزائر (مدينة)
مدينة الجزائر (باللهجة المحلية: دْزَايرْ)؛ (بالأمازيغية: ⴷⵣⴰⵢⵔ ⵜⴰⵎⵏⴰⵢⵜ ، الدزاير تامنايت) هي عاصمة الجمهورية الجزائرية وأكبر مُدنها من حيث عدد السكان.
كانت مدينة الجزائر تُدعى إكوزيوم في زمن الفينيقيين مؤسسي المدينة ، ومن مُسمّياتها الحالية البهجة، المحروسة والجزائر البيضاء، وهي أيضا عاصمة ولاية الجزائر.
تقع المدينة في شمال وسط البلاد مُطلّة على الجانب الغربي لخليج البحر الأبيض المتوسط وتتكون من جزئين: جزءٌ قديم يتمثل في القصبة التي توجد على حافة تلة شديدة الانحدار (122 متراً فوق سطح البحر) خلف المدينة الحديثة، وجزءٌ حديث يوجد على مستوى الساحل القريب من البحر.
وفقًا لمعجم العالم الجغرافي فلقد بلغ عدد سكان المدينة 3.335.418 نسمة، في حين أن التجمعات الحضرية تبلغ حوالي 6.727.806 نسمة في عام 2010 وفقًا لتصنيف أكبر 100 مدينة في العالم، وبذلك تصبح مدينة الجزائر العاصمة أكبر مدينة في المنطقة المغاربية من حيث عدد السكان، كما تعدُّ مدينة الجزائر المركز الاقتصادي والاجتماعي الرئيسي في البلاد.

## التسمية
حسب ما جاء في المصادر التاريخية فإن بلقين بن زيري مؤسس الدولة الزيرية، حين أسس عاصمته عام 960 على أنقاض المدينة الفينيقية إيكوزيم والتي سماها الرومان إكوزيوم أطلق عليها اسم جزائر بني مزغنة نظراً لوجود 4 جزر صغيرة غير بعيدة عن ساحل البحر قبالة المدينة. وهو ما أكّده الجغرافيون المسلمون مثل ياقوت الحموي والإدريسي. فالاسم في البداية كان يشمل فقط مدينة الجزائر لكن العثمانيون هم من أطلق اسم الجزائر على كافة البلاد باشتقاقه من اسم العاصمة.
تغيرت وتعددت تسميات المدينة عبر العصور والسكان وحسب اللغات، سميت إكوزيوم في زمن الفينيقيين حيث كان أول من أسس المدينة ، سماها الفرنسيون ألجي وسكان المدينة يدعونها دزاير يلقبونها مزغنة، البهجة، المحروسة والجزائر البيضاء وذلك لبياض ولمعان عماراتها ومبانيها والتي يُخيّل للناظر أنها ترتفع عن سطح البحر،

يُقال ان التسمية العربية أُخِذت من مجموعة الجزر التي كانت موجودةً قُبالة ساحل المدينة إذ أن جمع جزيرة هو جزائر، وجاء في لسان العرب:
| الجزائر (مدينة) | الجزِيرةُ أَرضٌ يَنْجَزِرُ عنها المدُّ. التهذيب: الجزِيرةُ أَرض في البحر يَنُفَرِجُ منها ماء البحر فتبدو، وكذلك الأَرض التي لا يعلوها السيل ويُحْدقُ بها، فهي جزيرة. الجوهري: الجزيرة واحدة جزائر البحر، سميت بذلك لانقطاعها عن معظم الأَرض | الجزائر (مدينة) |

إسمها (بالفرنسية: Alger) والذي يُنطق «ألجي» كما جاء في مذكرة صغيرة لـ ألبرت فرحات  مشتق من الكتالانية Alguère وهو بدوره مشتق من «الجزائر» وهو الاسم الذي أطلقه عليها بلقين بن زيري مؤسس الدولة الزيرية عند بنائها سنة 960 ميلادية وذلك على أنقاض المدينة الفينيقية القديمة التي كانت تحمل اسم إكوزيوم (بالفرنسية: Icosium)، ويشير الاسم إلى الجزر التي كانت قُبالة ميناء الجزائر في تلك الحُقبة والتي تم دمجها فيما بعد بالرصيف الحالي للميناء.
كما أنه يمكن لمصطلح جزيرة وفقًا لجغرافيي العصور الوسطى المسلمين أن يُشير إلى الساحل الخصب للجزائر الحالية الواقع بين الصحراء الكبرى والبحر الأبيض المتوسط.
ويعتبر الجغرافي المسلم أبو القاسم إبراهيم محمد الكرخي أول من أشار إليها باسم جزائر بني مزغنة، وذلك في أوائل القرن الرابع الهجري، حيث قال: «وجزائر بني مزغنة مدينة عامرة يحف بها طوائف من البربر، وهي من الخصب والسعة على غاية ما تكون المدن».
ووصفها أبو القاسم محمد بن حوقل حوالي سنة 337 هـ عندما زارها في عهد بلقين فقال: «وجزائر بني مزغنة مدينة عليها سور في نحو البحر، وفيها أسواق كثيرة ولها عيون على البحر طيبة، وشربهم منها، ولها بادية كبيرة، وجبال فيها قبائل من البربر كبيرة، وأكثر المواشي من البقر والغنم سائمة في الجبال ولهم من العسل ما يجهز عنهم والسمن والتين ما يقع به وبغيره، من هذه الأسباب الجهاز إلى القيروان وغيرها، ولهم جزيرة تحاذيها في البحر إذا نزل بهم عدو لجأوا إليها، فكانوا بها في منعة وأمن».
وقد ذكر الجغرافي الأندلسي الشهير أبو عبيد البكري في وصفه لشمال أفريقيا (كتاب المسالك والممالك) في الفصل الذي يتحدّث فيه عن الطريق بين آشير وجزاير بني مزغنة حوالي 1068 م (أي حوالي ستة قرون قبل وصول الأتراك): «....وهي مدينة جليلة قديمة البُنيان، فيها آثار للأول وأزاج محكمة تدل على أنها كانت دار ملك لسالف الأمم».
كما يوجد بعض النظريات يجدر الإشارة إليها:
- فوفقًا لاسماعيل مجبر أطلق بلقين بن زيري اسم «زيري» على الجزائر تخليدًا لاسم أبيه.[21] وبذلك حسب الدراسة الاسمية يكون اسم جزاير مشتقا منه.[21]

وقد يدعم ذلك تأكيد البكري على أن سكان الجزائر وضواحيها كانوا من البربر (بنو مزغنة)، والذين عاشوا بمُحاذاة مملكة الحماديين الأمازيغ، ومنه يصعب احتمال أن يكون أصل التسمية هو الجزائر بمعنى مجموعة الجزر لا سيما وأن مؤسِّسِي المدينة هم الزيريون الذين احتلوا المدينة في عهد بلقين بن زيري ليُصبح اسم سُكّانها «الزيريون بنو مزغنة».دزيري
- تُلفظ الجزائر باللهجة المحلية دْزَأيَرْ، والتي يُقال أنها مُشتقّة من دزيري من الكلمة البربرية تيزيري التي تعني «ضوء القمر»، فالواحد من سكان العاصمة يُسمّي نفسه دْزِيرِي واللهجة العامية تحتفظ بكلمة دزاير التي يعنون بها الجزائر البلد أو الجزائر العاصمة.

## التاريخ

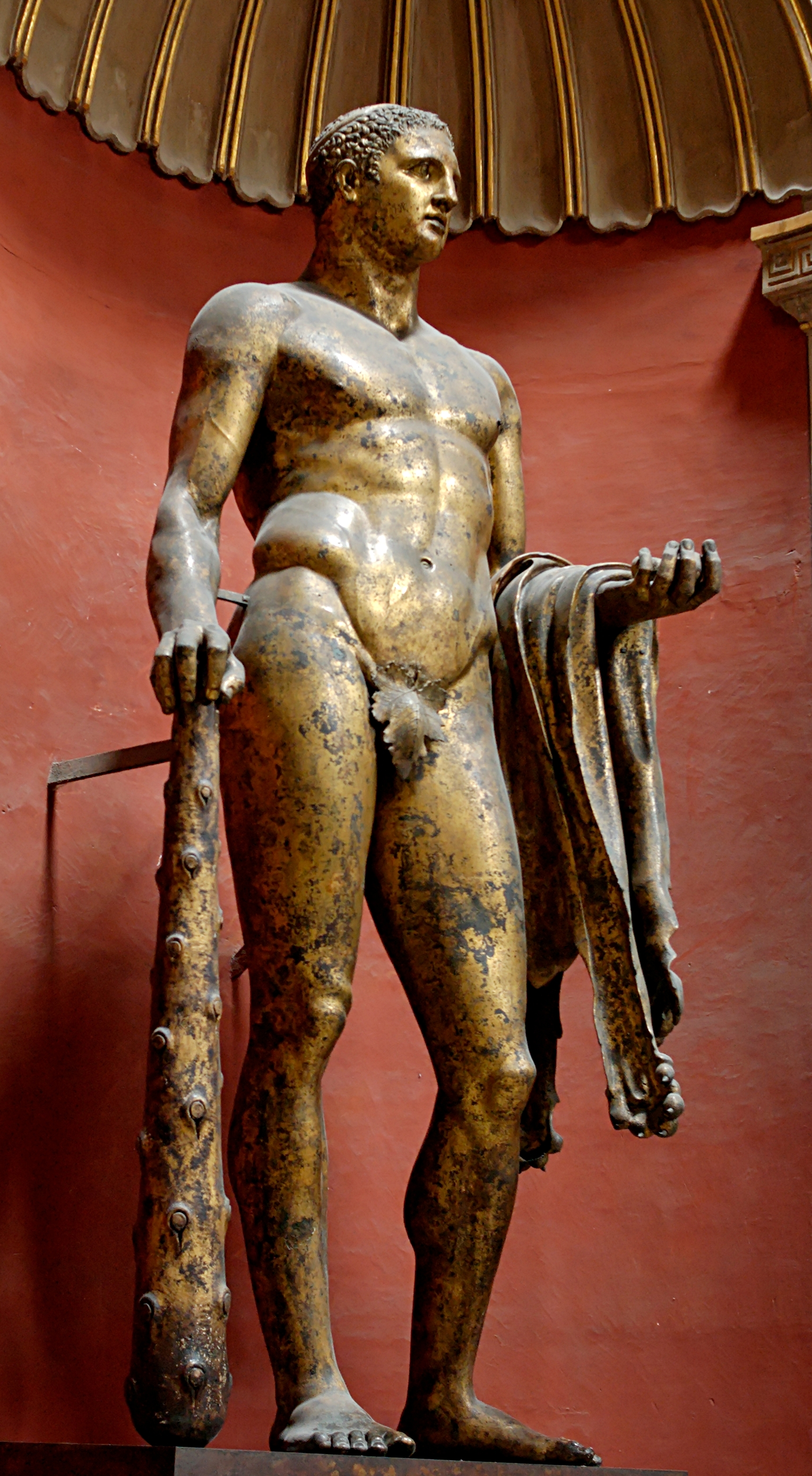
تمثال برونزي مُذهّب لهرقل الروماني عُثر عليه بالقرب من مسرح بومبي عام 1864 (متاحف الفاتيكان بروما)

وفقًا للأسطورة اليونانية، أسّس «الجزائر» 20 من مرافقي هرقل، واسمها الأصلي بالـفينيقية هو إيكوسيم، يُقال إن الاسم اليوناني إكوزيون (باليونانية: Ικοσιον)) مستمدٌ من الكلمة ("εικοσι") اليونانية التي تعني عشرين.
ويعتبر جون هاردوين (بالفرنسية: Jean Hardouin) أول من اقترح تحديد إكوسيوم بالجزائر العاصمة، وأكد ذلك، العثور على حُطام مزهريات أصلية تعود للقرن الثالث قبل الميلاد في بئر عمقها عشرون مترًا في ديسمبر 1952، كما أكدت الحفريات أن تاريخ تأسيس إكوسيم يعود إلى ماقبل القرن الرابع قبل الميلاد من قبل الفنيقيين
وفي القرن الثالث قبل الميلاد استوطن البونيقيون الموقعَ إكوسيم، وأطلقوا عليها اسم يكسم (Yksm). ويُعتقد أن المقصود منه جزيرة البوم والتي تُرجمت إلى اللاتينية (إكوسيوم)، (Icosium) وبقيت إكوسيم موقعًا تجاريًا صغيرًا في الفترات الفينيقية والقرطاجية.

### العصور القديمة

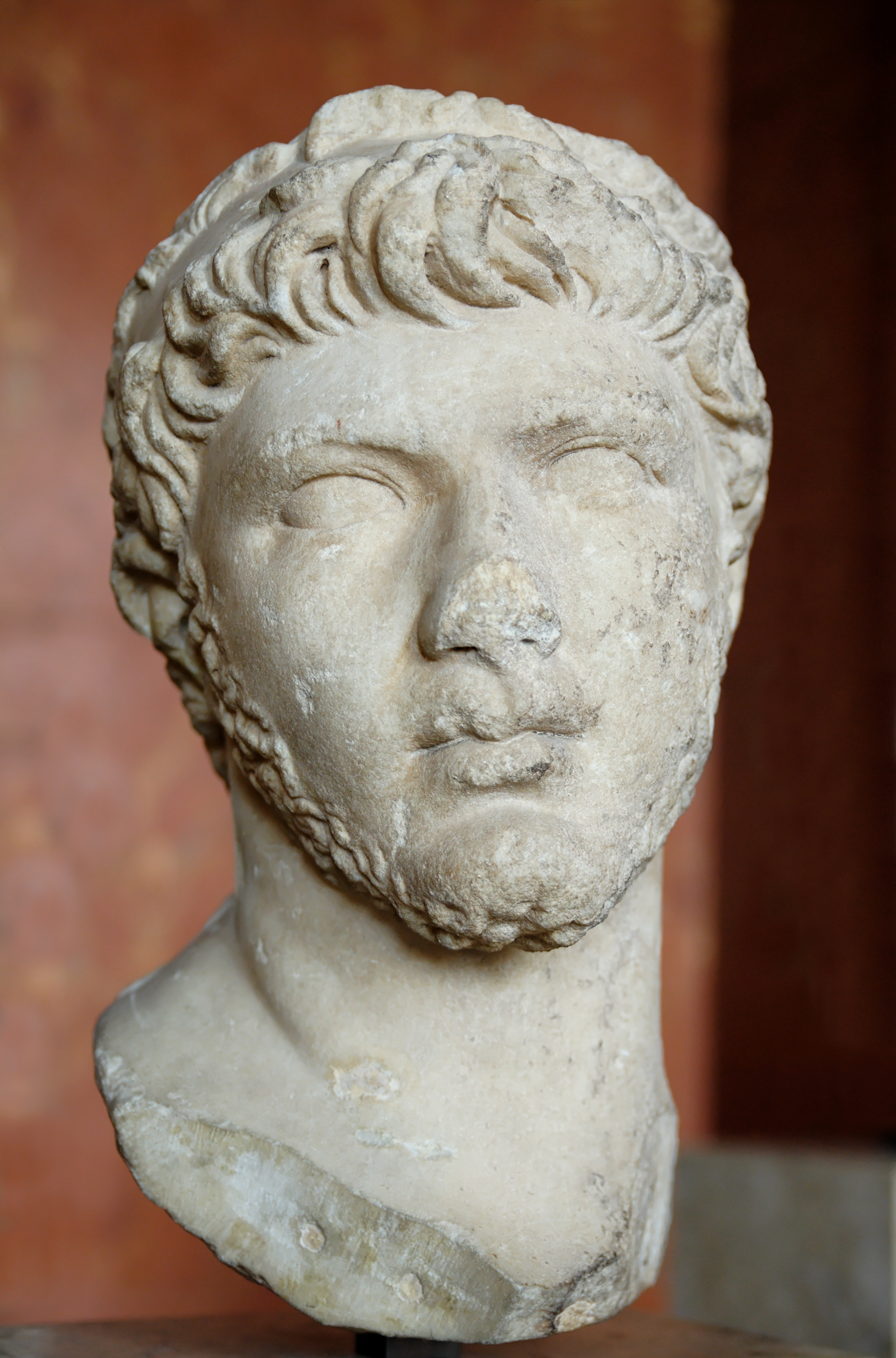
بطليموس الموريطني (1 ق/م - 40 م)

في عام 202 قبل الميلاد، خضعت المدينة للهيمنة الرومانية، وذلك بعد حلفٍ تم بين سكيبيو الإفريقي وماسينيسا ضد قرطاج، وغير اسمها من ايكوسيم بالفينيقية إلى اللاتينية ليصبح إكوزيوم (جزيرة النورس) تحت حكم يوبا الأول وبطليموس.
م
وبعد وفاة تاكفاريناس قام فيرموس بتحطيم إكوزيوم بمُساعدة جميع القبائل البربرية التي تعيش في الجبال المحيطة وذلك في القرن الرابع الميلادي، وفي بداية القرن الخامس الميلادي تم إدخال المسيحية إلى إكوزيوم. وفي عام 429 سقطت المدينة تحت سيطرة الوندال أثناء غزوهم لشمال أفريقيا وظلوا فيها حتى عام 442، ثم عقدت مُعاهدة سمحت لروما باسترجاع اِيكوسيوم.
وفي سنة 533 حاول البيزنطيون السيطرة عليها لكنهم واجهو مقاومة من قِبَل قبائل البربر.

### العصر الوسيط
جاءت الفتوحات الإسلامية الإسلام إلى شمال أفريقيا عام 710م، وفي ذلك الوقت كانت مدينة الجزائر خاضعة لحكم سلالة المغراويون الزناتية، الذين هُزموا على يد زيري بن مناد الصنهاجي الذي كان مواليًا للفاطميين وقد أثبت شجاعته لهم عندما فاز على بربر الزناتة الخوارج (مغراوة، بنو يفرن...إلخ)، وبعد وفاة أبو يزيد قائد بنو يفرن، استولى زيري بن مناد على المنطقة الوسطى وأسس آشير عاصمةً للزيريين.
وبحسب ابن خلدون، كانت قبائل صنهاجة تسكن منطقة الجزائر مع حكم سلالة الزيريين (أوائل الصنهاجيين احتلوا مناطق المسيلة، المدية والجزائر)، بلقين بن زيري وبتصريح من أبيه زيري بن مناد أسَّس ثلاث مدن هي جزاير بني مزغنة والمدية ومليانة وذلك بعد طرد الزناتة.
وفي عام 960م، أعاد بلقين بن زيري بناء إكوزيوم في منتصف القرن العاشر، وذلك من خلال تحصين وتوسيع الموقع الذي كانت تحتله قبائل بني مزغنة وسماها جزاير بني مزغنة.
واستمرت الحرب بين الزناتيين وصنهاجة، وفي إحدى المعارك ضد المغراويين عام 971 م قُتِل زيري بن مناد وحُمِل رأسه إلى قرطبة من أجل الحصول على المساعدة في مواجهة جيش الزيريين الموالي للفاطميين وانتقاماً لموت أبي يزيد، وفي هذه الأثناء عيّن الخليفة الفاطمي المعز لدين الله بلقين بن زيري خليفة على بلاد المغرب.
وواصل بلقين حربه ضد الزناتة الذين طلبوا الدعم من أمويي قرطبة من أجل استعادة مناطقهم ومدنهم ومن بينها الجزائر، لكن بلقين في ذلك الوقت كان قد بسط سيطرته على أرجاء بلاد المغرب كلها، من خلال اتّباع تعليمات المعز لدين الله، وقد سيطر بلقين على مدن المغرب العربي كاملةً، وأصدر أوامره بالقضاء على جميع الزناتة، وأمر كذلك بجمع الضرائب من البربر بقوة السيف، وهو الأمر الذي تسبب في سخط واحتجاج القبائل الأخرى، فأعلنوا الحرب ضد الزيريين الذين قاموا بدحر مدينتي ميلة وسطيف، قَبِلَ الأمويون أخيرًا دعم الزناتة من أجل استعادة مناطقهم بالخصوص من مغراوة، ما دفع بلقين للتراجع خاصة عند رؤية جيش زناتة كاملًا يقدم عن طريق البحر من الأندلس وهو يستقر في سبتة.

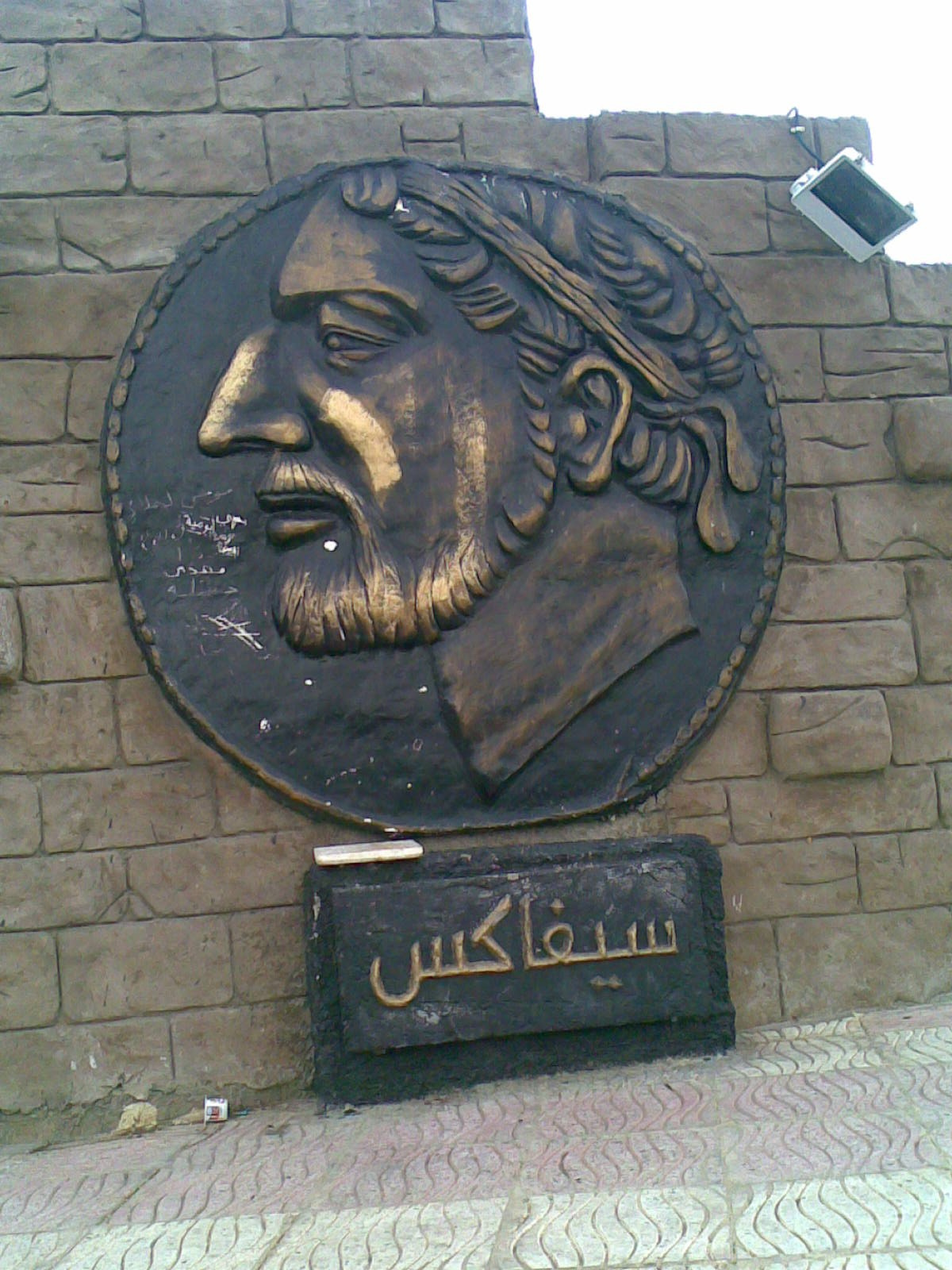
صيفاكس ق/م -250 - 202 ق/م

تلت وفاة بلقين بن زيري عام 983 فترة طويلة من الهزائم للزيريين، واسترجعت مغراوة أراضيها وهيبتها في المغرب الأوسط وفي الغرب بفضل زيري بن عطية فبسطت بذلك سيطرتها على كامل مدن الوسط حتى طنجة غربًا.

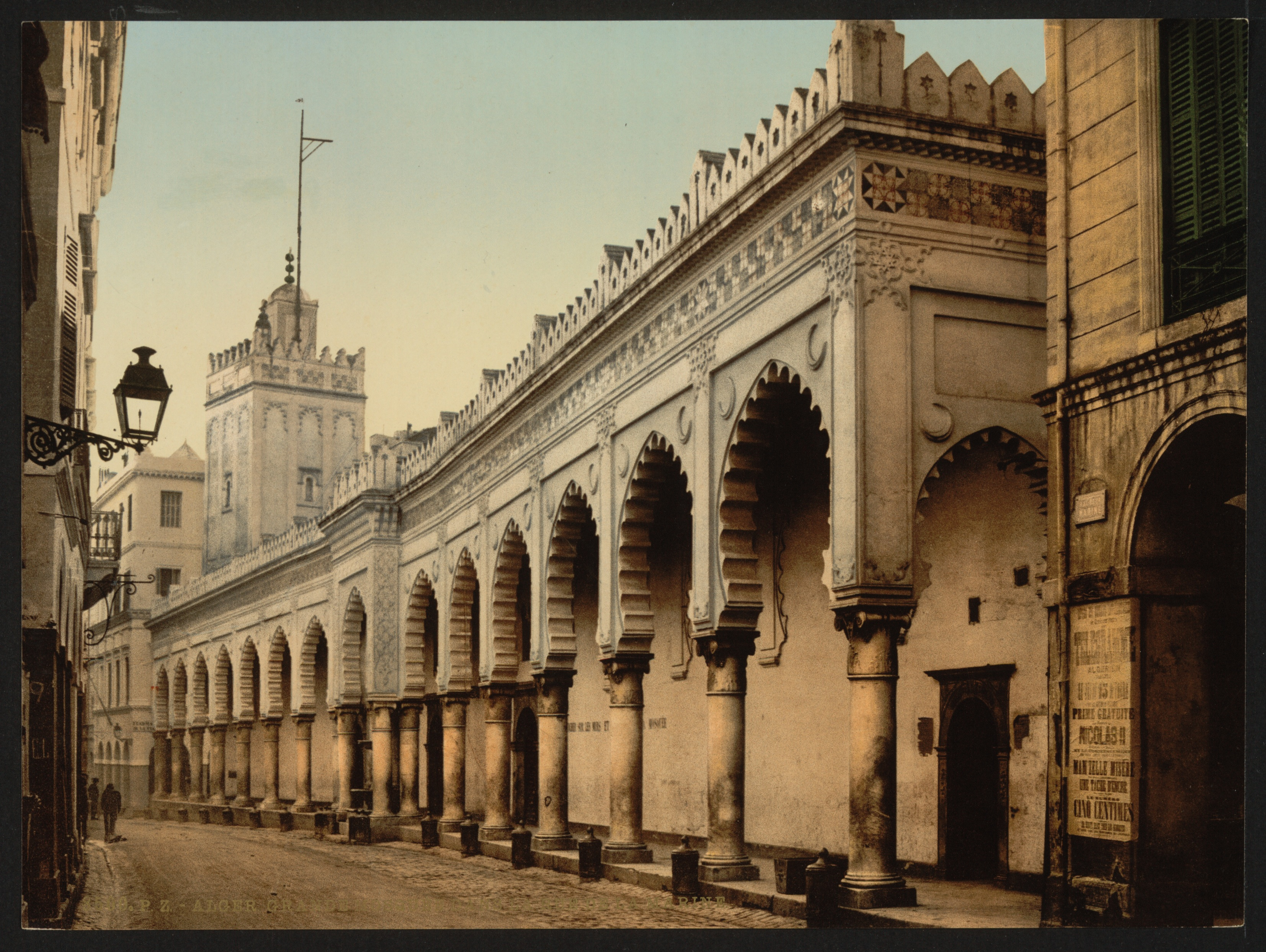
الجامع الكبير بمدينة الجزائر والذي بناه يوسف بن تاشفين عام 1097م

في ذلك الوقت تخلّى الفاطميون عن مخططهم باحتلال الأندلس من أجل حماية مصر وباقي الأقاليم التابعة لهم، وبقي للزيريين سيادة على أراضيهم في شرق الجزائر إلى جانب الحماديين (قبائل صنهاجة).
واستولى المرابطون على مدينة الجزائر بفضل يوسف بن تاشفين الذي هزم جميع قبائل الزناتة وبنى أول مسجد يتبع المذهب المالكي بالمدينة وهو الجامع الكبير سنة 1097. ولم تنشب أي حرب بين المرابطين والزيريين فكلاهما من قبائل صنهاجة، وعلى الرغم من قوة السلالة الزيرية فقد أُطيح بهم من قبل روجر الثاني ملك صقلية في عام 1148.
وفي سنة 1151 انتزع أمير الموحدين عبد المؤمن بن علي الكومي مدينة الجزائر من المرابطين ليُوّحد فيما بعد بلاد المغرب والأندلس تحت حكمه، وفي القرن الثالث عشر، استولى سلاطين بني زيان من تلمسان على مدينة الجزائر، وأصبحت اسميًا جزءًا من سلطنة تلمسان.
وفي عام 1302م، سيطر الإسبان على جزيرة بينون (بالإسبانية: Peñón) القريبة من ميناء الجزائر العاصمة، وبعد ذلك، نشأت علاقات تجارية بين الجزائر وإسبانيا ومع ذلك، ظلت الجزائر ذات أهمية ضئيلة نسبيا حتى بعد طرد مورسكيون من إسبانيا عام 1492م، وقد التمس الكثير منهم اللجوء إلى مدينة الجزائر. وفي سنة 1510 وبعد احتلال الإسبان وهران وغيرها من المدن على الساحل الأفريقي، حاصر الإسبان مدينة الجزائر وبنوا حصنا على جزيرة صغيرة في خليجها (جزيرة بينون) لقصف المدينة ومنع الامدادات عنها وقاموا بفرض ضريبة لوقف نشاط القرصنة. وفي أواخر عام 1510 استولى فرناندو الكاثوليكي على مدينة الجزائر. وفي عام 1516م، قام سالم التومي قائد بني مزغنة بطلب الحصول على المساعدة من العثمانيين.

### الحُكم العثماني

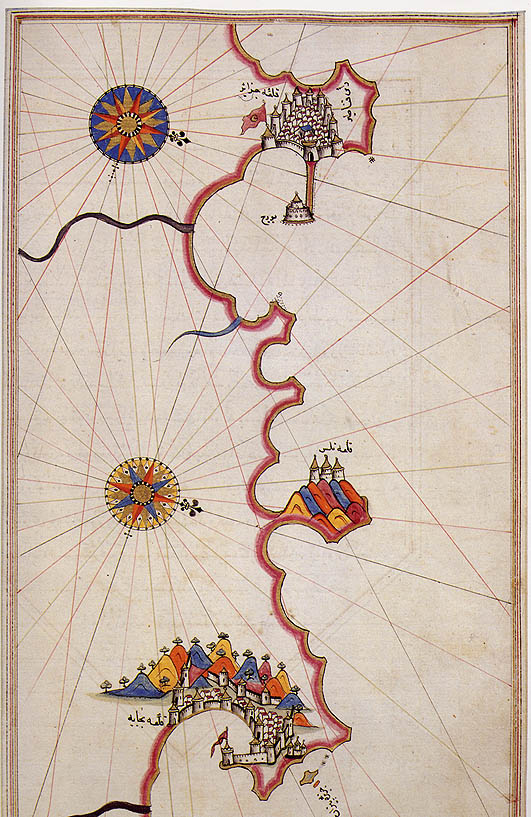
خريطة تاريخية للجزائر من قبل بيري محيي الدين

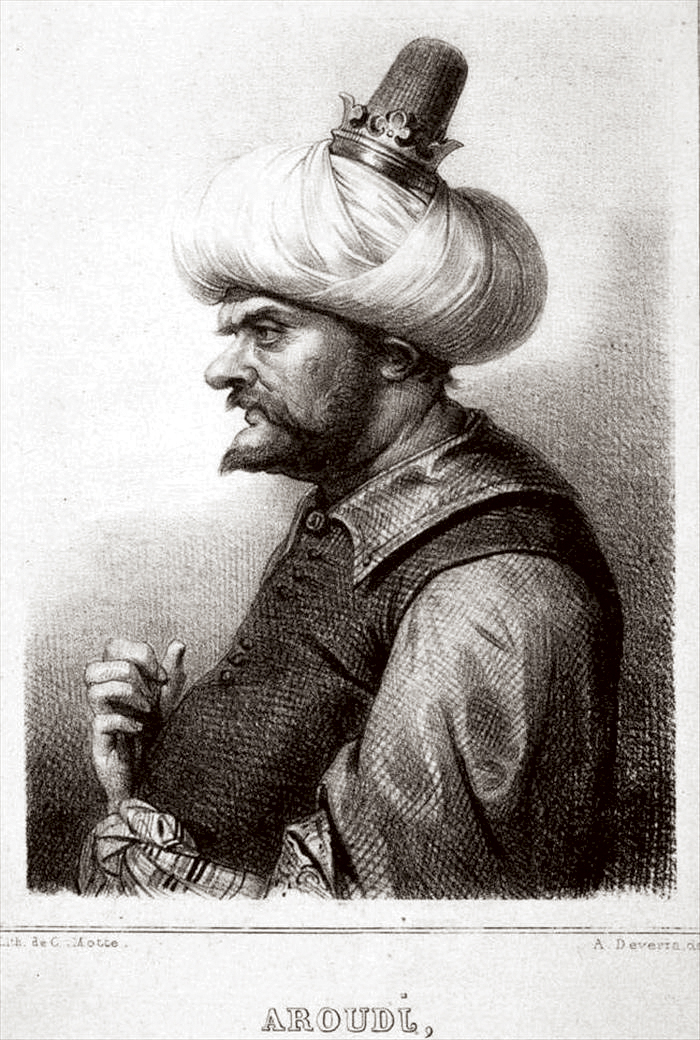
صورة لعروج بربروس

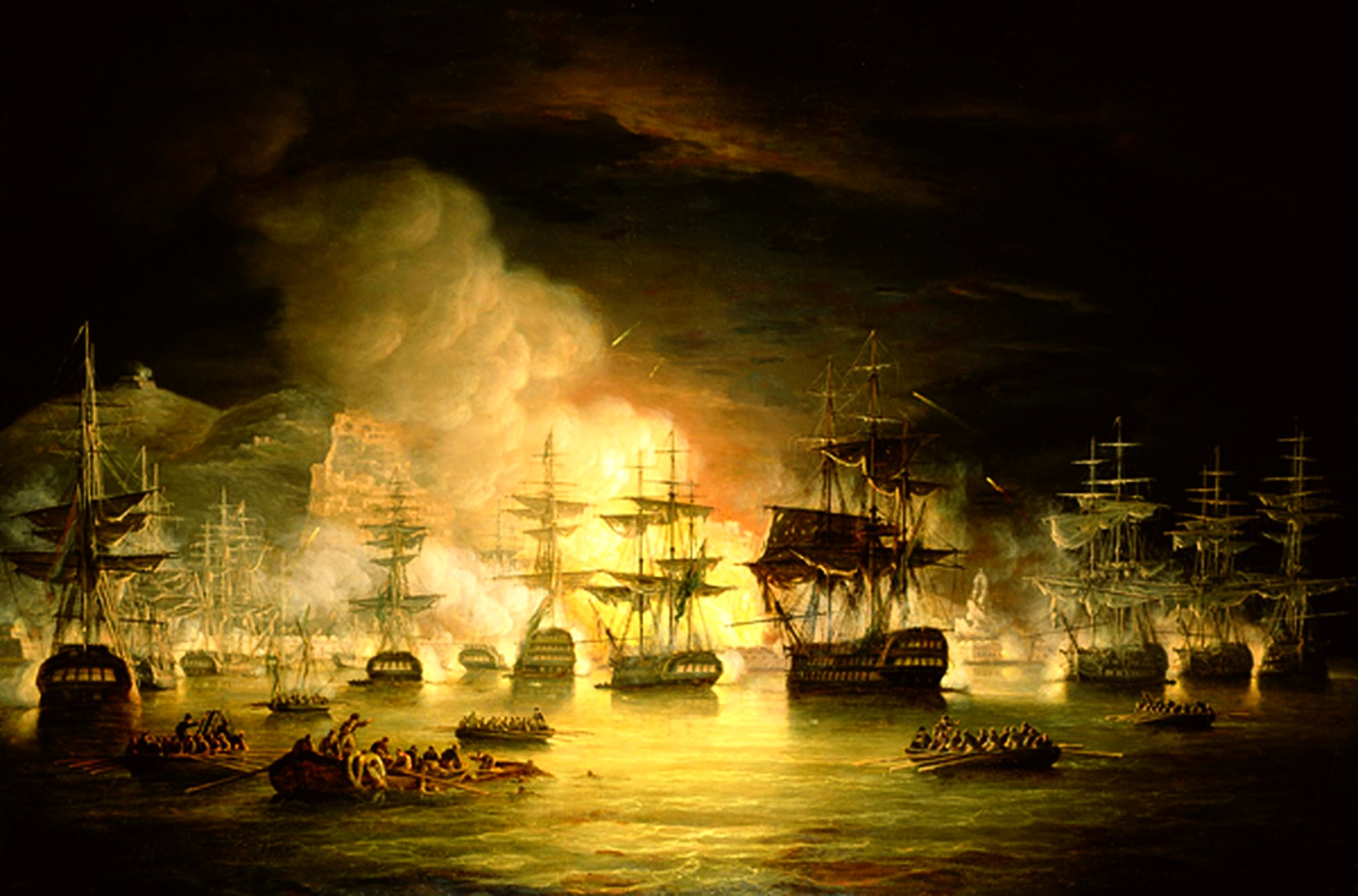
قصف الجزائر من قبل اللورد اكسموث، أوت 1816 رسمها توماس لوني

في عام 1516 قام الأمير سالم التومي بطلب النجدة من الأخوين عروج وخير الدين بربروس لطرد الإسبان، فقاموا بتلبية طلبه واستقر عروج بربروس أول الأمر بجيجل، ثم استولى على المدينة بعد طرد الإسبان منها في معركة الجزائر (1516)، على رأس 1.300 رجل تركيا وأسطول مُكوّن من 16 سفينة شراعية، ليصبح سيد المدينة بعد أن ضيق الخناق على سالم التومي، الذي لجأ إلى مسقط رأس عائلته كوكو (إيفيغاء).
وخلف خير الدين أخاه عروج، بعد اغتياله في معركة سقوط تلمسان سنة 1517 ضد الإسبان، وأسس خير الدين باشليك التي أصبحت فيما بعد بيليك الجزائر، وشنت القوات الإسبانية حملة جديدة على مدينة الجزائر سنة 1519م للقضاء على خير الدين ورفاقه لكنها باءت بالفشل. وبعد الحملات الإسبانية المُتكرّرة على مدينة الجزائر قام أهل الجزائر بطلب الحماية من السلطان العثماني سليمان القانوني مقابل الانطواء تحت لواء الدولة العثمانية، وهو ما لقي القبول عند السلطان العثماني، وقام بمساعدة الجزائر بألفي جندي انكشاري وبمثلها من المُتطوّعين، وقام سليمان القانوني بتعيين خير الدين بكلربك (أمير الأمراء) على الجزائر وذلك أواخر 1519م. وفي عام 1524 فقد خير الدين الجزائر، لكنه استعادها في معركة الجزائر (1529).
سعى كارلوس الخامس ملك إسبانيا والإمبراطورية الرومانية المقدسة، للاستيلاء على المدينة في معركة الجزائر (أكتوبر 1541) ولكن عاصفة بحرية دمّرت عددًا كبيرًا من سفنه وجيشه المكون من 30.000 رجل من الإسبان أساسًا فهزمه الجزائريون تحت راية الباشا حسن.
وكانت الجزائر رسميًا جزءًا من الدولة العثمانية ولكنها في الواقع خارجة عن سيطرتها، بمعنى أنها كانت تتمتع بحكم ذاتي. بدءًا من القرن السابع عشر تحولت الجزائر إلى أعمال القرصنة والافتداء (أصبح الجهاد البحري النشاط الاقتصادي الرئيسي) نظرًا لموقعها الحدودي على هامش المجالات الاقتصادية العثمانية والأوروبية، وتبعًا للسيطرة المتزايدة لسفن الشحن الأوروبية بدعم من القوات البحرية الأوروبية. جرت محاولات متكررة من جانب دول مختلفة لإخضاع القراصنة الذين أضروا بالملاحة في غرب البحر الأبيض المتوسط واشتركوا في غارات الرق إلى أقصى الشمال حتى آيسلندا. حيث خاضت الولايات المتحدة حربين وهما: (حرب البربر الأولى والثانية) ضد هجمات الجزائر على سفن الشحن البحري.

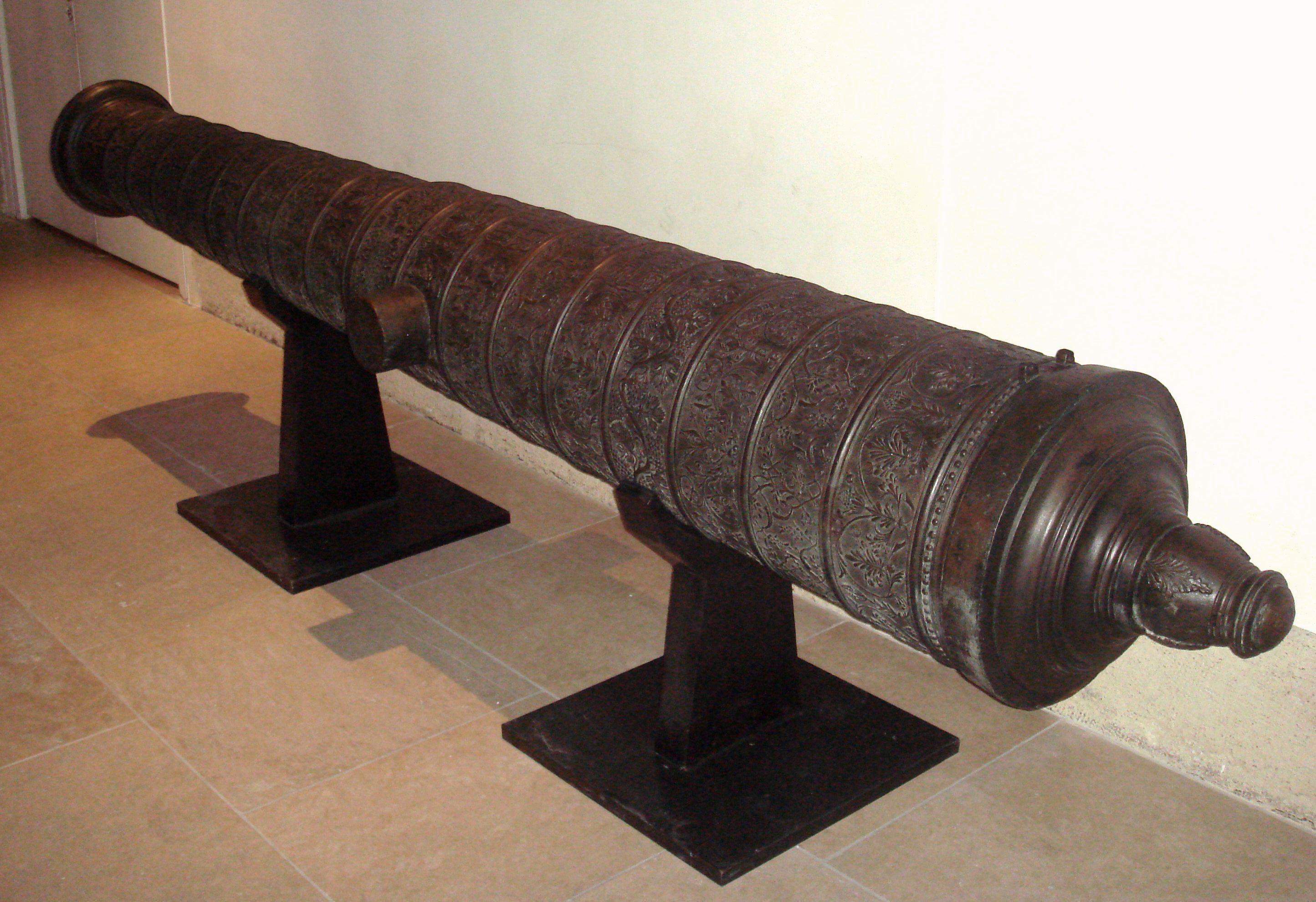
مدفع عثماني مُزخرف صُنع في مدينة الجزائر يوم 8 أكتوبر 1581 من قبل كافر-المعلم. الطول: 385 سم، القطر: 178 ملم، الوزن: 2910 كلغ. استولت عليه فرنسا خلال غزو الجزائر عام 1830. متحف الجيش، باريس

وعندما كانت المدينة تحت السيطرة العثمانية كانت محاطة بسور من جميع الأطراف وحتى على طول الواجهة البحرية، جيث كانت لهذا السور خمسة أبواب تسمح بولوج المدينة وخمسة طرق، واحد من كل باب تعبر المدينة حتى تلتقي أمام مسجد كتشاوة. الطريق الرئيسي بالمدينة يمتد من الشمال إلى الجنوب ليقسمها إلى قسمين:
- المدينة العليا (آل-جبل، أو 'الجبل'): تتألف من حوالي خمسين حارة صغيرة من الأندلسيين، اليهود، المور والقبائل.
- المدينة المُنخفضة (الوطاء، أو 'الأرض المنبسطة'): وهي المركز الإداري والعسكري والتجاري للمدينة، يسكنها غالبية من الشخصيات التركية وغيرها من أسر الطبقة العليا.[39] عام 1556 شيدت قلعة في أعلى مكان من السور. وفي القرن الثامن عشر استقل داي الجزائر بها عن تركيا.

وفي عام 1817، تم قصف المدينة من طرف أسطول بريطاني تحت قيادة اللورد اكسماوث بمساعدة من رجال الحرب الهولنديين وقاموا بتدمير أسطول القراصنة الذين يأويهم ميناء مدينة الجزائر.

### الاحتلال الفرنسي

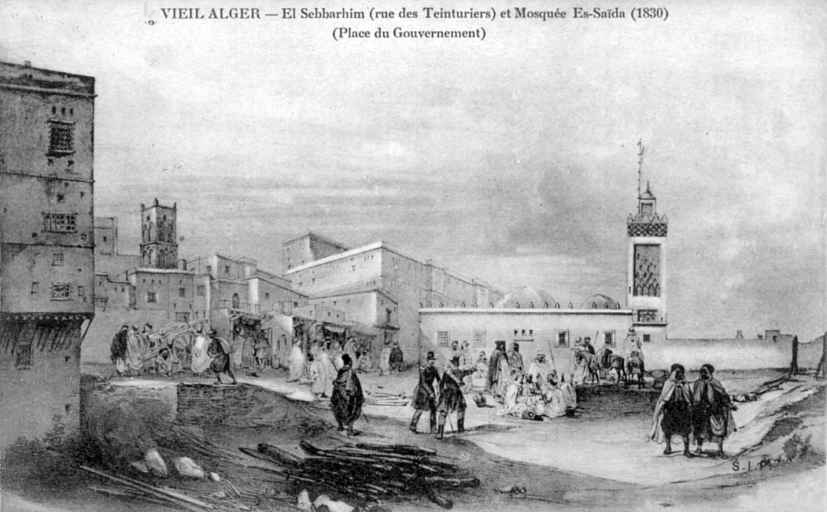
الجزائر 1830

استعملت فرنسا حادثة المروحة ذريعة لها لاحتلال الجزائر وقد قامت بفرض حصار عسكري بحري على الجزائر بغرض إضعاف قوتها الاقتصادية المُعتمدة على النشاط البحري، وإغلاق جميع الأبواب أمام أي تدخل عسكري محتمل من طرف الدولة العثمانية أو الدول الأوروبية المُنافسة لها.
وفي 7 فبراير 1830، أصدر الملك شارل العاشر قرارا ملكيا يقضي بإرسال قوة تدخل سريع فرنسية تضم 40 ألف جندي من المشاة والخيالة، مزودين بأحدث الأدوات الحربية، وأسطولا يتكون من 700 سفينة لغزو الجزائر، بقيادة وزير الحرب الجنرال دي بورمن، وقد غادرت القوات الفرنسية ميناء طولون الحربي في 25 ماي 1830 متجهة نحو الجزائر، وفي 14 جوان 1830 نزلت القوات الفرنسية بسيدي فرج الواقعة غرب العاصمة، وقد اختار الفرنسيون هذا الموقع لحرصهم على مباغتة مدينة الجزائر بالهجوم عليها برا، لصعوبة احتلالها من البحر. نجح الفرنسيون في إنزال قواتهم في غياب خطة عسكرية دفاعية لمقاومة الغزو الفرنسي، وتوجه الفرنسيون صوب العاصمة بعد انتصارهم على القوات الجزائرية في معركة سطوالي في شرق سيدي فرج رغم المُقاومة الباسلة للجزائريين. ولقد سيطر الفرنسيون على العاصمة بعد ضربها بالمدافع بشكل كثيف.
وبعد القصف أرسل الداي حسين إلى قائد الحملة الجنرال دي بورمن، يعرض عليه الصلح والتنازل عن الديون ومنح امتيازات تجارية لفرنسا وتعويض نفقات الحملة، لكن الجنرال دي بورمن أصر على توقيع وثيقة استسلام التي وُقّعت صبيحة 5 يوليو 1830. قام الجيش الفرنسي بنهب الأملاك والأموال التي كانت في خزينة الدولة الجزائرية، واستولى على القصور والممتلكات العامة والخاصة وانتهك حُرمات المساجد.
كما شجّعت فرنسا الأوربيين على الاستيطان في الجزائر، ومنحتهم أراضٍ ومساكن الجزائربين المسلمين، وقد قامت فرنسا بإصدار قوانين تعسفية ضد الجزائريين لتسهيل ذلك، ومن بين هذه القرارت نجد كلّا من قرار سبتمبر 1830 الذي ينص على مصادرة أراضي المسلمين المُنحدرين من أصول تركية، وقرار أكتوبر 1845 الذي ينص على تجريد كل من شارك في -المقاومة أو رفع السلاح ضد الفرنسيين أو أعوانهم- من ممتلكاته، كما حاول الفرنسيون أيضا صبغ الجزائر بالهوية والثقافة الفرنسية، وجعل اللغة الفرنسية اللغة الرسمية في التعليم بدل اللغة العربية، ونزع الهوية الإسلامية بنشر المسيحية وذلك بتشييد الكنائس مكان المساجد.
وحول الفرنسيون الجزائر إلى مقاطعة مُكمّلة لمقاطعات فرنسا، كما اعتبرت فرنسا كل المواطنين ذوي الأصول الأوروبية (واليهود أيضًا) مواطنين فرنسيين لهم كامل الحقوق، ولهم الحق في التمثيل في البرلمان، بينما تم إخضاع السكان العرب والبربر المحليين (عرفوا باسم الأهالي) إلى نظام التفرقة العنصرية.
تم الإبقاء على المدينة كعاصمة لمستعمرة الجزائر الجديدة، كما قام دي بورمونت بتنصيب لجنة للحكم ومجلس للبلدية كان مقره في البداية بفندق باكري (المعروف اليوم ب «قصر خداوج العمية») بشارع سوكجيما لتحل محل الإدارة التركية. كان المجلس يتكون من سبع مغاربة ويهوديين، وكان يرأسه أحمد بودربة (مغاربي متزوج من فرنسية، عاش قبل 1830 كتاجر في مرسيليا وكان رفقة حمدان خوجة الشخصين اللذين تفاوضا على استسلام المدينة مع الداي حسين). نائب التموين العسكري السيد بروجيير بوصفه مفوض الملك بالبلدية يساعده في هذه المهمة.

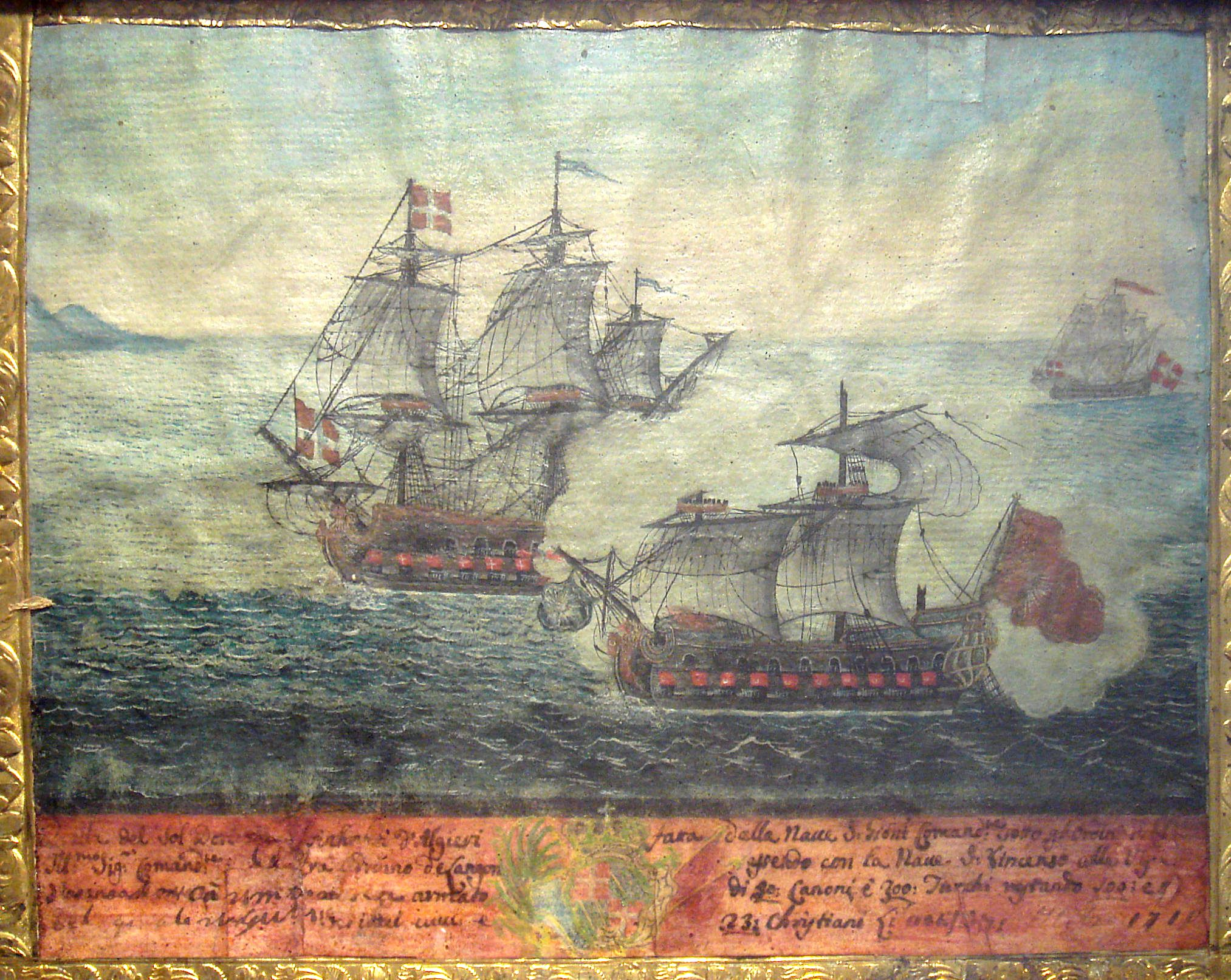
رسمة لمعركة بحرية لسفينة تركية من الجزائر وسفينة فرسان مالطة بقيادة لنغون عام 1719.

بدأ الاستعمار الفرنسي بقمع السكان الأصليين بطردهم من ساحل مدينة الجزائر ومصادرة أراضيهم، وتطور الأمر بعد ذلك إلى أماكن سكنهم، ما أجبرهم على البيع للمستوطنيين المجاورين. في عام 1848 أصبحت المدينة مقرا للمحافظة، وهو ما مكنها من التطور السريع وذلك مع وصول المهاجرين الأوروبيين خلال النصف الثاني من القرن التاسع عشر المُنحدرين أساسًا من أصل فرنسي، بينما يتركز السكان المحليّون في القصبة التي كانت في طريق التدهور.
كان أمام المستوطنين طريقتان للاستثمار في المدينة: إما احتلال منازل السكان والتكيف مع نمطها المعماري أو هدم بعض المنازل لبناء الطرق والساحات التي يُمكن استعمالها لتجمعات القوات والأسواق.
وابتداءً من عام 1840 خرجت البلدة من حدود التحصينات العثمانية والمنطق الدفاعي، حيث قدم المهندسون عام 1841 مشروعًا لمجموعة من التحصينات الحديثة. صمم المهندس المعماري بيار أوغست غيوشان عام 1845 مخططًا عامًا للطُرق والأراضي التي سيبنى عليها داخل الحصن الجديد، وثبت المباني العامة الجديدة كدار البلدية، قصر الحاكم، المسرح، دار المحكمة، دار البريد والمالية... في أفضل المواقع المطلة على البحر لتسهيل الاتصال بين الأحياء الجديدة في شمال وجنوب المدينة.
وقد استقر معظم الفرنسيين في الضواحي في المنازل التي تقع على طول الأسوار مثل الحي الشعبي باب الواد في الشمال في حين استمرت أوربة المدينة المسلمة فلقد اعتبر تطوير المباني المغاربية أفضل برنامج للاستفادة من المدينة.
وفي مطلع عام 1839 بدأ الجزء السفلي للمدينة في الزوال، حيث ساهمت عمليات الهدم والمصادرات بإعطاء وجه جديد لهذا الحي.
وفي عام 1930 رسم المهندس المعماري لوكوربوزييه تخطيطاً لإعادة تصميم كامل للمدينة الاستعمارية. كان لو كوربوزييه شديد الانتقاد للنمط الحضري لمدينة الجزائر، واصفًا المنطقة العربية بأنها لا شيء سوى جدران منهارة وطبيعة مدمرة والجميع وصمة عار.[ما هي؟]
كما انتقد أيضًا الاختلاف في مستويات المعيشة الذي لاحظه بين الأوروبيين والأفارقة المقيمين في المدينة، واصفا الحالة المتحضر يعيش في عزلة وفي رفاهة في حين البربر يعيشون في جحور مثل الفئران. مع ذلك تم تجاهل هذه الخطط من قبل الإدارة الاستعمارية الفرنسية.

### الحرب العالمية الثانية
خلال الحرب العالمية الثانية كانت الجزائر تابعة لألمانيا التي بدورها كانت تحتل فرنسا في عهد هنري فيليب بيتان (1856-1951). يوم 7 نوفمبر 1942 شهدت الجزائر ومدن أخرى في شمال أفريقيا إنزال قوات التحالف البريطانية والأمريكية رفقة القوات الفرنسية خلال عملية الشعلة وكانت مدينة الجزائر آخر مدينة يتم استرجاعها من الألمان على يد الحلفاء خلال هذه العملية، بعدها تحولت المدينة مركزا لقيادة الحلفاء تحت اٍمرة دوايت أيزنهاور.

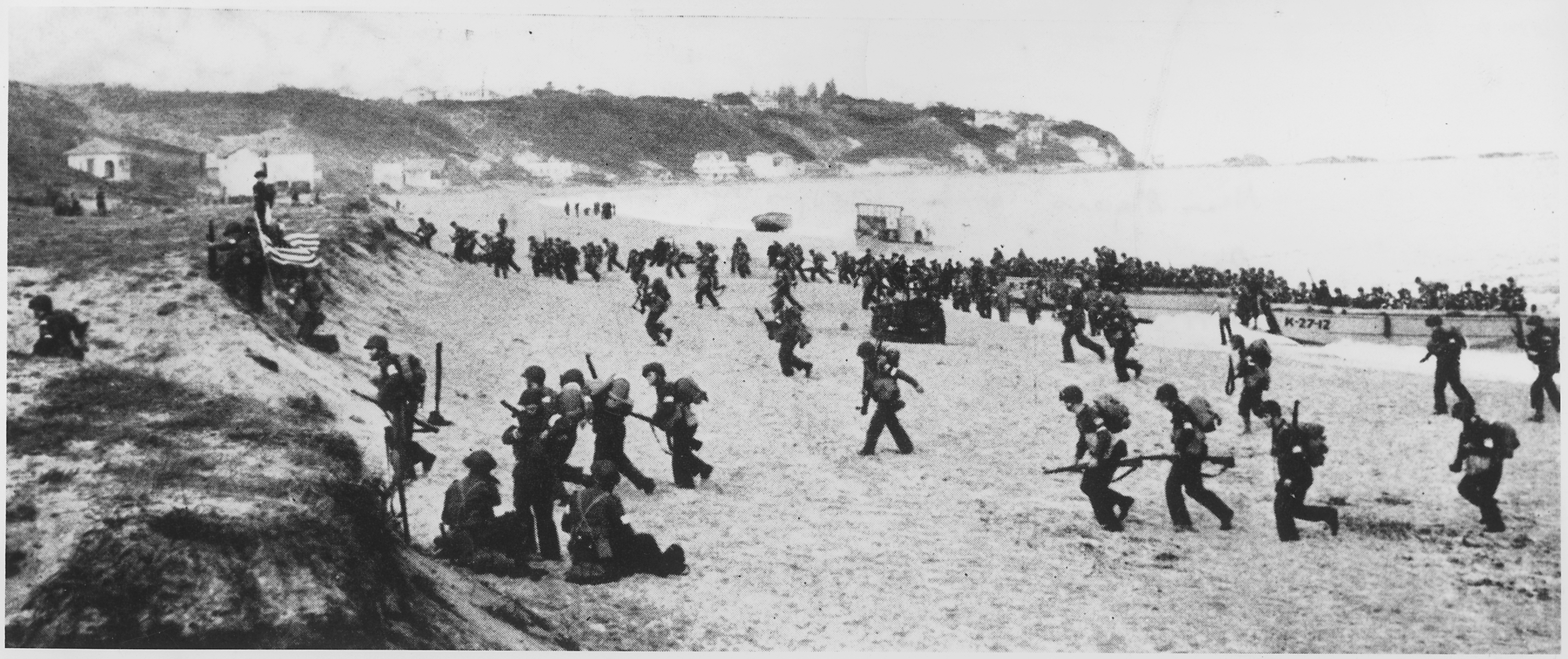
إنزال الحلفاء بالقرب من العاصمة الجزائرية 1942

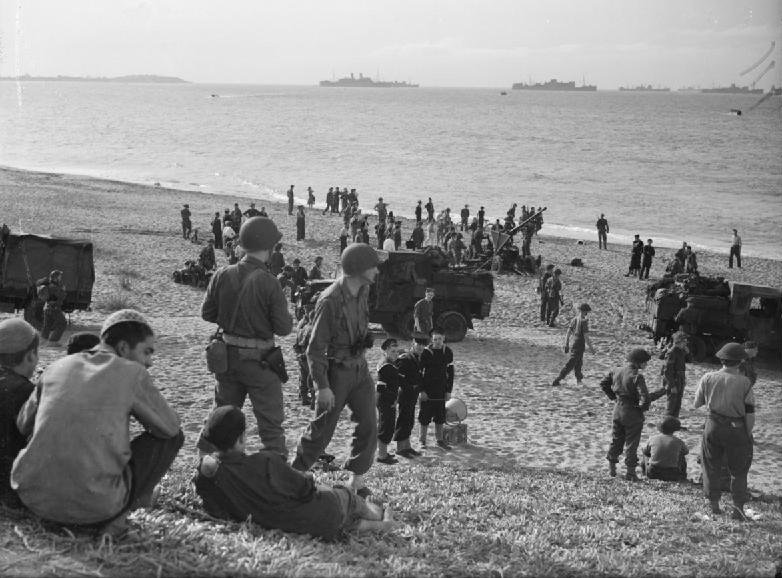
إنزال الحلفاء بالقرب من العاصمة الجزائرية 1942

في 8 نوفمبر 1942، قام الأميرال فرانسوا دارلان القائد العام لقوات فيشي مع ضباط آخرين، بانقلاب فاشل ضد قوات الحلفاء الذين نجحوا في تطويق المدينة مع الجيش الفرنسي، وألقى القبض على 400 من القادة العسكريين والسلطات المدنية لفيشي، الذين استولوا على المناصب الحساسة مثل مقر الهاتف والإذاعة، وقصر الحكام، ومقر الموظفين والمقر الرئيسي للفيلق 19 لقوات فيشي الفرنسية ومدفعية ساحل سيدي فرج، بدعم من نائب القنصل الأمريكي في الجزائر، لكن تم إطلاق سراحهم فيما بعد. باستثناء معارك ميناء الجزائر احتلت القوات الأمريكية والبريطانية مدينة الجزائر مساء اليوم نفسه، من دون مقاومة تذكر وقبلت استسلام فرانسوا دارلان، وكانت الجزائر حتى تحرير باريس، عاصمة فرنسا الحرة.

### حرب الجزائر

شعار النبالة الفرنسية من الجزائر

لعبت مدينة الجزائر دورا حاسما في الثورة التحريرية التي جرت مابين (1954-1962)، ولا سيما خلال معركة الجزائر بين الجزائريين والمظليين العشرة التابعة للجيش الفرنسي، ابتداءً من يوم 7 يناير عام 1957 بناء على أوامر وزير العدل الفرنسي فرانسوا ميتران (الذي أذن بأي وسيلة «للقضاء على الانقلابيين»)، قاد المقاتلون الجزائريون هجمات ضد للجيش الفرنسي من أجل الاستقلال، ولا تزال مدينة الجزائر مشهورة بهذه المعركة، التي كانت تتميز بالمعارك القاسية بين القوات الجزائرية الذين قاموا بعمليات فدائية ضد المستعمرين الفرنسيين، ومن ناحية أخرى نفذ الجيش الفرنسي القمع الدموي بما في ذلك استخدام التعذيب الشبه منتظم على متظاهرين الجزائريين والمتعاطفين الفرنسيين الذين ساندوا الثورة، اثنين من هؤلاء الضحايا كانوا من الزعماء الوطنيين، العربي بن مهيدي، واستاذ الرياضيات، موريس أودان،  كما أدت مظاهرات 13 مايو 1958 لسقوط الجمهورية الرابعة في فرنسا، فضلا عن عودة الجنرال جول إلى السلطة.

### الاستقلال
حققت الجزائر استقلالها في 5 يوليو 1962 وعينت مدينة الجزائر عاصمة لها. بعد ثورة كان هدفها نيل الاستقلال والحرية، وبلغ عدد الجزائريين الذين استشهدوا في فترة حرب التحرير من 1954 إلى 1962، أكثر من 1.5 مليون شهيد على أيدي الجيش الفرنسي. أما عدد الأشخاص الذين قتلوا إبّان الاحتلال الفرنسي والذي دام قرناً واثنتين وثلاثين سنة فقد كان أكثر من ستة ملايين شهيد.
وفي أكتوبر عام 1988 أي قبل سنة من سقوط جدار برلين كانت الجزائر مسرحا لمظاهرات تطالب بنهاية نظام الحزب الواحد وإقامة ديمقراطية حقيقية وسميت بربيع الجزائر، وقمع المتظاهرين من قبل السلطات (أكثر من 300 قتيل)، لكن الحركة شكلت نقطة تحول في التاريخ السياسي للجزائر الحديثة إذ اعْتُمدَ دستور جديد عام 1989 يضع حدا لعهد الحزب الواحد.

### أزمة 1990
أصبحت المدينة مسرحا لمظاهرات سياسية عديدة من كافة الأنواع، خاصة بين عامي 1991 و1992، وكان الكيان السياسي المهيمن عليه ذو التوجه السياسي الإسلامي عبر الحزب المسمى الجبهة الإسلامية للإنقاذ (بالفرنسية: Front Islamique du Salut : FIS) والذي تم حله لاحقا.
وفي الانتخابات التشريعية التعددية الأولى التي أقيمت في ديسمبر 1991 لتعيين نواب المجلس الشعبي الوطني، حصل الإسلاميون أو الفيس (FIS) كما يطلق عليه محليا، على دعم كبير من الشعب في الجولة الأولى من الانتخابات. وخوفا من فوز الإسلاميين في نهاية المطاف ونظرا لتخالفهم مع بعض الشخصيات الحزبية الأخرى التي كان لها دور مهم في السلطة حيث كان الجيش آنذاك يحكم البلاد عبر جنرالاته، وألغى العملية الانتخابية. مما أدى إلى إشعال الحرب الاهلية بين الدولة والجبهة الإسلامية للإنقاذ التي ساندها جزء مهم من الشعب، فتوجهت الجبهة للعمل المسلح ضد الجيش والأمن بسبب التضييق والإقصاء الذين كرسهما الجيش ضدها، وفيما تخلت الجبهة الإسلامية للإنقاذ عن العمل المسلح للأضرار الجسيمة التي لحقت بالوطن على أساس الجنوح للسلم، فقد أسس بعض المنشقين والمتطرفين المجموعة الإسلامية المسلحة (GIA)، والتي اتخذت من التكفير وتحقيق هدف الدولة الإسلامية بالسلاح أساسا لعملها مما زاد من تأزم الوضع وسقوط ضحايا أكثر، وأسفرت العشرية السوداء أو المأساة الوطنية لسقوط ما يزيد عن 200 ألف ضحية من أبناء الوطن، حيث ظلت هذه الأحداث سارية وتناقصت بالتدريج أواخر التسعينات حين فاز الرئيس عبد العزيز بوتفليقة بالرئاسيات ووضع قوانين العفو والوئام المدني لنشر السلم بين كل أطياف الشعب، ليستتبّ الأمن أكثر وترجع القوة الاقتصادية للبلاد وتتحسن ظروف المعيشة أفضل مما كانت عليه في التسعينات شيئا فشيئا وظهر ذلك جليا مع سنوات مطلع القرن الجديد.

### الجزائر في القرن الحادي والعشرين

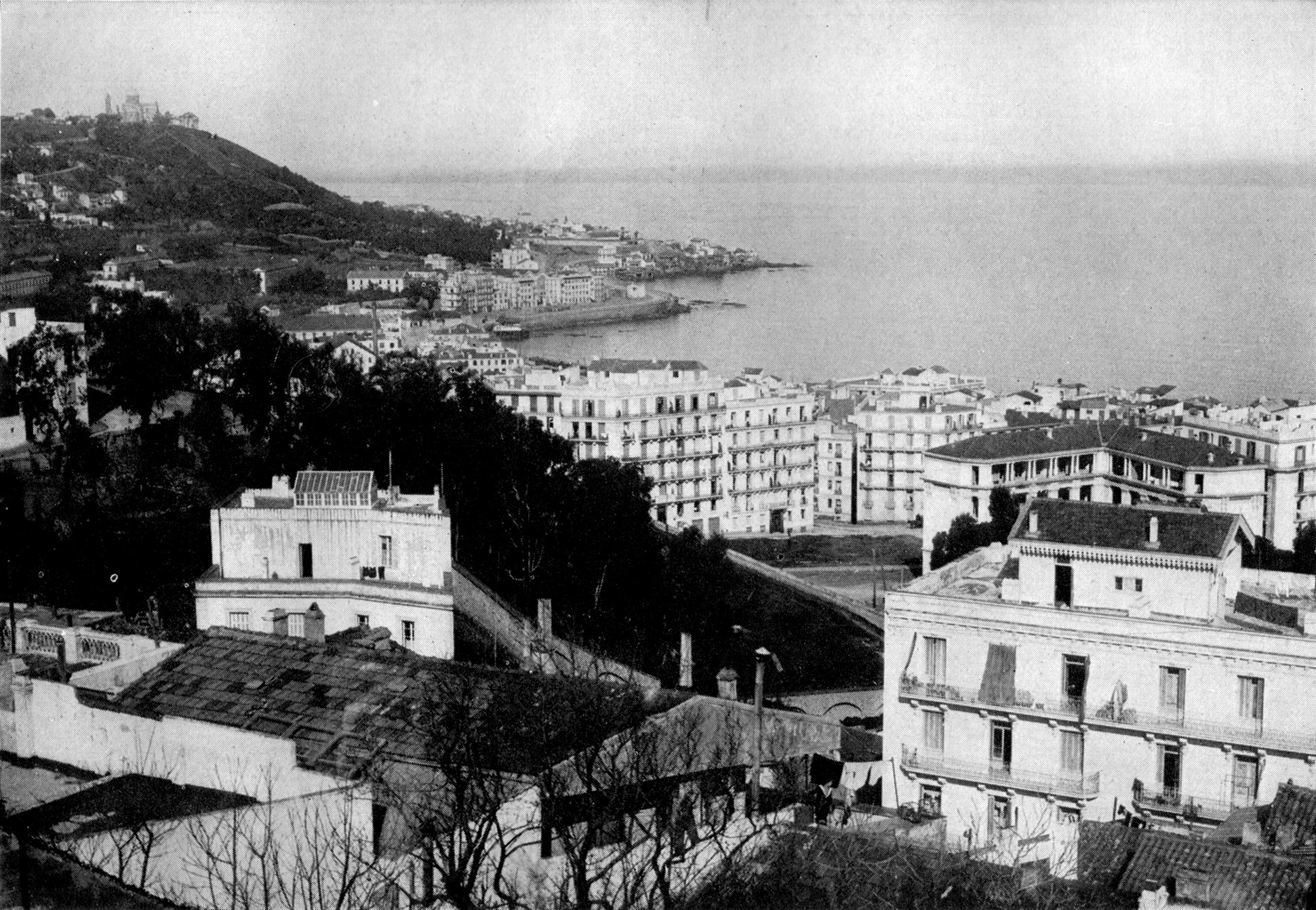
مدينة وميناء الجزائر العاصمة، حوالي عام 1921

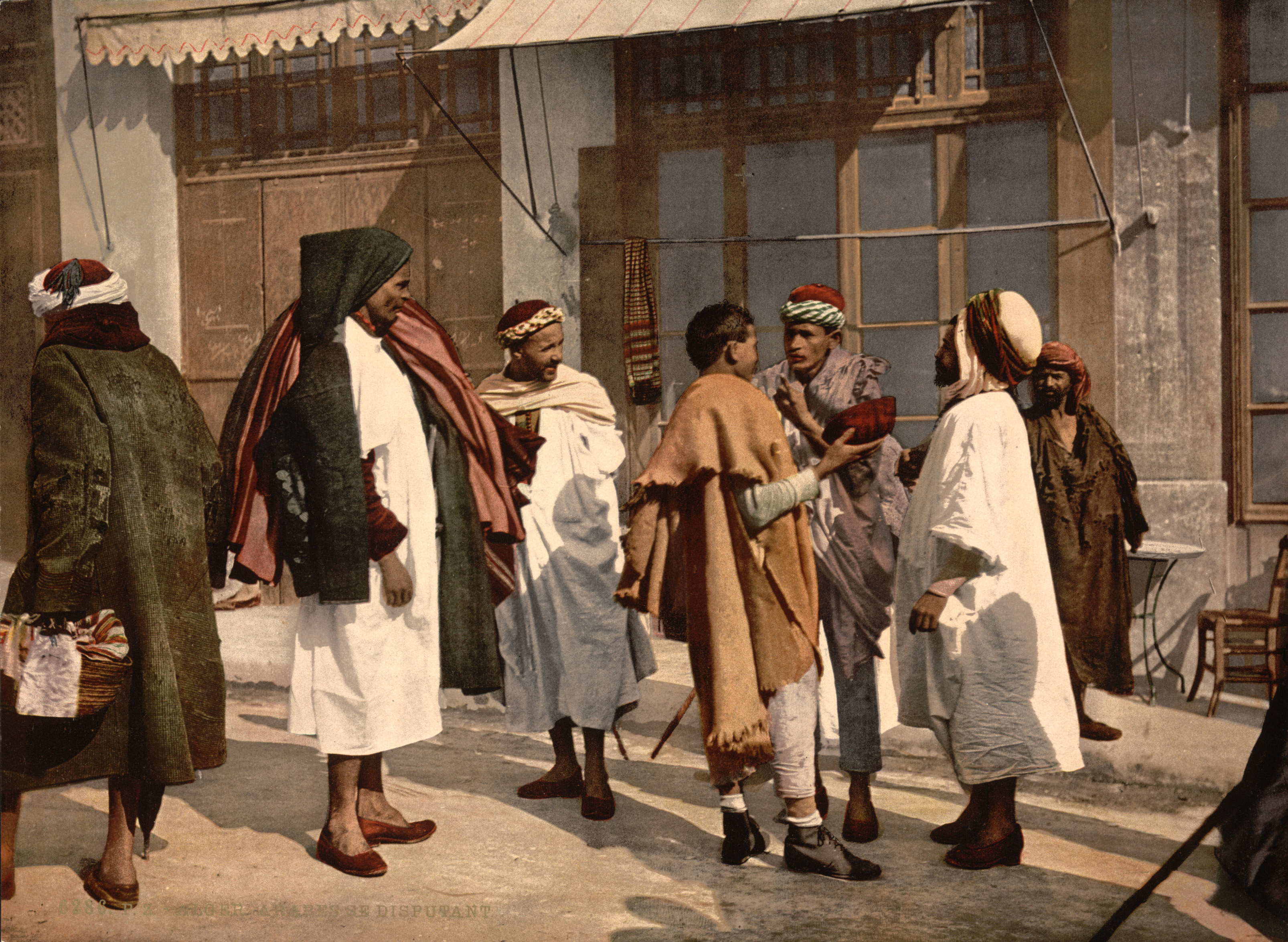
عرب جزائريون في شارع من شوارع العاصمة سنة 1899

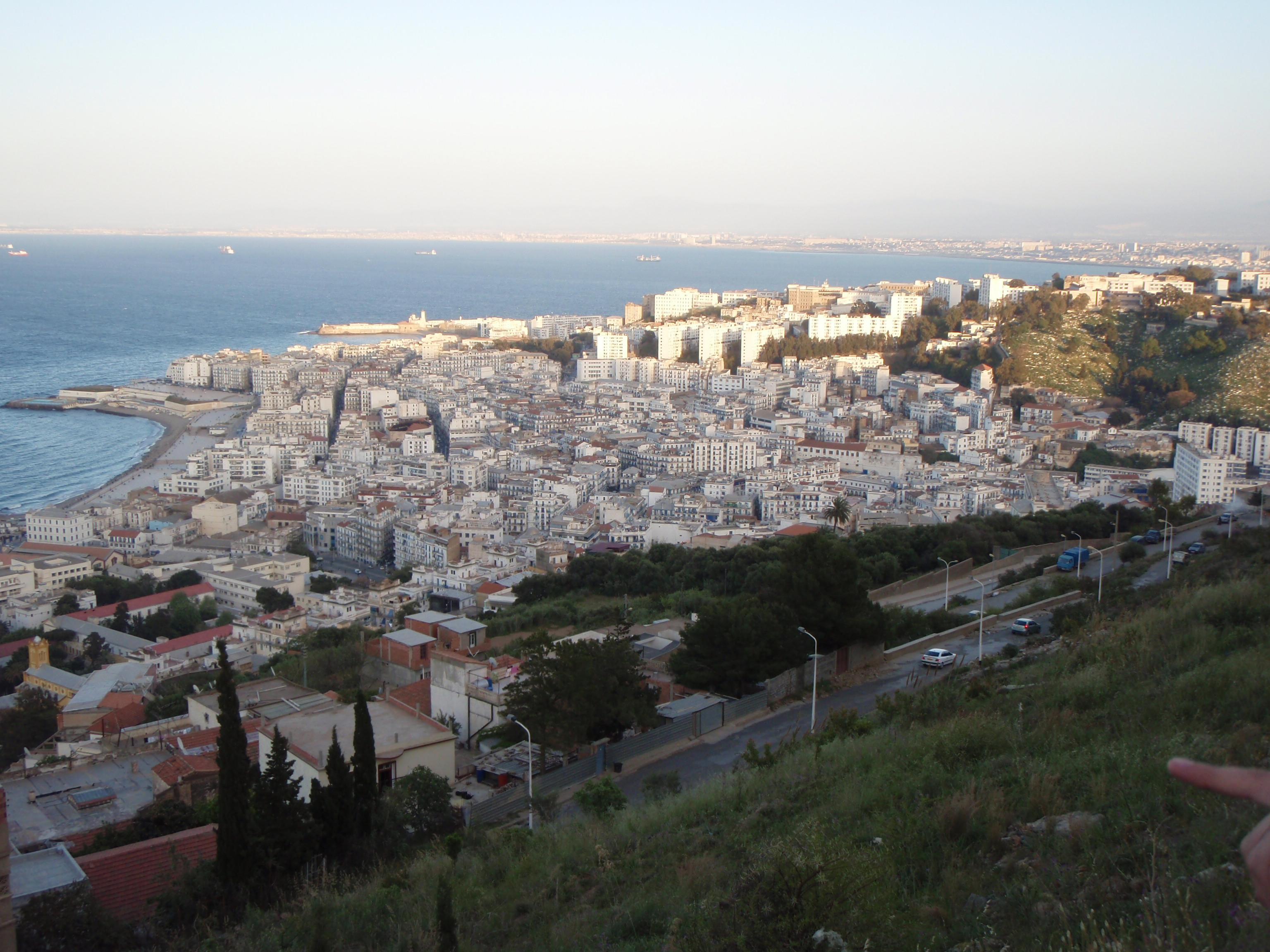
مرأى من الجزائر في الفترة من نوتردام لأفريقيا

وسعت الجزائر في الآونة الأخيرة لتصبح مرة أخرى عاصمة مهمة في أفريقيا ومنطقة البحر المتوسط، وتصور وجود مستوى مماثل لتطوير البنية التحتية إلى ما كان في عام 1962 مقارنة مع البلدان الأخرى.
حيث أصبحت الجزائر منفتحة على العالم من خلال استضافة مجموعة من المؤتمرات والمناسبات الدولية. هذا الانفتاح الجديد جذب عدة استثمارات من الشركات المتعددة الجنسيات في السنوات الأخيرة، مثل: كارفور، وإيف روشيه. ومع ذلك فإن العديد من مشاريع البنية التحتية الكبيرة التي تكافح من أجل أن تكتمل: مترو الجزائر العاصمة، والترام، ومشاريع التجديد الحضري، وإنشاء مراكز حضرية جديدة على الهامش. البنية التحتية الحالية لم تكن قادرة على مواكبة النمو السريع للجزائر.
وتحتل الجزائر حاليا مراتب متوسطة عالميا في تقرير لوحدة الاستخبارات الاقتصادية ونوعية الحياة. الدراسة تأخذ بعين الاعتبار 40 معياراً مختلفاً ومقسمة إلى 5 فئات هي: الاستقرار والخدمات الصحية، والثقافة، والبيئة، والتعليم، وتوافر الخدمات الأساسية وتحتل الجزائر العاصمة من حيث جودة الحياة المركز 52 عالميا لتحتل بها المركز السادس عربيا، وتمتلك الجزائر العاصمة مشاريع تنموية ظخمة من شأنها جعل المدينة أفضل بكثير.

#### تفجيرات
في 11 ديسمبر 2007، انفجرت سيارتان مفخختان في الجزائر العاصمة، استهدفت القنبلة الأولى اثنين من مباني الأمم المتحدة، أما القنبلة الثانية فقد استهدف مبنى بناء حكومي لمساكن المحكمة العليا، أحصت التقارير الحكومية والطبية 62 قتيلاً على الأقل، مع أكثر من مئتي جريح في الهجمات، ومع ذلك لم يتبق في المستشفى سوى ستة وعشرون في اليوم التالي. واعتباراً من عام 2008، أعتبر الهجوم من تنفيذ خلية تتبع تنظيم القاعدة داخل المدينة.

## الجغرافيا

### الموقع

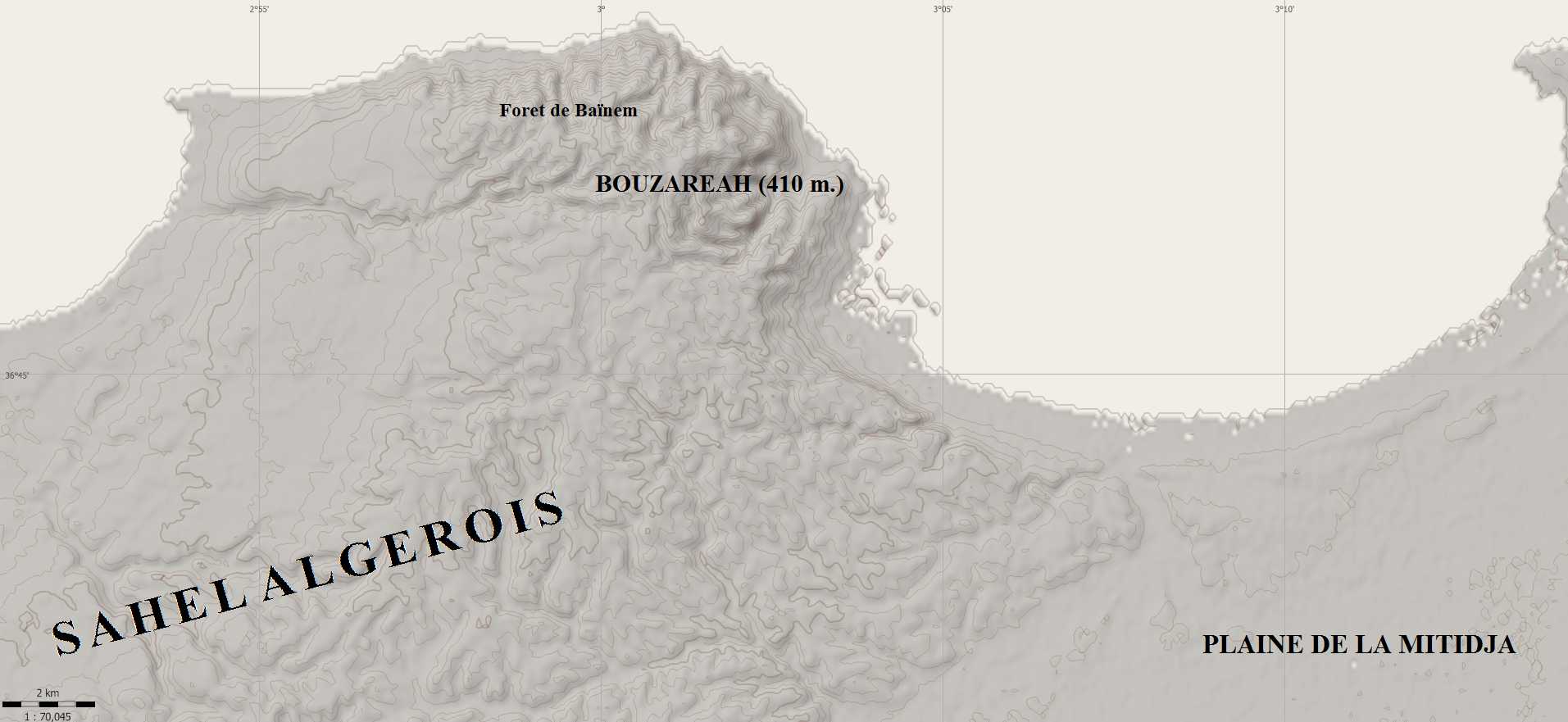
تضاريس الجزائر العاصمة

تقع مدينة الجزائر على خط عرض 6 َ4، 36° شمالاً، وخط طول 3 َ5,3 ° إلى الشرق من خط جرينيتش، وتتميز بموقعها البري والبحري الممتاز، فهي تقع على حافة السفوح الشمالية الشرقية لجبل بوزريعة، المطل على البحر المتوسط، والذي يحميها من الرياح الشمالية، والشمالية الغربية. ويمتد خليجها من رأس الرّيس حميدو، إلى رأس تمنفوست، في شكل قوس طوله 31كم. كما تنتهي إليها أهم الطرق البرية والحديدية في البلاد.
وقد بنيت مدينة الجزائر على سفوح جبال الساحل الجزائري، وشيدت القصبة أحد أقدم أحياء مدينة الجزائر على أحد التلال المطلة على الطرف الغربي لخليج مدينة الجزائر العاصمة على ارتفاع يقدر بحوالي 150 متراً، خارج التحصينات العثمانية أبصرت أحياء جديدة النور على طول التلة المطلة على الخليج من بينها أول الأحياء التي بناها الفرنسيون.
وتوسعت المدينة فيما بعد نحو الشمال الغربي على سفح جبل بوزريعة الذي يبلغ ارتفاعه 400 متر مثل حي باب الواد ثم على طول الحافة المحيطة بالجبل. وظهرت أوائل ضواحي مدينة الجزائر في جنوب شرق المدينة على طول الشريط الساحلي الصغير على الأراضي الرطبة القديمة حتى مصب وادي الحراش.
وتواصل امتداد المدينة نحو الشرق خلف مصب واد الحراش على حساب الأراضي الخصبة لسهل متيجة وذلك على طول الخليج ليمتد في السنوات الأخيرة باتجاه الجنوب والجنوب الغربي على التلال المنحدرة للساحل لتضم المدينة القرى الزراعية السابقة.

### المناخ
تتمتع الجزائر بمناخ متوسطي، وهي معروفة بفصل صيف طويل حار وجاف (عموما ساخنة خصوصاً من منتصف يوليو إلى منتصف أغسطس) وشتاء معتدل ورطب، أما الثلوج فهي نادرة.
| البيانات المناخية لـمدينة الجزائر            | البيانات المناخية لـمدينة الجزائر | البيانات المناخية لـمدينة الجزائر | البيانات المناخية لـمدينة الجزائر | البيانات المناخية لـمدينة الجزائر | البيانات المناخية لـمدينة الجزائر | البيانات المناخية لـمدينة الجزائر | البيانات المناخية لـمدينة الجزائر | البيانات المناخية لـمدينة الجزائر | البيانات المناخية لـمدينة الجزائر | البيانات المناخية لـمدينة الجزائر | البيانات المناخية لـمدينة الجزائر | البيانات المناخية لـمدينة الجزائر | البيانات المناخية لـمدينة الجزائر |
| الشهر                                        | يناير                             | فبراير                            | مارس                              | أبريل                             | مايو                              | يونيو                             | يوليو                             | أغسطس                             | سبتمبر                            | أكتوبر                            | نوفمبر                            | ديسمبر                            | المعدل السنوي                     |
| -------------------------------------------- | --------------------------------- | --------------------------------- | --------------------------------- | --------------------------------- | --------------------------------- | --------------------------------- | --------------------------------- | --------------------------------- | --------------------------------- | --------------------------------- | --------------------------------- | --------------------------------- | --------------------------------- |
| متوسط درجة الحرارة الكبرى °م (°ف)            | 9.7 (49.5)                        | 12.0 (53.6)                       | 15.7 (60.3)                       | 17.5 (63.5)                       | 21.4 (70.5)                       | 26.9 (80.4)                       | 31.2 (88.2)                       | 30.7 (87.3)                       | 26.0 (78.8)                       | 19.0 (66.2)                       | 13.4 (56.1)                       | 10.1 (50.2)                       | 19.5 (67.1)                       |
| متوسط درجة الحرارة الصغرى °م (°ف)            | 2.6 (36.7)                        | 3.7 (38.7)                        | 5.6 (42.1)                        | 7.2 (45.0)                        | 10.7 (51.3)                       | 15.1 (59.2)                       | 18.4 (65.1)                       | 18.2 (64.8)                       | 15.0 (59.0)                       | 10.2 (50.4)                       | 6 (43)                            | 3.8 (38.8)                        | 9.7 (49.5)                        |
| الهطول سم (إنش)                              | 3.7 (1.5)                         | 3.5 (1.4)                         | 2.6 (1.0)                         | 4.7 (1.9)                         | 5.2 (2.0)                         | 2.5 (1.0)                         | 1.5 (0.6)                         | 1.0 (0.4)                         | 2.8 (1.1)                         | 4.9 (1.9)                         | 5.6 (2.2)                         | 5.6 (2.2)                         | 43.6 (17.2)                       |
| متوسط أيام هطول الأمطار                      | 9                                 | 9                                 | 7                                 | 11                                | 12                                | 7                                 | 3                                 | 3                                 | 5                                 | 9                                 | 9                                 | 11                                | 95                                |
| المصدر: المنظمة العالمية للأرصاد الجوية (UN) |                                   |                                   |                                   |                                   |                                   |                                   |                                   |                                   |                                   |                                   |                                   |                                   |                                   |

### المخاطر الطبيعية
الزلازل

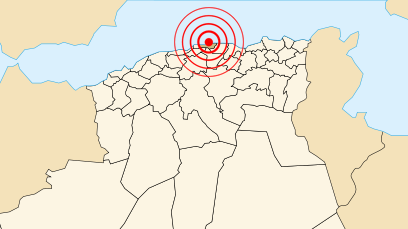
مركز الهزة الأرضية التي ضربت الجزائر عام 2003.

الجزائر منطقة زلزالية حساسة، مهددة من عدة مراكز زلزالية (خير الدين، زموري، الساحل، شنوة، البليدة والثنية). ويعتبر زلزال 3 فبراير 1716 آخر أهم زلزال ضرب الجزائر حيث كلف حياة 20.000 شخص بالمدينة وخربت من جرائه عدة مدن مجاورة كشرشال وبجاية وقد ضربت هزات ارتدادية طيلة أيام الثالث والخامس والسادس والعشرين من شهر فبراير.
في حين تأثرت عدة أحياء بالمدينة من جراء زلزال بومرداس 2003 (مركز زموري) والذي أودى بحياة حوالي 2300 شخص بين ولايتي الجزائر وبومرداس.
الفيضانات
الجزائر معرضة بشدة لمخاطر الفيضانات بسبب موقعها الجغرافي وذلك عن طريق مجاري مياه الأمطار من مرتفعات المدينة إلى الأحياء المنخفضة. وفاقم هذا الوضع عدة عوامل متصلة بالتنمية الحضرية التي لم تأخذ بعين الاعتبار هذه المخاطر، فقد تم مثلاً تشييد العديد من المباني على مجرى وادي حيدرة.
وفي 10 نوفمبر 2001 أمطار طوفانية تضرب الجزائر وحولت مجاري الوديان إلى سيول من الطين. ونجم عن هذه الكارثة مقتل أكثر من 700 شخص معظمهم من باب الواد وهو حي تدمرت فيه مباني بأكملها.

## التقسيمات الإدارية والسياسية

### تنظيم مدينة الجزائر العاصمة
التنظيم البلدي لمدينة الجزائر كثيرًا ما تطور على مر الزمن، خصوصا في حقبة الاستعمار الفرنسي وبعد الاستقلال.
وقد كانت مدينة الجزائر في عام 1832 عبارة عن بلدية واحدة، وفي عام 1959 أصبحت المدينة مقسمة إلى 10 مقاطعات. وبعد إجراء الإصلاح في عام 1977، أصبحت المقاطعات والمدينة تدار عن طريق مجلس شعبي يدعى CPVA. ومنذ عام 2000، أصبح مصطلح المدينة لم يعد موجوداً قانونياً، وأصبحت مدينة الجزائر ولاية مقسمة إلى 57 بلدية، التي استولت بدورها على صلاحيات المدينة.

#### مدينة الجزائر
بعد وصول الفرنسيين في عام 1830، كانت مدينة الجزائر مدينة محصنة وتتطابق مع بلدية القصبة حاليا. وبعد بضع سنوات تحت نظام الحكم العسكري الاستعماري الفرنسي، بدأ التطور العمراني الأوروبي يأخذ من ملامح المدينة القديمة، حيث في عام 1832، أنشئت بلدية الجزائر.
وفي عام 1848، تم إرفاق البلديات: الأبيار ومصطفى (حاليا سيدي امحمد) قبل أن تكون منفصلة في عام 1870، وفي عام 1904، تم ضم بلدية مصطفى نهائياً إلى مدينة الجزائر التي أصبحت بدورها تنقسم إلى 12 مقاطعة بمساحة إجمالية قدرها 15.64 كم2.

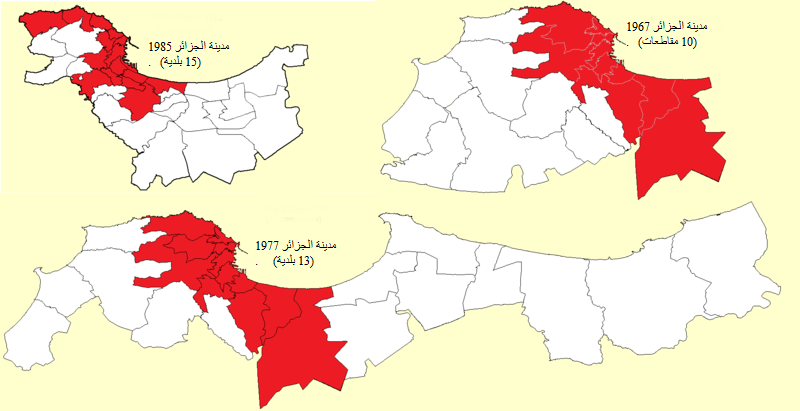
التقسيم الإداري لمدينة الجزائر في 1967-1977-1985

#### الجزائر الكبرى
في عام 1959 تم إنشاء «الجزائر الكبرى» التي تضم بدورها 9 بلديات (مدينة الجزائر، سانت أوجين، بوزريعة، الأبيار، دالي براهيم، بيرميندريس (حاليا دائرة بئر مراد رايس)، القبة، حسين داي ولاميزون كاري (حاليا الحراش)). تنقسم هذه المجموعة إلى 10 مقاطعات ومساحتها 186 كم2، ويرأسها مدير عام يعين بمرسوم مجلس المدينة الذي يتشكل من 75 عضوا، ويرأس كل دائرة نائب عمدة. وبعد الاستقلال بـ 5 سنوات أي في عام 1967، تم الإبقاء على التنظيم الإداري لمدينة الجزائر مع زيادة صلاحيات المدير العام لمدينة الجزائر. وفي عام 1974، أضيفت منطقتي بوزريعة وبير مراد رايس لمدينة الجزائر بشكل نهائي.
في عام 1977، أصبحت المناطق السابقة كيانا إداريا مشتركا، وتم إنشاء المجلس الشعبي لمدينة الجزائر (CPVA) الذي بات يدير صلاحيات المدينة السابقة من الجزائر العاصمة. وماتجدر الإشارة إليه أن الكيان الجديد الذي ضم مناطق CPVA، أضيفت له بلدية براقي، ليصل مجموع البلديات إلى 13 بلدية.

#### الولاية تحل محل المدينة
منذ تأجيل الانتخابات البلدية لعام 1989، لم يعد تنظيم CPVA موجودا. وحل محله في البداية المجلس البلدي المؤقت للتكتل الحضري لمدينة الجزائر (CCPAUA). وبعد بضعة أشهر وتحديدا في أبريل 1990، أُصدِرَ قانونان جديدان يتعلقان بالبلديات والولاية، وتم إنشاء مجلس التنسيق الحضري لولاية الجزائر العاصمة (CUC)، وتم ضم البلديات التي تشكل مدينة الجزائر تحت اسم اللجنة المشتركة بين مجلس الجزائر. ومنذ تلك اللحظة، المدينة تدار عن طريق المجلس الولائي. وهكذا، أصبحت الخدمات التقنية المتصلة بـ CPVA تحت الوصاية الولاية.

### أحياء المدينة
القصبة

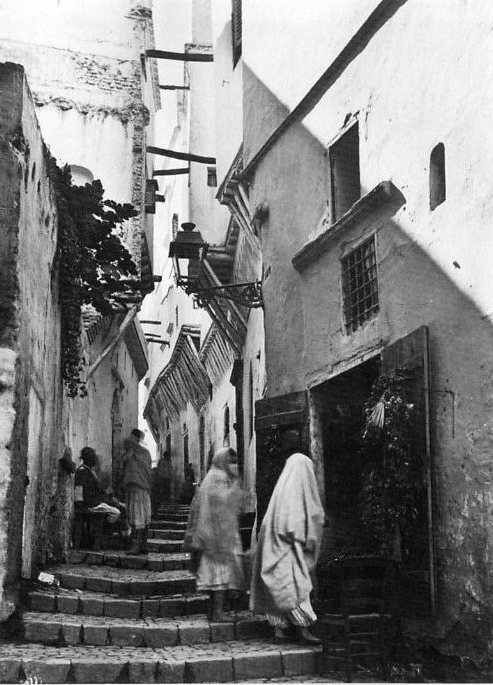
قصبة عام 1900

حي القصبة (من آل القصبة، «القلعة»)، هو أحد الأحياء القديمة في الجزائر، وقد بني الحي على أنقاض أيكوسيوم القديمة. كما أن الحي مسجل في لائحة اليونيسكو الخاصة بالتراث العالمي، وصنفته إرثا إنسانيا عام 1992. ويحتوي الحي على عدة معالم تاريخية منها:
- مسجد كتشاوة: من أشهر المساجد التاريخية بالعاصمة الجزائرية. ويعود تاريخ تشييده إلى العهد العثماني إلى سنة 1021 هـ/1612 م.[84]
- مسجد محمد دجديد: ويعود تاريخ تشييده إلى العهد العثماني عام 1660م.[85]
- المسجد الكبير: من أقدم المساجد، ويعود تاريخ تشييده إلى عهد المرابطين على يد يوسف بن تاشفين وأعيد بناؤه في وقت لاحق في عام 1794م.[85]
- مسجد علي بتشنين: يعود تاريخ تشييده إلى سنة 1622م، بأمر من القائد الإيطالي بتشنينو بعد تخليه عن الديانة المسيحية واعتناقه الإسلام عام 1599م على يد رفيقه القائد فتح الله بن خوجة بن بيري.[86]

كما يوجد في القصبة متاهات للحارات والبيوت رائعة جدا، وإذا فقد أحد طريقة فيكفي أن يذهب مرة أخرى باتجاه البحر لإعادة تصحيح وضعه ومكانه.
باب الوادي

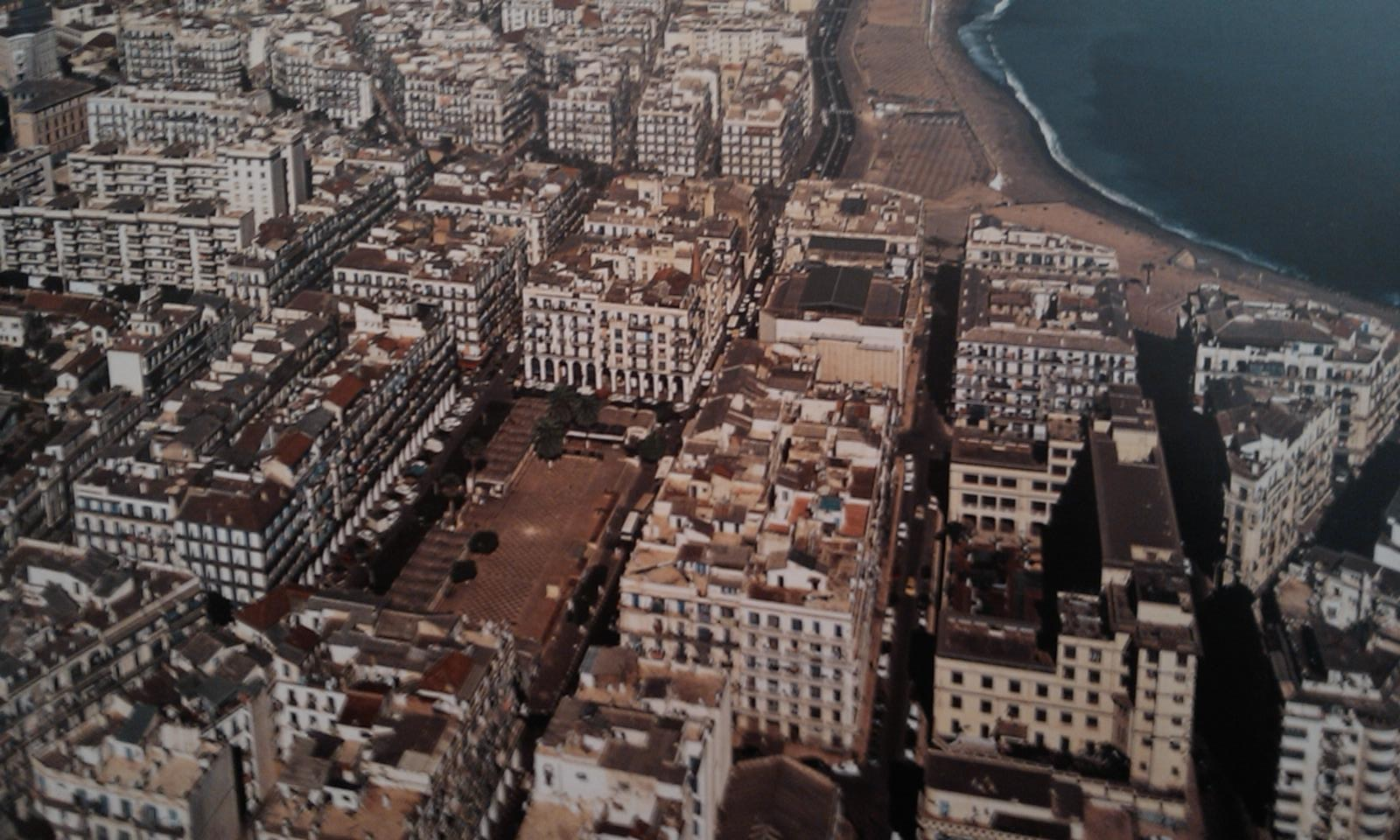
باب الواد

يعتبر حي باب الوادي من الأحياء الشعبية القديمة المكتظّة بعدد السكان. ويعود تاريخ تشييد معظم بناياته من طرف الفرنسيين. ويقال إن الحي سمي بهذا الاسم لأنه في الحقيقة كان عبارة عن وادٍ يصب بالبحر أوبسبب وقوعه في منخفض، وخلال حرب التحرير أطلق عليه اسم باب الوادي الشهداء نظراً لسقوط عدد كبير من الشهداء في هذا الحي على يد الاستعمار الفرنسي.
واجهة البحر

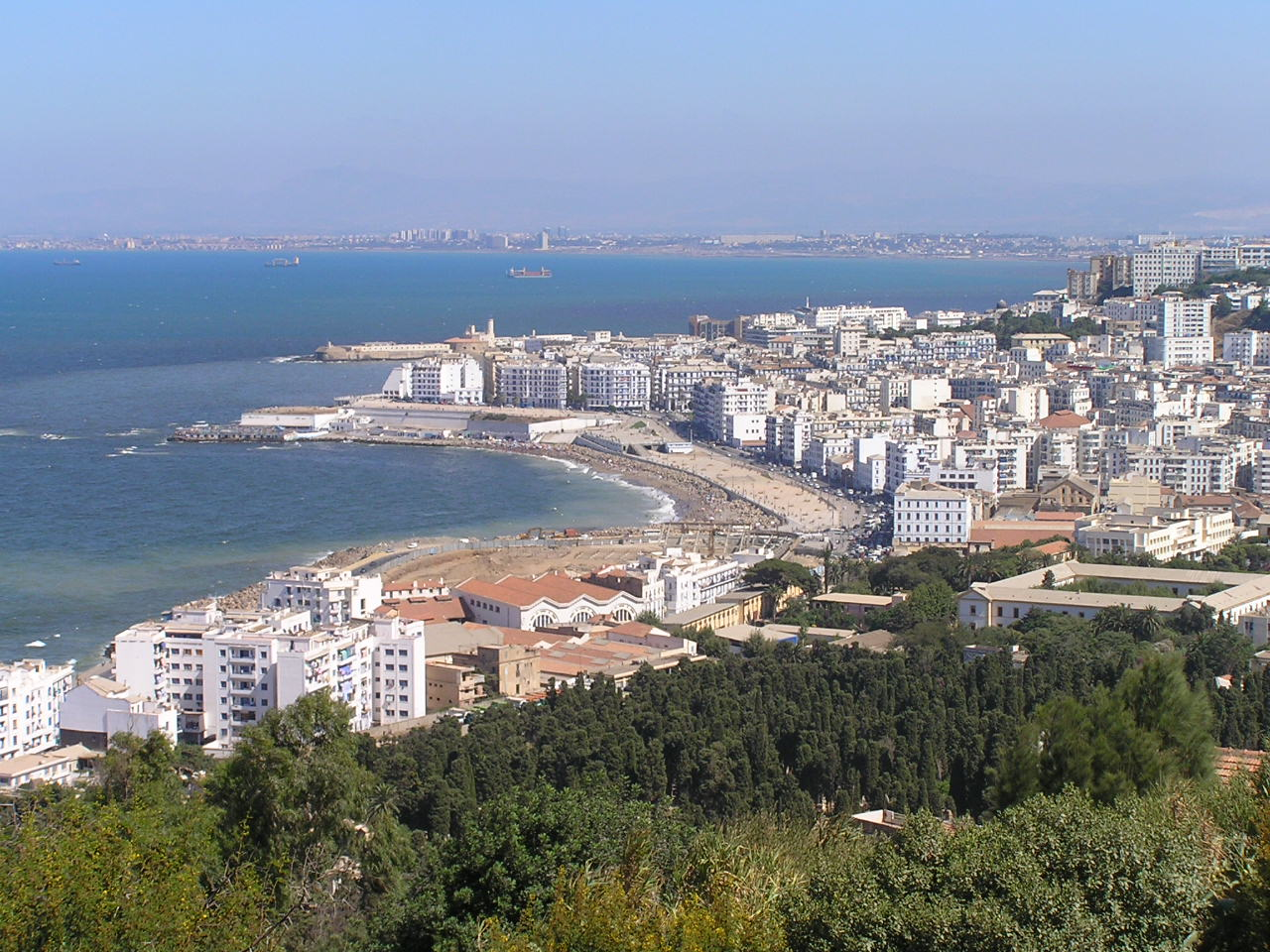
منظر عام لشاطئ مدينة الجزائر

من بداية عام 1840، صمم المهندسون المعماريون بيار-أوجسا جيوشاين وتشارلز فريدريك كاسيريو المباني الجديدة وبصرف النظر عن القصبة، تم تشييد قاعة المدينة، والمحاكم، والمباني، والمسرح، وقصر الحاكم، وكازينو...إلخ، لتشكيل ممشاة أنيقة تحدها الأروقة الذي هو اليوم شارع تشي جيفارا (المعروف سابقا بشارع الجمهورية).
القبة (دائرة حسين داي)
كانت القبة قديما عبارة عن قرية تم استيعابها من قبل التوسع في مدينة الجزائر العاصمة، ومن قرية فسرعان ما وضعت القبة في إطار الحقبة الاستعمارية الفرنسية ثم واصلت النمو بسبب التوسع السكاني الهائل الذي عرفته الجزائر بعد استقلالها في عام 1962. وهي الآن حي في الجزائر، تتألف إلى حد كبير من المنازل والفيلات والمباني التي لا تتجاوز خمسة طوابق.
بلوزداد
تعتبر منطقة بلوزداد إحدى المناطق الشعبية وتقع من جهة شرق مدينة الجزائر، ويمر بها شارع محمد بلوزداد (سابقا شارع دي ليون)، وقد قضى الكاتب ألبير كامو جزءا من شبابه فيها.
حيدرة، بن عكنون، الأبيار وبوزريعة

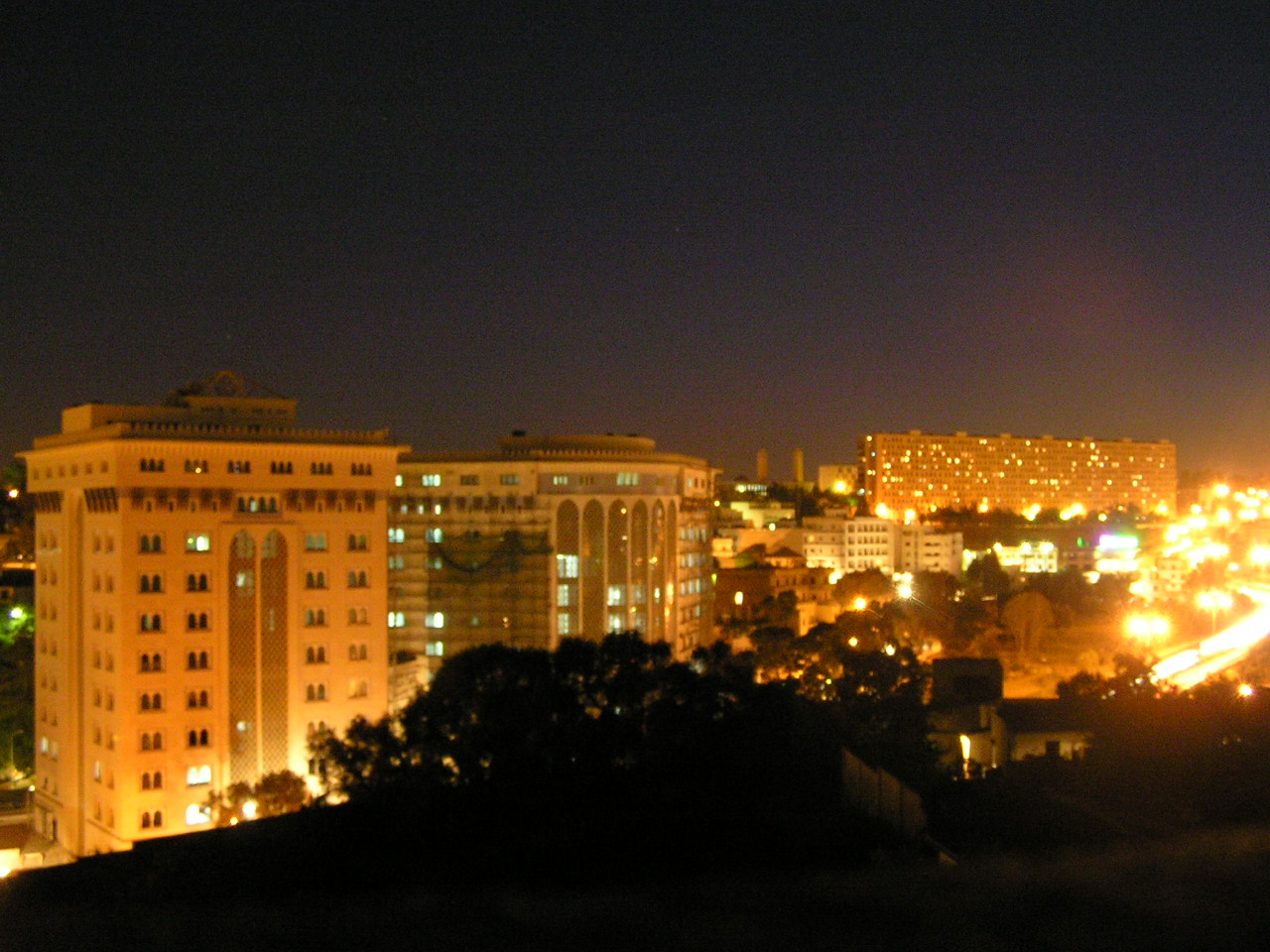
الأبيار

تشكل بلديات حيدرة، بن عكنون، الأبيار وبوزريعة ما يسميه سكان الجزائر مرتفعات الجزائر.
وتعتبر هذه البلديات مأوى لغالبية السفارات الأجنبية في الجزائر، والعديد من الوزارات والمراكز الجامعية، مما يجعلها واحدة من المراكز الإدارية والسياسية في البلاد.
الحراش
تعتبر الحراش ضاحية من ضواحي الجزائر العاصمة، وتقع على بعد حوالي 10 كم من جهة شرق المدينة.
شارع ديدوش مراد
- يقع شارع ديدوش مراد في الحي الثالث في الجزائر. ويمتد الشارع من مكتب البريد في مرتفعات العاصمة الجزائرية. ويعبر ساحة أودان، كلية الجزائر، والقلب المتوج وحديقة جالاند. ويحد الشارع المتاجر الذكية والمطاعم على أكثر من طوله. ويعتبر قلب العاصمة.[89]

## السكان
التنوع الإثني: مع مطلع القرن العشرين شهدت مدينة الجزائر هجرات سكانية كثيفة من منطقة القبائل الكبرى والصغرى بحثاً عن العمل وهو الشيء الذي رفع نسبة الناطقين بالامازغية بالمدينة إلى 30%، أستمرت هذه الهجرات إلى المدينة لتبلغ النسبة 40% عام 1925 و60% مع اندلاع الحرب العالمية الثانية. نسبة الناطقين بالأمازغية تبدأ في التراجع مع بداية نزوح سكان الصحراء والهضاب العليا بحيث أصبح عدد الناطقين بالأمازغية بالمدينة 160.000 من مجموع 293.000 أي ما نسبته 54% وذلك وفقاً لإحصاء 1954. أكد إحصاء 1966 على تواصل انخفاض نسبة الناطقين بالأمازغية في العاصمة فمن مجموع 943.551 نسمة مثل الناطقين بالأمازغية 274.018 أي ما نسبته 29.04% في حين بلغت نسبة الناطقين بالعربية 67.40% أي 635.976 نسمة وتبقى نسبة 3.56% لإثنيات أخرى كالفرنسيين وأفارقة جنوب الصحراء وغيرهم.
الأوروبيون: استقر العديد من الأوروبيين في الجزائر ومع مطلع القرن العشرين كانوا يشكلون الغالبية العظمى من سكان المدينة. وعلى الرغم من فقدها للسكان الأوروبيين أو ذوي الأصل الأوروبي بأكملهم صبيحة الاستقلال إلا أن المدينة توسعت كثيرًا وأصبحت تضم الآن نحو ثلاثة ملايين نسمة أو عشر سكان الجزائر إذا احتسبنا سكان الضواحي فهي الآن تغطي معظم الأراضي المنبسطة المحيطة (متيجة).
| 1898                  | 1900 | 1940        | 1954      | 1960        | 1962      | 1963                  | 1966      | 1977                  | 1987                  |
| --------------------- | ---- | ----------- | --------- | ----------- | --------- | --------------------- | --------- | --------------------- | --------------------- |
| ---                   | ---  | (300٫000)   | 300٫000   | (900٫000)   | (980٫000) | (600٫000)             | (992٫526) | 1٫353٫826 (1٫455٫436) | 1٫507٫241 (2٫123٫931) |
| 1998                  | 2001 | 2002        | 2004      | 2006        | 2007      | 2008                  | 2009      | 2010                  | 2011                  |
| 1٫519٫570 (2٫562٫428) | ---  | (2٫700٫000) | 1٫661٫000 | (2٫914٫845) | 2٫072٫993 | 2٫159٫051 (3٫456٫701) | 2٫135٫630 | 2٫239٫613 (4٫375٫000) | 2٫289٫765 (5٫000٫000) |
| مصادر الإحصاءات.      |      |             |           |             |           |                       |           |                       |                       |

| ذكور  | فئة عمرية | إناث  |
| ----- | --------- | ----- |
| 258   | 85 وأكثر  | 439   |
| 429   | 80-84     | 535   |
| 965   | 75-79     | 961   |
| 1٬328 | 70-74     | 1٬458 |
| 1٬371 | 65-69     | 1٬735 |
| 1٬090 | 60-64     | 1٬928 |
| 1٬302 | 55-59     | 2٬037 |
| 1٬582 | 50-54     | 1٬833 |
| 2٬046 | 45-49     | 2٬260 |
| 3٬394 | 40-44     | 3٬469 |
| 3٬713 | 35-39     | 3٬695 |
| 3٬484 | 30-34     | 3٬525 |
| 3٬056 | 25-29     | 3٬349 |
| 2٬614 | 20-24     | 2٬734 |
| 2٬229 | 15-19     | 2٬279 |
| 2٬073 | 10-14     | 2٬028 |
| 2٬250 | 5-9       | 2٬113 |
| 2٬959 | 0-4       | 2٬697 |
| 123   | غير معروف | 199   |

## الاقتصاد

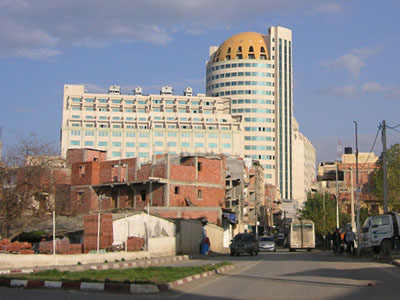
"المركز التجاري حي القدس" في الجزائر

تحتكر العاصمة الجزائرية الدور الرئيسي في النشاط الاقتصادي والتجاري والمالي للبلاد، بصفتها المركز الإداري للجزائر، حيث تشرف على معظم القطاعات الحيوية، وذلك بفضل مينائها الذي يغطي 4% من حركة النشاط البحري الاقتصادي في الجزائر، ويعتبر مركز شحن ومحطة للتزود بالوقود البحر الأبيض المتوسط الرئيسية.
ويتركز بالعاصمة العديد من الصناعات وخصوصًا في منطقة رويبة رغاية، على مساحة 1079 هكتار، وبها 30 وحدة صناعية كبرى، أهمها مصانع الحافلات والشاحنات والمركبات الصناعية والصناعات الكيميائية والإسمنت والصناعات الغذائية وصناعة الملابس والأحذية. وهذه الصناعات تستوعب ما يزيد على 50 ألف عامل.

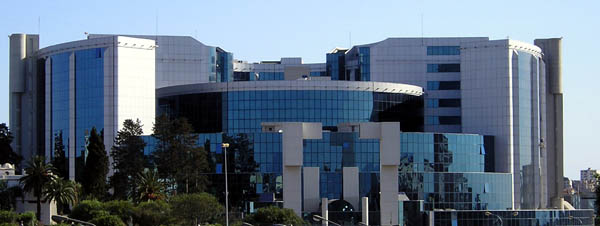
مبنى وزارة المالية الجزائرية

كما يوجد في مدينة الجزائر مراكز اتخاذ القرار التي تهيمن على سير الاقتصاد الوطني، كالوزارات ومقر الحكومة، والمراكز الرئيسية للشركات والمصارف والبورصة ويوجد في مدينة الجزائر أيضا مكتب هوليت-باكارد للبلدان الناطقة بالفرنسية في أفريقيا.

### المنشآت السياحية

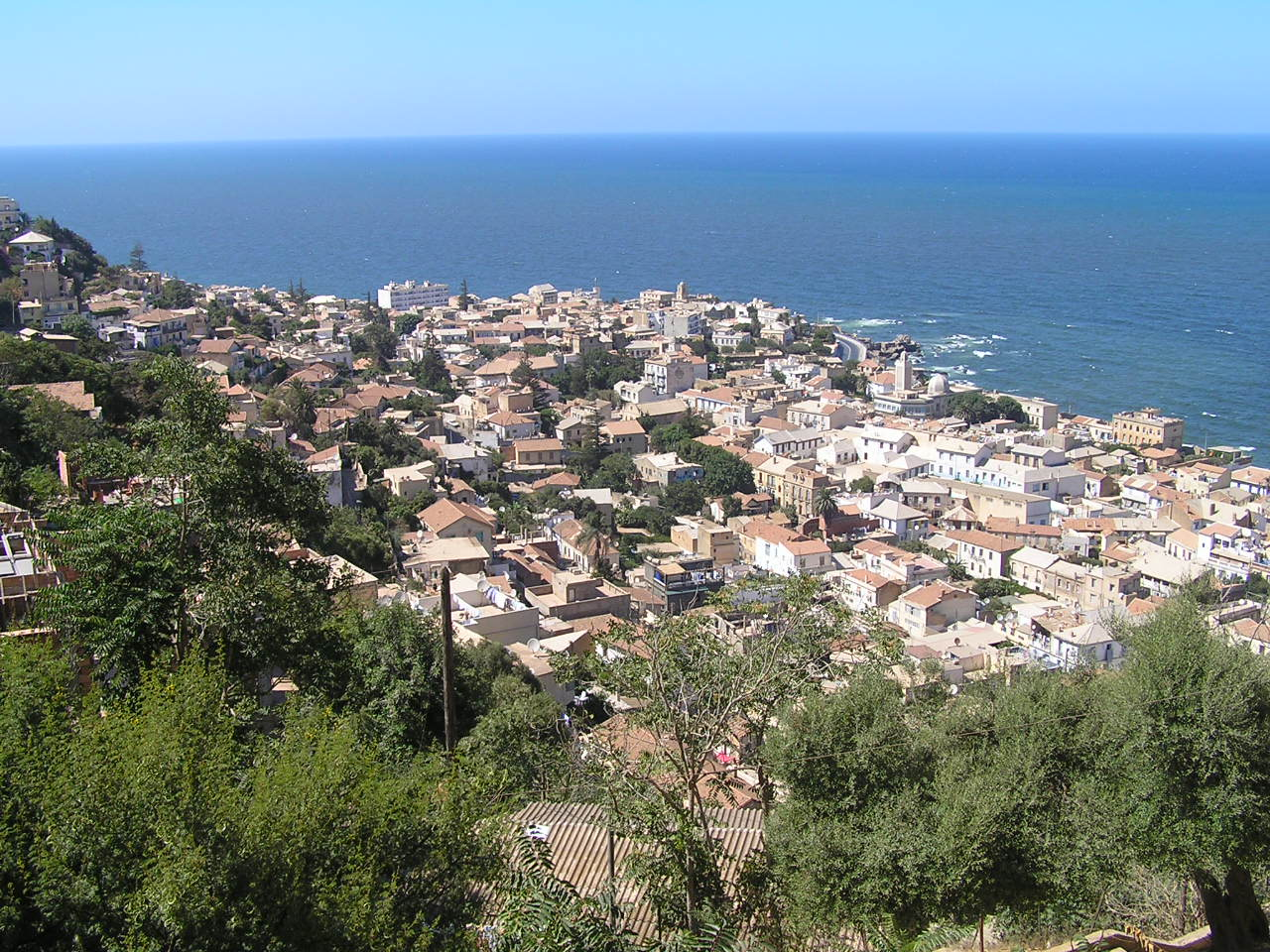
بانوراما السيدة الإفريقية

تشكل السياحة رافدًا مهمًا لاقتصاديات المدينة، حيث تمتد على طول شواطئها العديد من المنتجعات السياحية ذات السمعة العالمية، وشاطئ سيدي فرج الذي يعتبر أكبر منطقة سياحية ساحلية معروفة في الجزائر، وإلى جانب شاطئ سيدي فرج نجد شاطئ خلوفي1 الذي يقع بـزرالدة، كما تحتوي الجزائر على شاطئ خاص بمنتجع شيراوتن نادي الصنوبر الذي يقع في موقع متميز يتيح لك استكشاف مدينة الجزائر العاصمة والمناطق المحيطة به
وتتميز الجزائر العاصمة بالعديد من الأماكن الجذابة من المباني العامة إلى مسجد كتشاوة وكاتدرائية السيدة الأفريقية الكاثوليكية الرومانية، ومتحف باردو والمتحف الوطني للفنون الجميلة.

#### الفنادق
يوجد الكثير من الفنادق في الجزائر العاصمة منها:
| - فندق الاوراسي - فندق شيراطون - سوفيتيل | - فندق هيلتون - فندق الماركير - فندق ايبيس |

## المواقع الترفيهية
تضم مدينة الجزائر العديد من الحدائق الطبيعية ومواقع الترفيه والنزهة والمنتجعات.

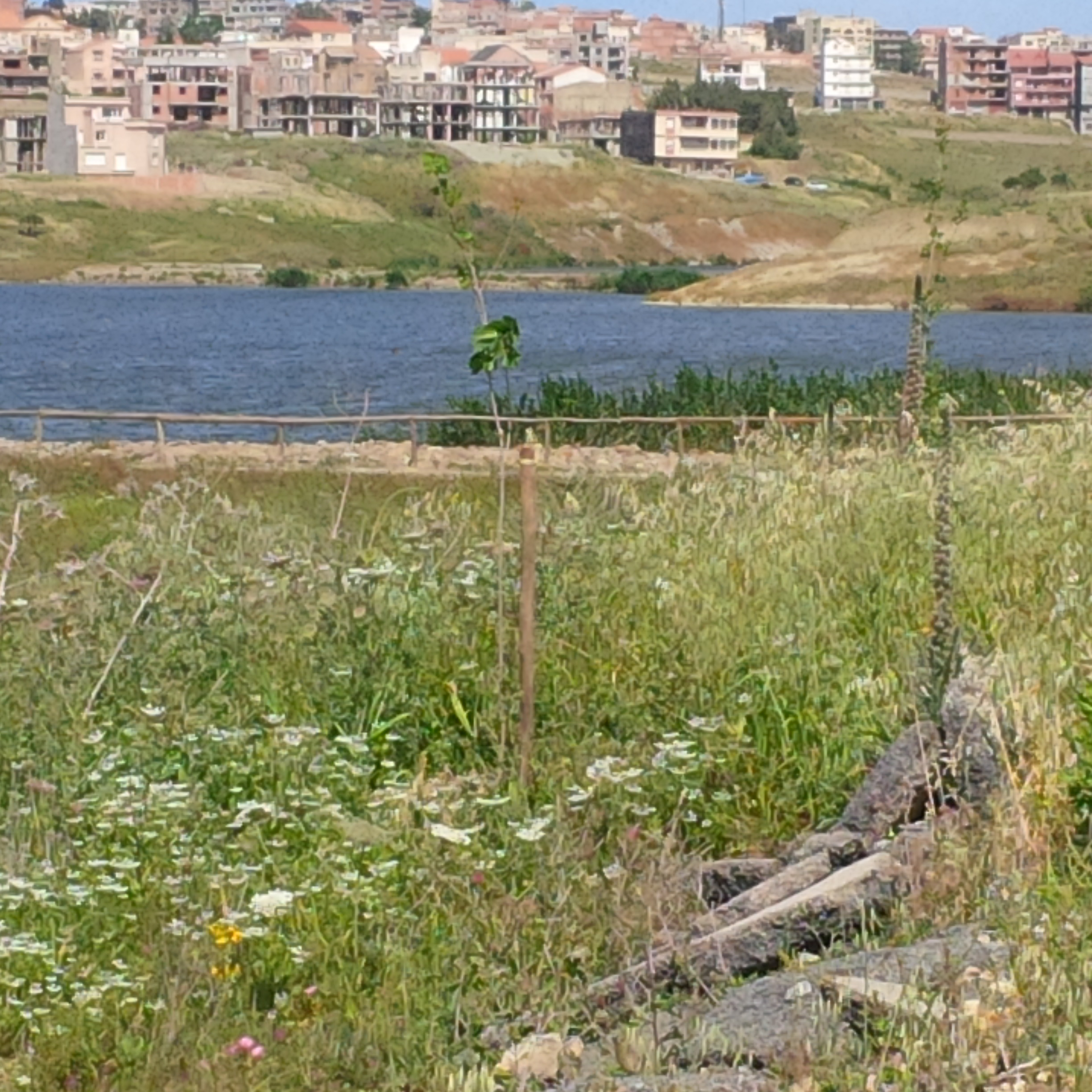
دنيا بارك الجزائر
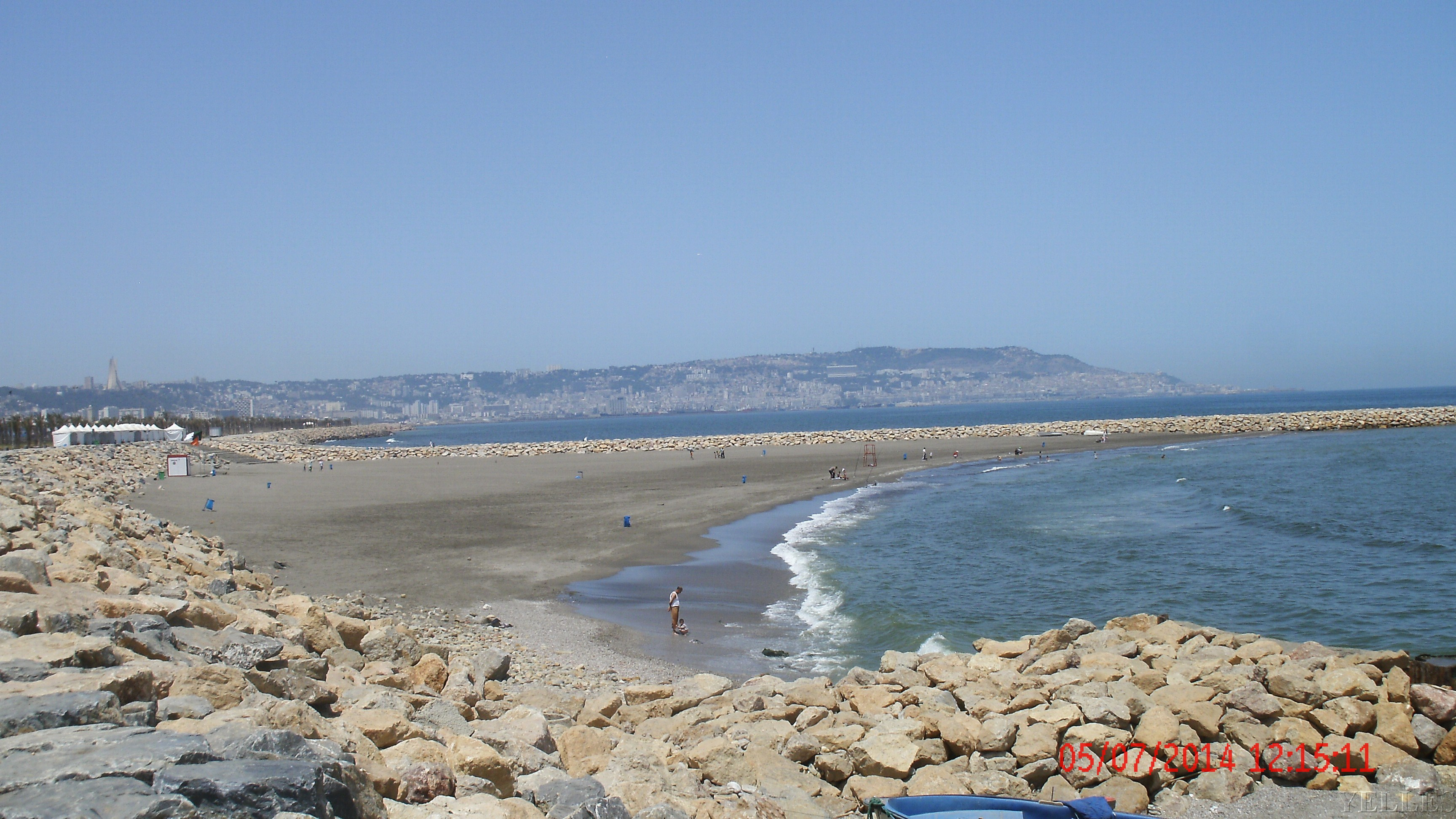
منتزه الصابلات بحسين داي
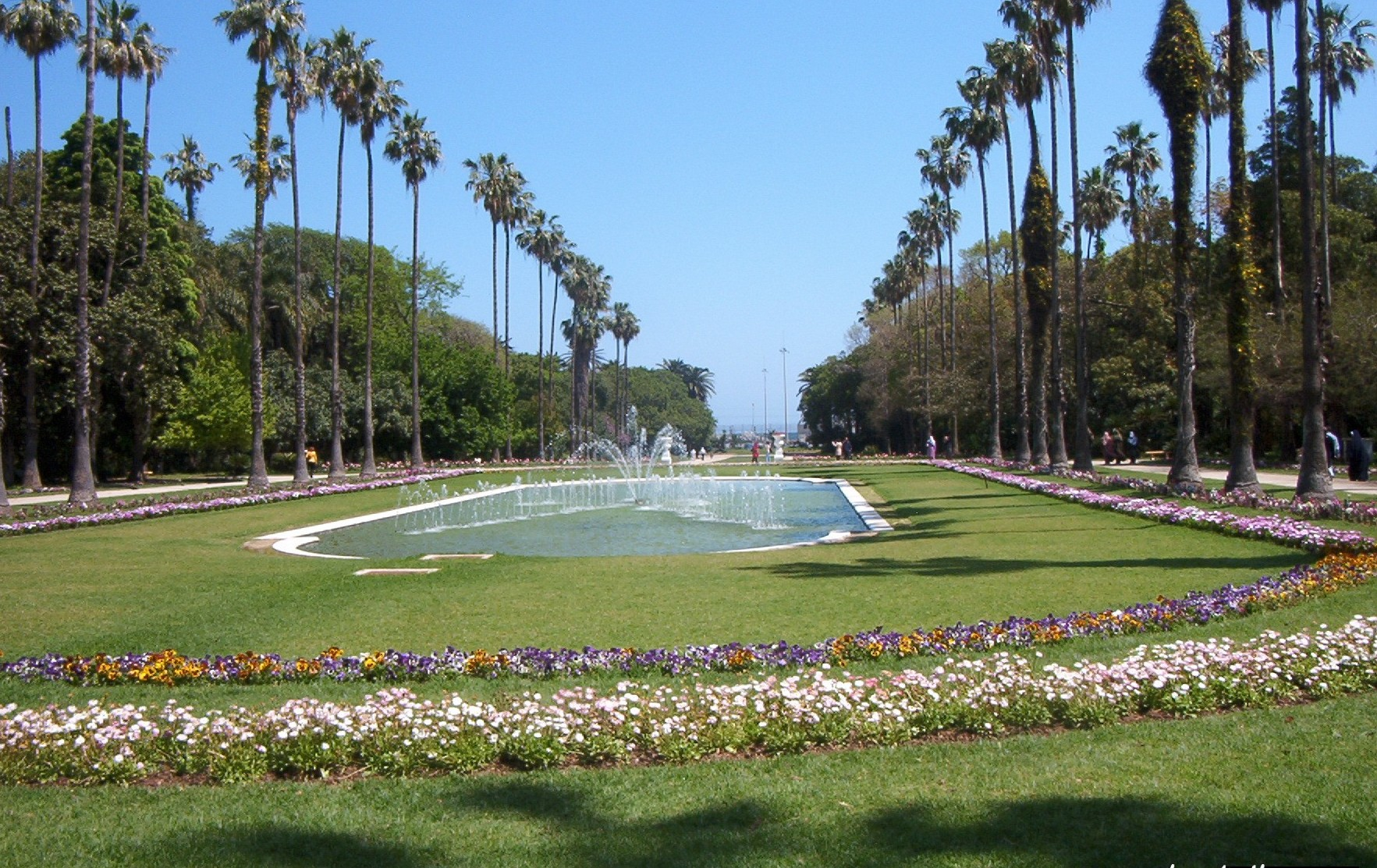
حديقة التجارب بالحامة
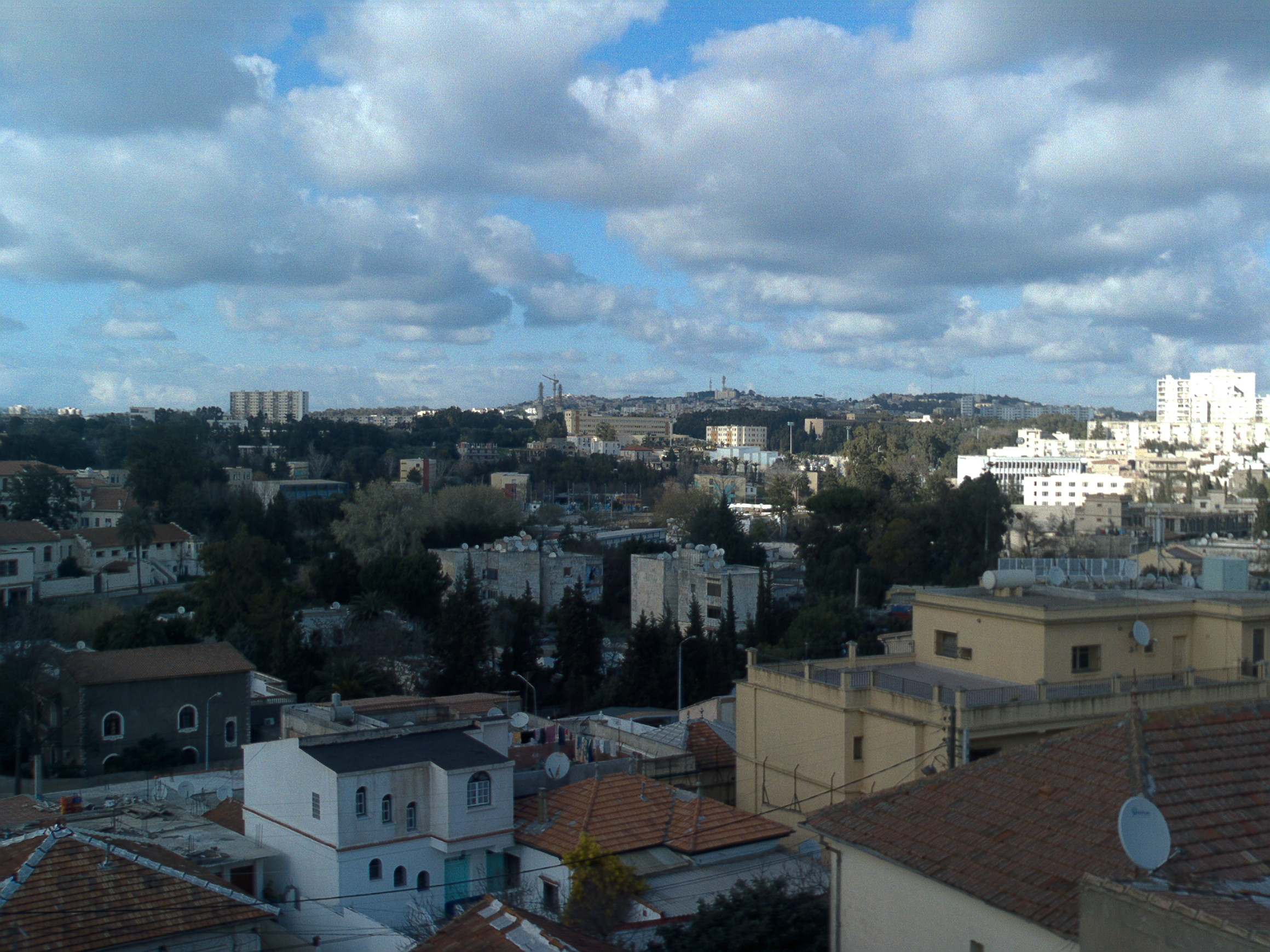
حديقة التسلية ببن عكنون

## التعليم

### التعليم الأساسي والثانوي
مر التعليم في الجزائر ب 3 مراحل: قبل الاحتلال وفي عهد الاحتلال (1830-1962) وما بعد الاستعمار:
1/قبل الاحتلال

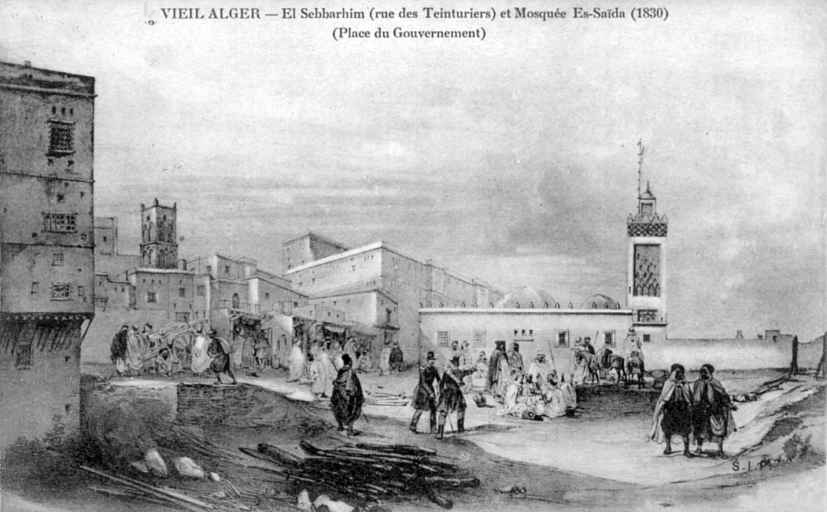
الجزائر عام 1830

كان الوضع التعليمي في الجزائر قبل الاستعمار قبل الاحتلال الفرنسي في حالة جيدة على الرغم من أن العثمانيين لم ينشئوا قطاعاً إدارياً خاصاً بالتعليم (وزارة- مديرية)، وكانت مناهج التعليم آنذاك تعتمد على التعليم العربي الإسلامي الذي يقوم أساساً على الدراسات الدينية واللغوية وقليل من الدراسات العلمية أما المعاهد فكان يشار بها إلى الكتاتيب القرآنية والمساجد والزوايا التي في مدينة الجزائر وغيرها من المناطق الجزائرية، وقد بلغ عدد الأساتذة بالمسجد الكبير بالعاصمة حوالي 19 أستاذاً منهم: الشيخ محمد بن الشاهد مفتي المالكية المتوفي سنة 1792، والشيخ العربي والشيخ محمد بن كاهية والشيخ مصطفى بن الكيباطي والشيخ علي بن محمد المنجلاتي مفتي المالكية سنة 1824م، والشيخ بن الأمين والحاج حمودة الجزائري، وقد قال الجنرال فاليري عام 1934 
أما التعليم الجامعي فيوضح فاليري أن المقصود بالجامعات في تلك الفترة أي قبيل الاستعمار أن الجامعات هي المساجد والزوايا الكبرى المعروفة والتي كانت تشتهر بالعلم والعلماء وكثرة الطلاب والمكتبات حيث كانت تقوم بحركة نشيطة في نشر العلم في كافة الأوساط الجزائرية، وقد كانت تنقسم تلك المرحلة بصفة عامة إلى مرحلتان:
- المرحلة الابتدائية

وقد كان أغلب الأطفال فيها يزاولون تعليمهم في الكتاتيب التي يطلق عليها في اللهجة الجزائرية (لمسيد) وقد كانت منتشرة بشدة حيث كان لا يخلو حي من أحياء المدن أو قرية من قرى الريف منها، كما كانت الزوايا تساهم بدورها في نشر التعليم الابتدائي حيث كانت تشتمل على نوعين من التعليم (التعليم الابتدائي- التعليم الثانوي والعالي)
- المرحلة الثانوية والعالية

وقد كان التعليم في المرحلتين الثانوية والعالية يُزاوَل في بعض المدارس التي بناها محبو العلم وأنصاره من الشعب والأعيان مثل مدرسة سيدي أيوب ومدرسة حسن باشا.
2/الاستعمار الفرنسي
بعد دخول الاستعمار الفرنسي إلى الجزائر مباشرة بدأ في تنفيذ خطته لمسخ الهوية الوطنية والقضاء على اللغة العربية، من خلال محاربة التعليم العربي الإسلامي، ولجأ في ذلك إلى الاستيلاء على المدارس، محولا بعضها إلى مراكز إدارية، إما مدنية أو عسكرية مثل ما حدث لجامع كتشاوة الذي تحول إلى كنيسة. كما عمل على غلق بقية المدارس وتهجير المعلمين والتضييق عليهم، باعتبارهم خطرا على السياسة الاستعمارية.

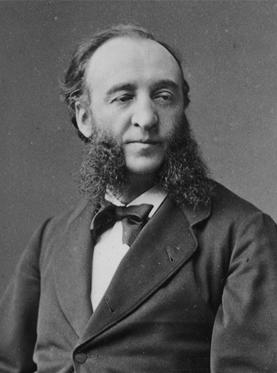
جول فاري

وفي المقابل، فتحت فرنسا مدارس تعليم اللغة الفرنسية، والتاريخ الفرنسي والحضارة الأوربية، كما تعود أول ابتدائية بمفهوم الحديث إلى عام 1836 لكنها كانت خاصة بالفرنسيين فقط، ولم يكن الهدف تعليم الجزائريين، بل كان في حدود ضيقة، ولا يسمح بتجاوز مستوى تعليمي محدود جدا، لكي لا يعرض الوجود الاستعماري للخطر.

ومن أشهر دعاة فرنسا الجزائريين الجنرال بيجو الذي كان يرفع شعار السيف والمحراث والقلم، وكان يهدف إلى تعليم بسيط للأهالي، وجول فاري الذي كان من أشد أنصار الحركة التوسعية الفرنسية، ويتبنى مقولة أن الأجناس أو الشعوب السامية، تتمتع بواجب الوصاية والرعاية للشعوب البدائية المستعمرة، وبأن الشعوب الأولى تضطلع بدور تحضير وتأهيل الشعوب الثانية. وجاء في أحد التقارير الفرنسية (لجنة القروض الاستثنائية سنة 1847):

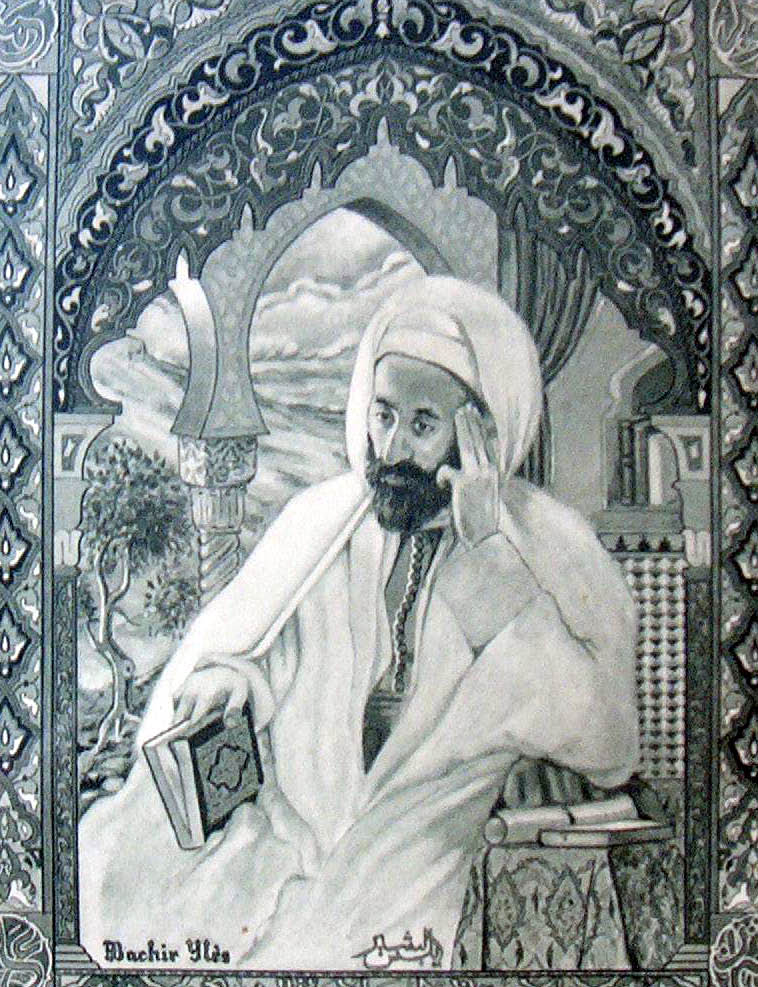
عبد الحميد ابن باديس أحد رواد الإصلاح في الجزائر

وبعد قرن من الاحتلال الفرنسي للجزائر وتحديدا في عام 1931 قام مجموعة من العلماء المصلحين الجزائريين (نذكر منهم: عبد الحميد بن باديس- محمد البشير الإبراهيمي- محمد الأمين العمودي- الطيب العقبي- مبارك الميلي- إبراهيم بيوض وأحمد توفيق المدني) بتأسيس جمعية العلماء المسلمين الجزائريين وقد كان هدف الجميع نشر التعليم الإسلامي خصوصًا والإصلاح التربوي عمومًا، التي كان شعارها «الإسلام ديننا العربية لغتنا الجزائر وطننا»، وقد ظهر هذا الشعار أول ما ظهر مكتوباً على كتاب الجزائر للشيخ أحمد توفيق، ثم تناولته الألسنة والأقلام، ولُقِّنَ لطلبة العلم، وذلك يوم الخامس من مايو عام 1931 في (نادي الترقي) بمدينة الجزائر إثر دعوة وُجِّهَتْ إلى كل عالم من علماء الإسلام في الجزائر، وقد لبّى الدعوة وحضر الاجتماع التأسيسي أكثر من سبعين عالما من شتى الاتجاهات الدينية والمذهبية (مالكيين وإباضيين، مصلحين وطرقيين، موظفين وغير موظفين)، كما حضر الاجتماع طلبة العلم من مختلف جهات الوطن.
وتعود فكرة تأسيس هيئة تجمع شمل العلماء المسلمين الجزائريّين عند الشّيخ عبد الحميد بن باديس إلى فترة إقـامته بالمدينة المنوّرة، عندما كان يتناقش ويدرس مع رفيق الدرب الشّيخ محمد البشير الإبراهيمي أوضاع الجزائر، وسبيل النهضة الشاملة. وفي ذلك يقول الشّيخ الإبراهيميّ:
3/ بعد الاستعمار (الاستقلال حتى الوقت الحاضر)
بعد حرب الاستقلال باشرت الحكومة إلى إطلاق مبادرات بناء طموحة، حيث باشرت الدولة في العديد من مشاريع التشييد والبناء، حيث أقامت المدارس والثانويات  وارتفع عدد المؤسسات التعليمية في عام 2013 حيث بلغ:
- عدد مؤسسات التعليم الابتدائي 267.
- عدد مؤسسات التعليم المتوسط 98.
- عدد مؤسسات التعليم الثانوي 44.

كما بلغ عدد الأساتذة في المتوسط 2158 أستاذاً، وبلغ عدد المعلمين في الابتدائي 2592 معلماً، وبلغ عدد الأساتذة في الثانوي 2310 أساتذة، أما إجمالي عدد التلاميذ فقد بلغ حوالي 148869، كما بلغ عدد التلاميذ في التحضيري حوالي 8100 تلميذ

### التعليم الجامعي

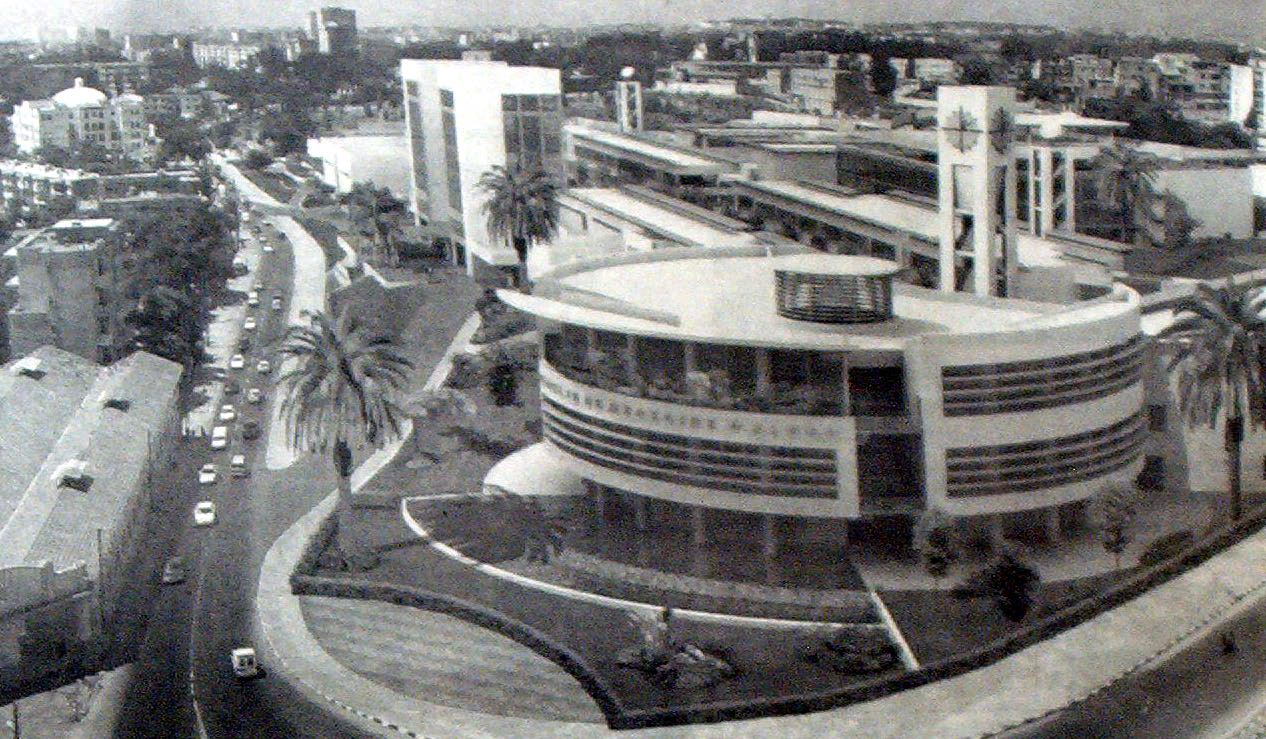
مجسم لمشروع المبنى الجديد لكلية الطب بجامعة الجزائر.

تعد مدينة الجزائر أهم قطب جامعي في دولة الجزائر، فالمدينة وضواحيها تضم عدة جامعات مثل جامعة الجزائر، التي تعتبر أول مدرسة أنشئت في العهد الاستعماري على أرض الجزائر، بدأت نشاطها في عام 1833،  وكان يشرف على التدريس أساتذة عسكريون وذلك في مستشفى مصطفى باشا بمدينة الجزائر، في البداية كانت توجه هذه الدروس إلى الطلبة الأوروبيين فحسب إلا أنه وبموجب مذكرة لوزير الحرب تم إصدارها بـ 10 جوان 1833 تم قبول الطلبة الترك والجزائريين مسلمين ويهود، وقد تم إنشاء جامعة الجزائر سنة 1909 (قانون 30 ديسمبر)، بعد سلسلة من الخطوات التي كانت بدايتها قانون 20 ديسمبر 1879 الذي تولى إنشاء أربعة مدارس مختصة هي: مدرسة الطب والصيدلة- مدرسة العلوم- مدرسة الآداب والعلوم الإنسانية- مدرسة الحقوق.
وإلى جانب جامعة الجزائر نجد عدة جامعات أخرى منها:
| - جامعة العلوم والتكنولوجيا هواري بومدين. - المدرسة الوطنية العليا للإعلام الآلي. | - المدرسة الوطنية المتعددة التقنيات. - المدرسة الوطنية العليا للبيطرة. |

## العمارة ومعالم المدينة

### العمارة
يعكس فن العمارة في مدينة الجزائر مراحل تاريخ المدينة ويمكننا تقسيمها إلى ثلاثة مراحل:
1. العمارة في العهد العثماني والمرحلة التي قبله.
2. العمارة خلال الاستعمار الفرنسي.
3. العمارة بعد الاستقلال حتى الوقت الحاضر.

#### العمارة في العهد العثماني والمرحلة التي قبله
لعل أهم الأبنية التي شيدت قبل العهد العثماني في مدينة الجزائر هو المسجد الكبير الذي بني في الأول من رجب سنة 490 هجرية الموافق لـ 14 جوان 1097م، والذي لا يزال يثير انتباه عشاق الفن الإسلامي في جماله الداخلي وتمازج العقود المختلفة في لوحة فنية جذابة.

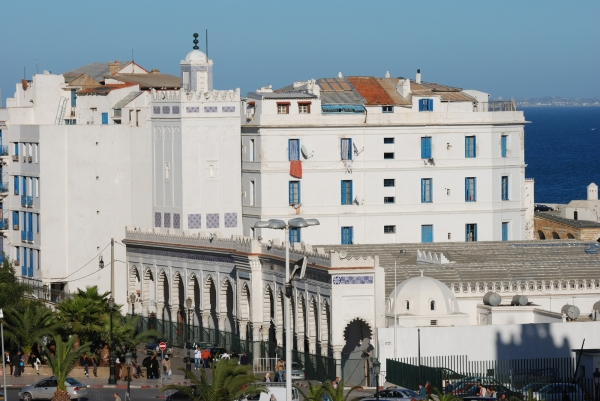
المسجد الكبير الجزائر

أما في العصر العثماني فقد ترك أثره على عمارة المدينة في حي القصبة وفي عمارة بعض المساجد والقصور، وقد نقلت العمارة العثمانية معها تأثيراتها البيزنطية من عقود وقباب وغيرها. على غرار قلعة الجزائر وقصر الرياس المتكون من ثلاثة منازل ومجموعة من منازل الصيادين، ومتحف الباردو إضافة إلى جامع كتشاوة، وغيرها من المباني التي توحي بنوعية النمط العمراني الذي كان سائدا في ذلك الوقت، وقد أُلحق فيما بعد بمجموعة من المباني العثمانية على رأسها حصن يطل على خليج مدينة الجزائر. وفي أجزاء أخرى من مركز المدينة وأماكن حضرية أخرى.
وقد تحدث المهندس يوسف كانون عن مميزات المرحلة العثمانية التي تجسد الثقافة الجزائرية المتجانسة مع الطابع الهندسي الذي يراعي الخصوصية الإسلامية للشعب الجزائري، فكل منازل المدينة تطل على البحر وتنعم بضوء الشمس وتهتم بمراعاة حرمة الجار، حيث لا تنكشف حرمات المنازل على بعضها البعض.

#### العمارة خلال الاستعمار الفرنسي
ترك الفرنسيون إرثاً تمثل بالمباني السكنية والتجارية والإدارية. ويعتبر مكتب البريد الرئيسي في مدينة الجزائر، الذي بني في الثلاثينات ولا يزال قائماً، نموذجاً للمباني الشرقية الحديثة المتميزة بزخارفها الدقيقة، وتنقسم مرحلة الاستعمار الفرنسي إلى مرحلتين:

##### المرحلة الأولى من الاستعمار (1830- 1930)

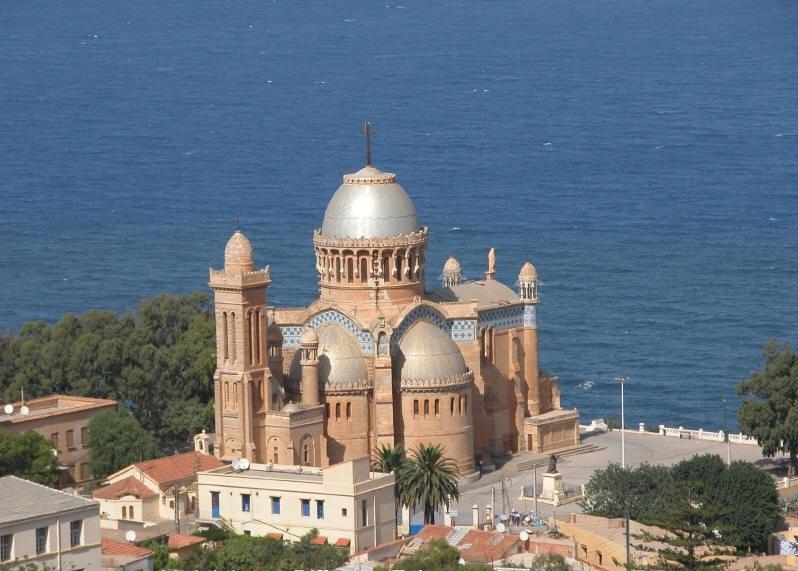
كاتدرائية نوتردام دافريك

غداة الاحتلال الفرنسي للجزائر عام 1830 كان حي القصبة عامراً بالكثير من المرافق الاثرية والمباني العامة، ووصل عدد المساجد الكبيرة فيه إلى ثلاثة عشر مسجداً، وأكثر من مئة مسجد صغير واثنتي عشرة زاوية جلها اندثر خلال الاحتلال الفرنسي للبلاد،  بعد أن هدمها رجاله كما هدموا جدران الكثير من بيوتها بحجة إقامة الطرقات وإدخال الضوء إليها، أو المحافظة على الأمن في أحيائها، وبعد سنوات من دخول الفرنسيين ظهرت مدينة أخرى في العاصمة تعكس الثقافة الفرنسية، لتعيش المدينتان جنبا إلى جنب رغم اختلاف الهويتين. وعلى خلاف الطابع التقليدي لمدينة الجزائر حيث انتشرت في المدينة الحديثة الساحات العمومية، وبات واضحا للعيان اختلاف المدينتين من حيث الطراز المعماري والتقاليد، حيث أن الفرنسيين هدموا جزءا هاما من مدينة الجزائر وشيدوا مكانها من العمارة ما يعكس ثقافتهم الأوروبية، حيث أننا لا نجد في المدينة الجزائرية القديمة أشخاصاً يقفون في الشوارع أو ينظرون إلى المنازل. وفي المقابل نجد أن المدينة الحديثة بإنشائها للمقاهي والساحات العمومية، سمحت للناس بالجلوس والوقوف في الشوارع واستراق النظر للمنازل المجاورة.
وفي تلك المرحلة تم تشييد كاتدرائية نوتردام دافريك عام 1872.

##### المرحلة الثانية من الاستعمار (1930- 1962)
ويمكننا تسمية هذه المرحلة بمرحلة الحداثة ونشأة الهندسة الحديثة في أوروبا، إذ تطور طابع جديد من العمران بعد القرن التاسع عشر بتأثير الخطاط الفرنسي لو كوربوزييه من خلال العمارات الموجهة للمعمرين، حيث ظهرت أهم النظريات الهندسية الحديثة عبر تجارب مختلفة قام بها المهندس الفرنسي لو كوربوزييه الذي أعد مشاريع معمارية للجزائر، ولم تنجز هذه المشاريع لضخامتها، رغم أن تصميماته ونظرياته المعمارية كانت بمثابة مدرسة ومصدر إلهام للمهندسين.

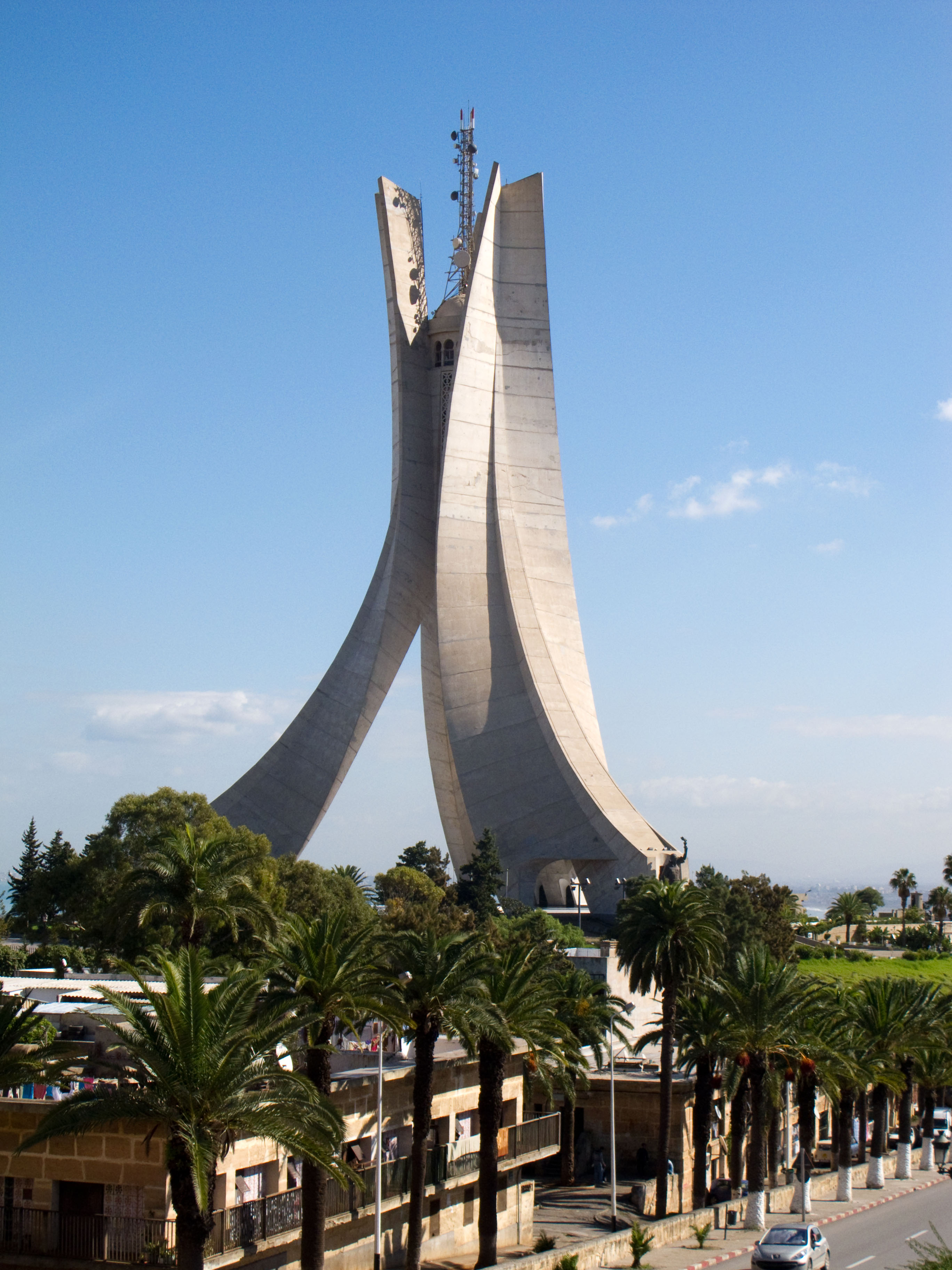
مقام الشهيد

#### العمارة بعد الاستقلال حتى الوقت الحاضر
دفع الدمار الناجم عن حرب الاستقلال والتنمية الاقتصادية اللاحقة بالحكومة إلى إطلاق مبادرات بناء طموحة، حيث ساد نوع مغاير من العمران يمثل قفزة كبيرة في تاريخ عمارة مدينة الجزائر، إذ باشرت الدولة في العديد من مشاريع التشييد والبناء، حيث أقامت العمارات والمدارس والثانويات والمستشفيات والجامعات بمساهمة مهندسين ذوي سمعة عالمية أمثال أوسكار نيماير وكنزو تانغه إلى جانب الجزائري بوشامة عبد القادر والمصري مصطفى موسى.
ويعد مقام الشهيد أحد أبرز معالم مدينة الجزائر الحديثة، حيث يتألف هذا النصب من ثلاث أوراق نخيل تشكل برجاً، إلى جانب متحف حربي ومركز رياض الفتح للتسوق. ومن بين المشاريع الهامة الأخرى: المسجد الكبير في الجزائر العاصمة الذي يتوقع إنجازه عام 2015. وهذا المجمّع المطل على الواجهة البحرية للمدينة ينافس مسجد الحسن الثاني في الدار البيضاء في المغرب، إذ سيستوعب 120 ألف شخص وطول مئذنته 265 م. وبعد سنوات عديدة من التخطيط، انطلقت عملية بنائه (من قبل شركة صينية) في ربيع عام 2012.

### معالم المدينة
| مقام الشهيد هو جزء من مركب رياض الفتح، بني هذا نصب تذكاري للثورة الجزائرية، هذا المقام سنة 1982 بمناسبة إحياء الذكرى العشرون لاستقلال الجزائر (5 جويلية 1962)، وتخليداً لذكرى ضحايا حرب التحرير. | نصب مقام الشهيد              |
| البريد المركزي طابعه المعماري مغاربي حديث شيد بين 1910 و1913 من قبل المهندس ماريوس طودوار بالتنسيق مع جول فوانو ويقع في قلب الجزائر. | المكتب المركزي للبريد        |
| حديقة التجارب بالحامة تقع في حي الحامة في الجزائر العاصمة وهي جوهرة خضراء خصبة تمتد على مدرج عند سفح المتحف الوطني للفنون الجميلة، تمتد على مساحة 32 هكتار من حي بلوزداد إلى حي حسيبة بن بوعلي. | حديقة التجارب بالحامة.       |
| كنيسة السيدة الإفريقية هي كنيسة رومانية كاثوليكية تقع في العاصمة الجزائرية. يمكن الوصول إليها عن طريق التلفريك، وهي أحد المعالم الأثرية الأكثر تميزاً في المدينة، تقع في حي باب الواد. بنيت الكاتدرائية في نحو 1872. | كنيسة السيدة الإفريقية       |
| جامع كتشاوة من أشهر المساجد التاريخية بالعاصمة الجزائرية. بني في العهد العثماني سنة 1021 هـ/1612 م لكنه حول إلى كنيسة بعد أن قام الجنرال الدوق دو روفيغو القائد الأعلى للقوات الفرنسية بإخراج جميع المصاحف الموجودة فيه إلى ساحة الماعز المجاورة التي صارت تحمل فيما بعد اسم ساحة الشهداء، وأحرقها عن آخرها، فكان منظرا أشبه بمنظر إحراق هولاكو للكتب في بغداد عندما اجتاحها. وقد قام الجنرال روفيغو بعد ذلك بتحويل الجامع إلى إسطبل، بعد أن قتل فيه من المصلين مايفوق أربعة آلاف مسلم كانوا قد اعتصموا فيه احتجاجا على قرار تحويله إلى كنيسة، وكان يقول:«يلزمني أجمل مسجد في المدينة لنجعل منه معبد إله المسيحيين» ثـم هدم المسجد بتاريخ 18/12/1832 م، وأقيم مكانه كاتدرائية، حملـت اسم "سانت فيليب"، وصلّى المسيحيون فيه أول صلاة مسيحية ليلة عيد الميلاد 24 ديسمبر 1832 م، فبعثت الملكة "إميلي زوجة لويس فيليب" هداياها الثمينة للكنيسة الجديدة، أما الملك فأرسل الستائر الفاخـرة، وبعث البابا "غريغور السادس عشر" تماثيل للقديسين. | جامع كتشاوة                  |
| قصر الرياس هو أحد المعالم التاريخية المهمة في مدينة الجزائر. وهو علاوة على ذلك شاهد مادي على المعمار الجزائري الانيق والفخم وعلى الماضي المديد لمدينة الجزائر (القصبة) خلال الفترة العثمانية (القرن 16 حتى 19). | قصر الرياس                   |
| متحف الوطني للفنون الجميلة بحوالي 8000 لوحة فنية يعد متحف الوطني للفنون الجميلة أكبر متحف للفنون الجميلة في أفريقيا والشرق الأوسط والعالم العربي. تأسس عام 1875 من طرف بلدية الجزائر. | المتحف الوطني للفنون الجميلة |
| ساحة الأمير عبد القادر أحد أشهر الساحات بالجزائر العاصمة بعد ساحة الشهداء، تقع بالقرب من البريد المركزي. تعتبر الساحة تخليداً لذكرى الأمير عبد القادر الذي قاد مقاومة شعبية ضد الاحتلال الفرنسي والذي يعتبر أيضاً مؤسس الدولة الجزائرية الحديثة. | ساحة الأمير عبد القادر       |

## النقل

### النقل العام

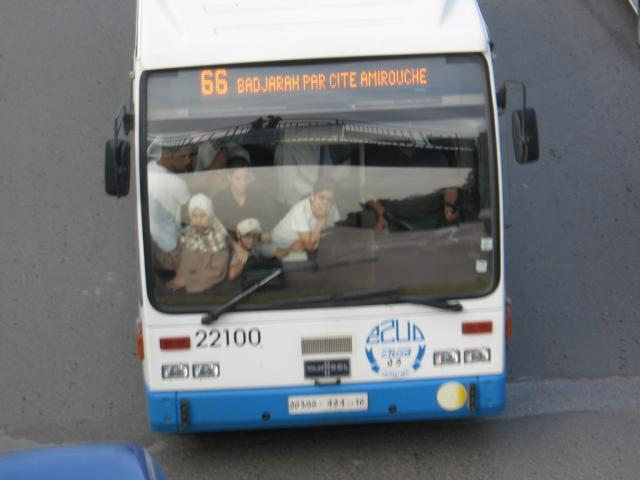
إحدى حافلات ETUSA

النقل العام يتم من خلال سيارات الأجرة أو الحافلات الصغيرة التي تربط ضواحي المدينة بعضها ببعض، أو الحافلات الكبيرة التي تكون محددة خطوط السير سلفاً، وتضم حضيرة مؤسسة النقل الحضري وشبه الحضري للجزائر العاصمة حاليا 635 حافلة أما شبكة نشاطها فتبلغ حوالي 1130 كلم سنة 2012، ويبلغ عدد الخطوط التي تمر بها حوالي 61 خطاً بعضها إلى قلب المدينة، وبعضها الآخر إلى ضواحيها القريبة؛ وسيتم تدعيم مؤسسة النقل الحضري وشبه الحضري للجزائر العاصمة بـ 400 حافلة و65 خطا جديدا بالعاصمة في آفاق 2014، أما سيارات الأجرة فيبلغ عددها حوالي 11 ألف سيارة أجرة تلبي حاجيات المواطنين وتحتل المرتبة الأولى من حيث الطلب والعدد في المدينة.

### النقل الجوي
طورت الجزائر قطاع النقل الجوي بطريقة تجعل منه وسيلة حقيقية للاندماج على الصعيدين الإقليمي والدولي، ويشير أحد المصادر أن الجزائر ستنفق ميزانية تقدر ب 60 مليار دينار (600 مليون أورو) لتجديد الأسطول الجوي الجزائري خلال الفترة 2013-2017. كما ستقتني شبكة الخطوط الجوية الوطنية ثلاث طائرات جديدة بسعة 150 مقعداً وستقوم بتجديد 3 طائرات من نوع بوينغ 767 والمتواجدة حالياً في الخدمة. كما ستتم عملية شراء طائرتي شحن لنقل البضائع.
مطار هواري بومدين الدولي

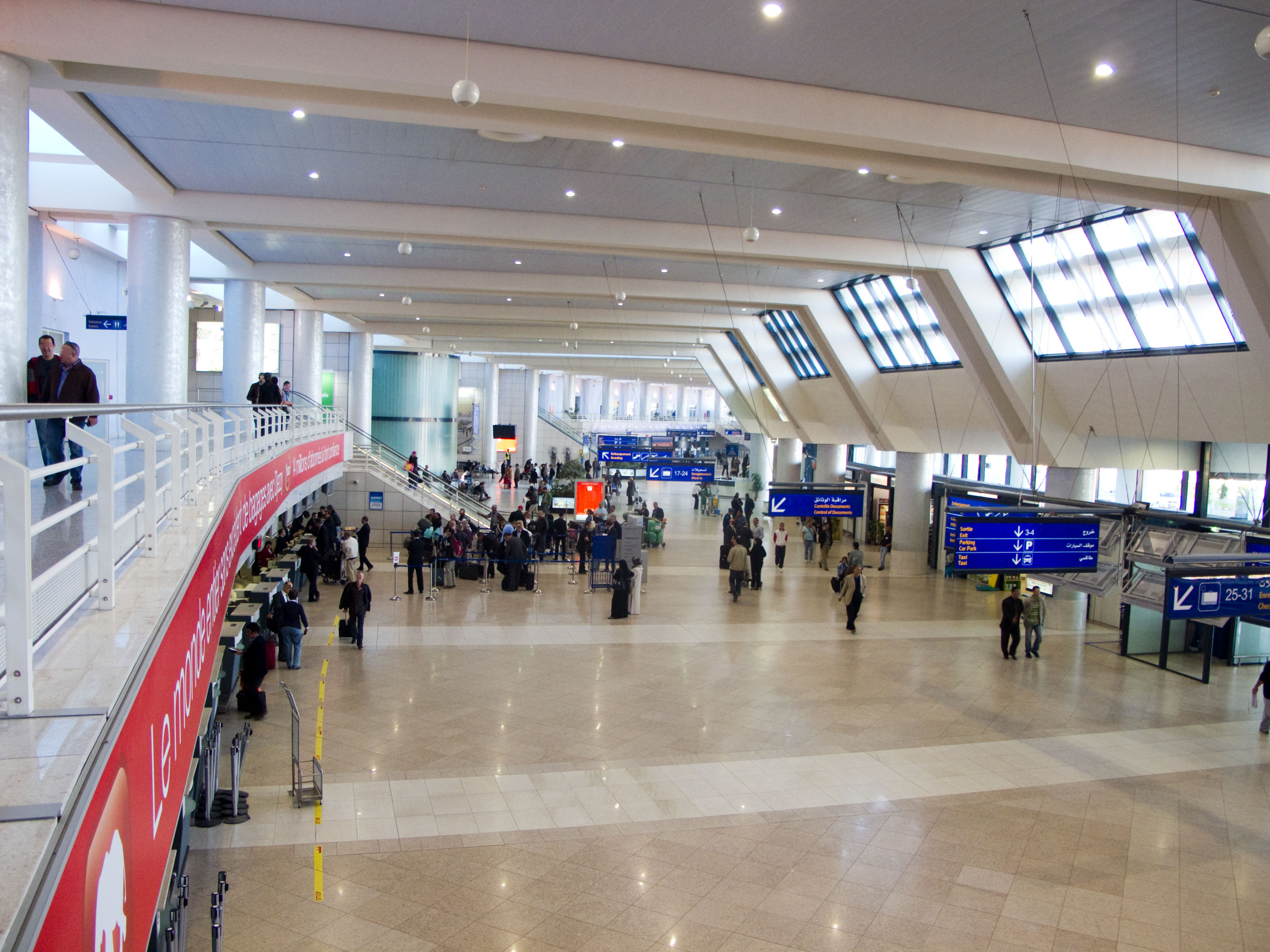
مطار هواري بومدين من الداخل

هو مطار دولي يبعد عن مدينة الجزائر بحوالي 16 كم في الاتجاه الجنوبي الشرقي، سُمي المطار بهذا الاسم نسبة للزعيم الجزائري الراحل هواري بومدين، يرجع تاريخ إنشاء المطار إلى سنة 1924، ويعتبر المطار المقر الرئيسي ومركز عمليات شركة الخطوط الجوية الجزائرية.
يربط بين أرجاء الجزائر والعديد من مدن أوروبا وغرب أفريقيا والشرق الأوسط وآسيا وأمريكا الشمالية. تم افتتاح محطة جوية دولية جديدة للخدمة في يوم 5 يوليو 2006 خلفاً للمحطة القديمة التي تم تحويلها إلى محطة للرحلات الداخلية. يدير هذا المطار مؤسسة تسيير مصالح ومنشآت مطار الجزائر (SGSIA) التابعة لشركة تسيير مصالح ومنشآت المطارات (EGSA Alger).

### حركة القطار

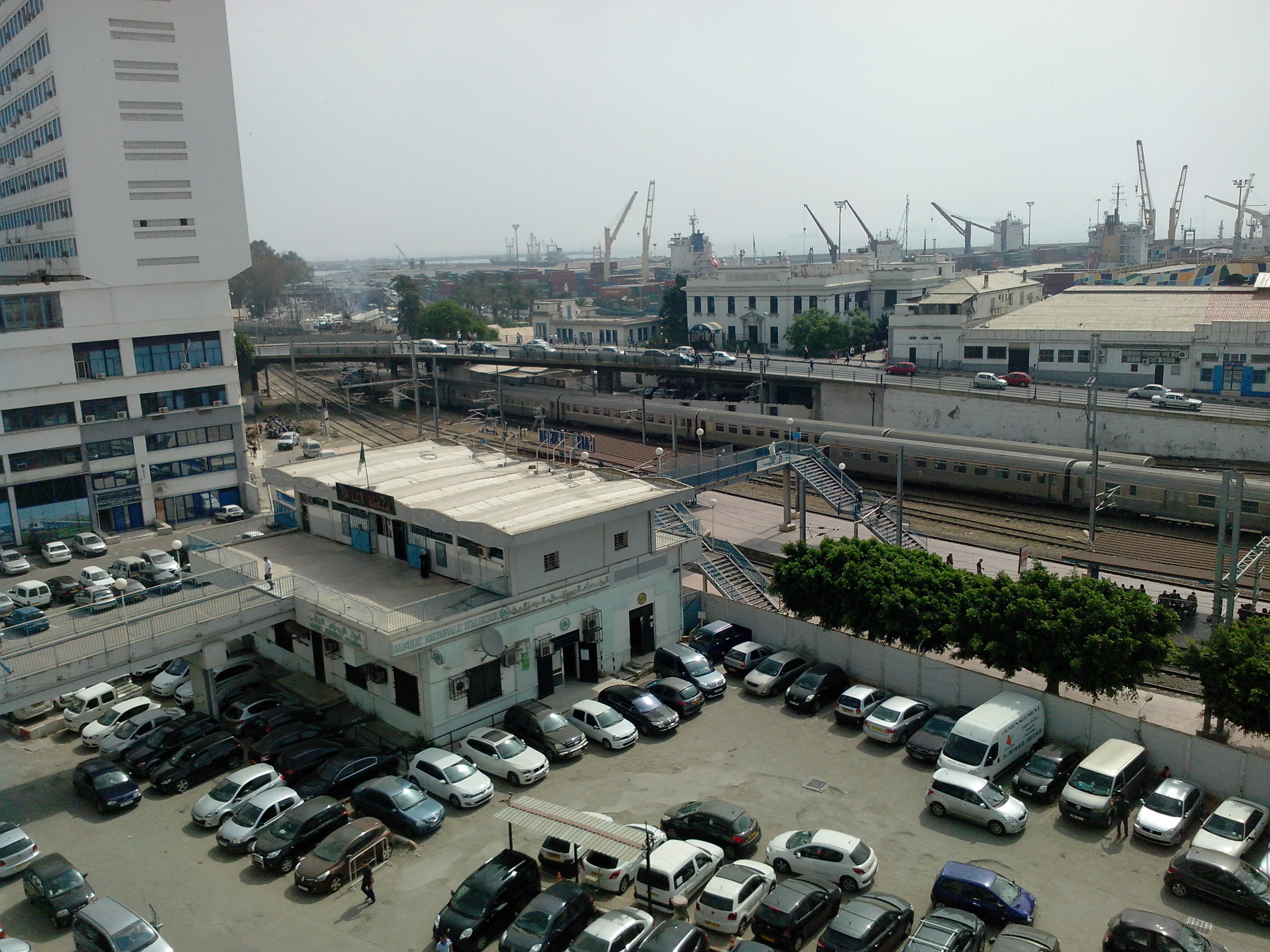
محطة آغا

بدأت أشغال بناء شبكة السكك الحديدية في مدينة الجزائر عام 1857م، وفي عام 1859م توسعت شبكة السكك الحديدة لتشمل البليدة، وفي الأعوام اللاحقة توسعت شبكة السكك الحديدية لتربط بين مدينة الجزائر وضواحيها وغيرها من المدن الجزائرية الأخرى مثل قسنطينة ووهران وسكيكدة وغيرها من المدن الجزائرية، وفي عام 1963 إنفصلت الشركة الوطنية لسكك الحديدية الجزائرية عن الشركة الأم التي مقرها باريس، وفي عام 1976 تأسست الشركة الوطنية لسكك الحديدية الجزائرية بعد إعادة هيكلة الشركة وإنطلق برنامج شامل لعصرنة السكك الحديدية، وفي عام 1990 أصبحت الشركة مؤسسة عمومية ذات طابع صناعي وتجاري، وتعمل الشركة الوطنية للسكك الحديدية على الخطوط التي تربط الجزائر العاصمة بضواحيها وكذلك بمختلف المدن الجزائرية كوهران وقسنطينة وغيرها...إلخ، ولدى مدينة الجزائر العاصمة عدة محطات منها: الجزائر - أغا - - حسين داي - الخروبة - الحراش. حيث تربط محطة المتعددة الأقطاب في الحراش مع محطة مترو الجزائر وبعض خطوط الحافلات، أما محطة الجزائر وأغا فهي محطة تبادل بين خطوط السكك الحديدية للضواحي والوطنية. كما تمتلك الشركة شبكة القطارات الكهربائية (RER) تربط بين الجزائر العاصمة وضواحيها ويتكون من خط مزدوج: أغا - الثنية (بومرداس) وأغا - العفرون (البليدة).

### مترو الجزائر

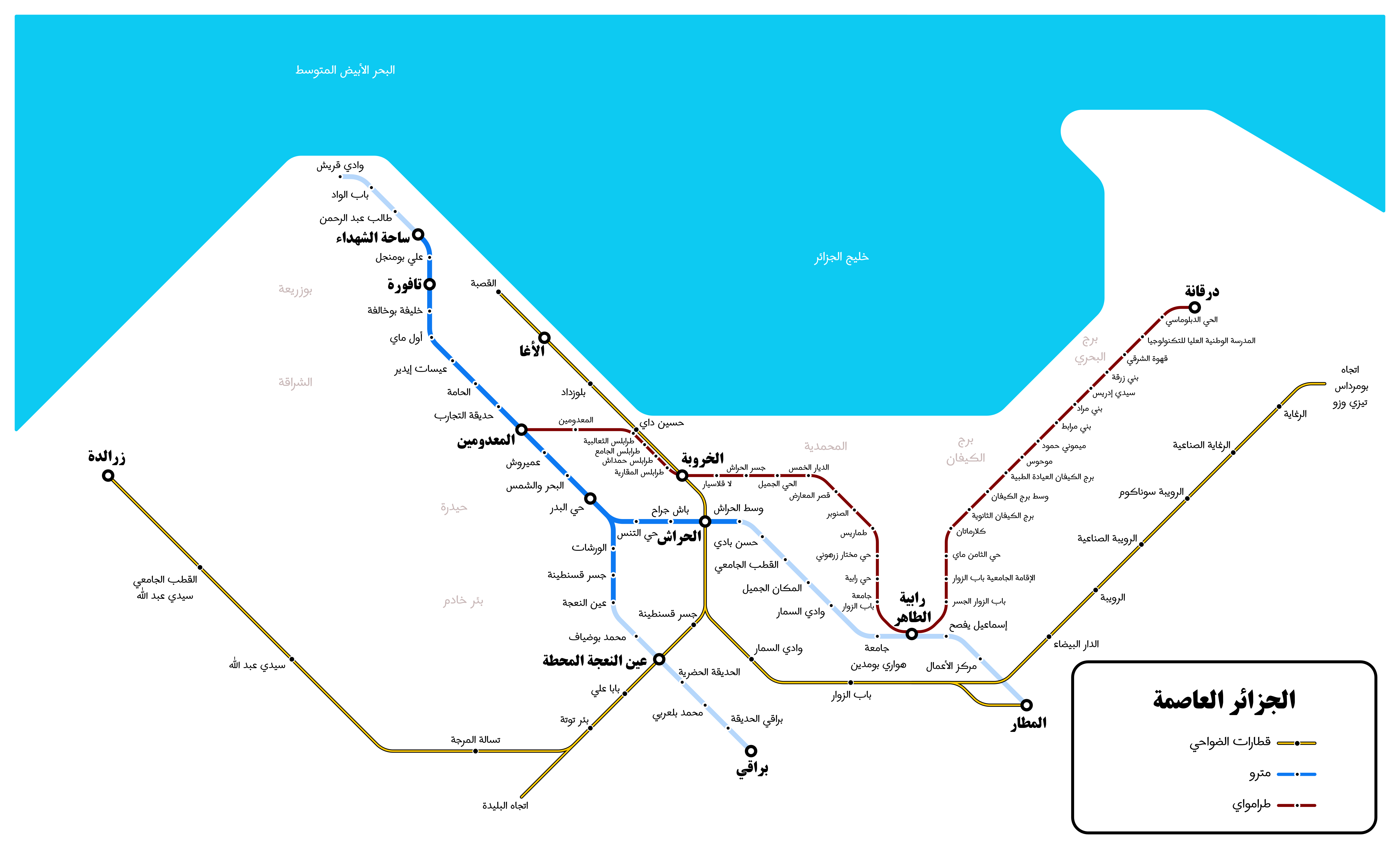
خطوط مترو الجزائر وترامواي الجزائر وقطار الضواحي

مترو الجزائر هو قطار الأنفاق وأحد شبكات النقل التي تخدم مدينة الجزائر وضواحيها، تشغّله الهيئة المستقلة للنقل الباريسي - فرع الجزائر «راتبي» (بالفرنسية: MRATP El Djazaïr). ويعود تاريخ مترو الجزائر إلى سنة 1970 في عهد الرئيس هواري بومدين، وخطط له لمواجهة الانفجار الديموغرافي ومتطلبات النقل الجماعي الحضري للعاصمة الجزائرية، ويعتبر عام 1980 هو أول انطلاقة لإنجاز المشروع، ولكن إنجازه تأخر نظراً للصعوبات المالية والأمنية في التسعينات. وعرف المشروع انطلاقة جديدة سنة 2003 بعد عودة الاستقرار للبلاد ودعم الرئيس عبد العزيز بوتفليقة، وقد تم استكمال محطات الخط الأول (حي البدر ⇔ تافورة - البريد المركزي) بمسافة 9,5 كم و10 محطات، ويركب في مترو الجزائر حوالي 25.000 راكب يومياً.
وقد دشّنه رسمياً يوم 31 أكتوبر 2011 الرئيس الجزائري عبد العزيز بوتفليقة، ووُضع في الخدمة العمومية يوم 1 نوفمبر 2011 بمناسبة ذكرى 57 لاندلاع ثورة التحرير الجزائرية، وهو يعتبر المترو الأول مغاربيا والثاني في أفريقيا بعد مترو القاهرة.

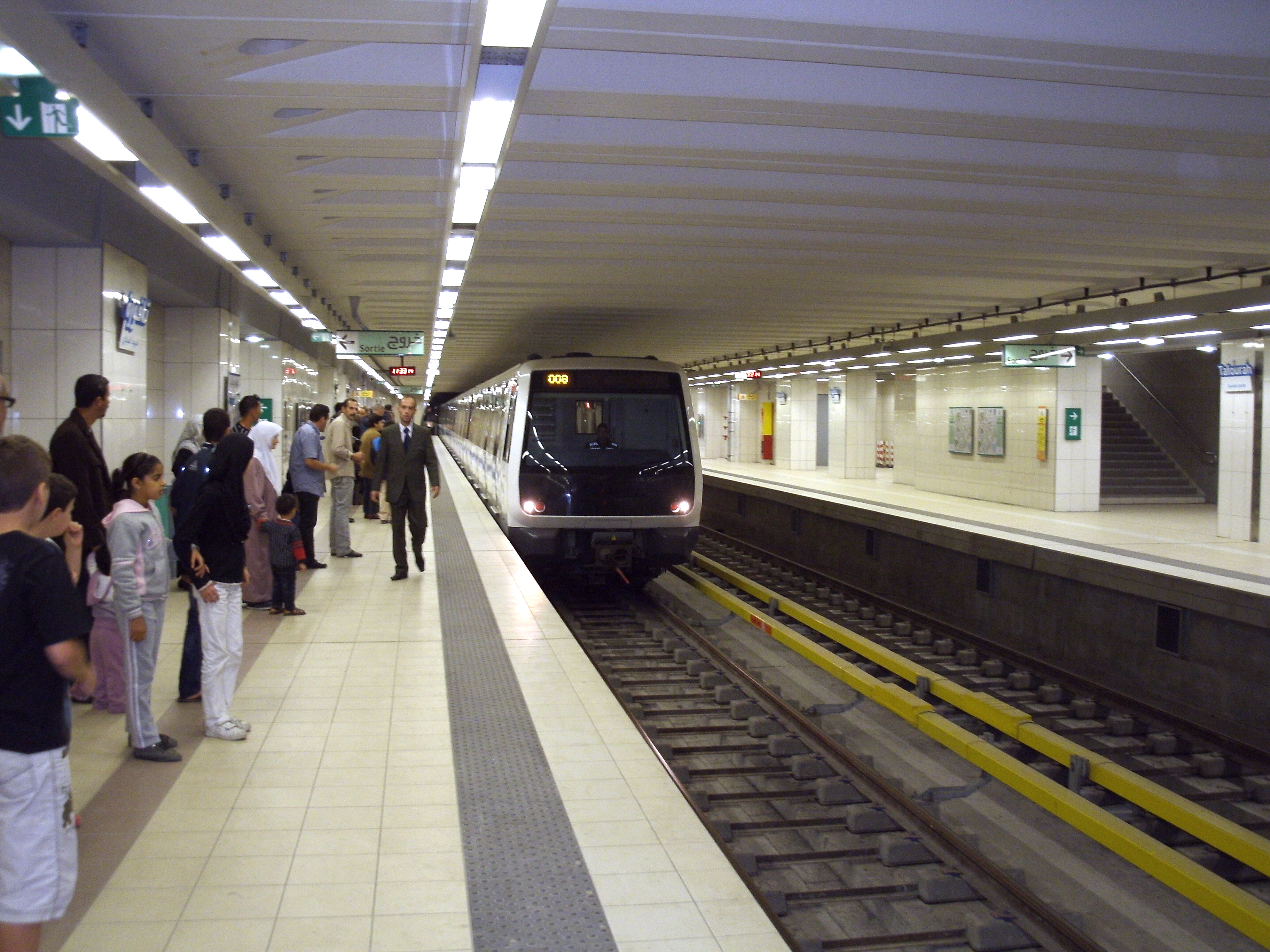
تافورة
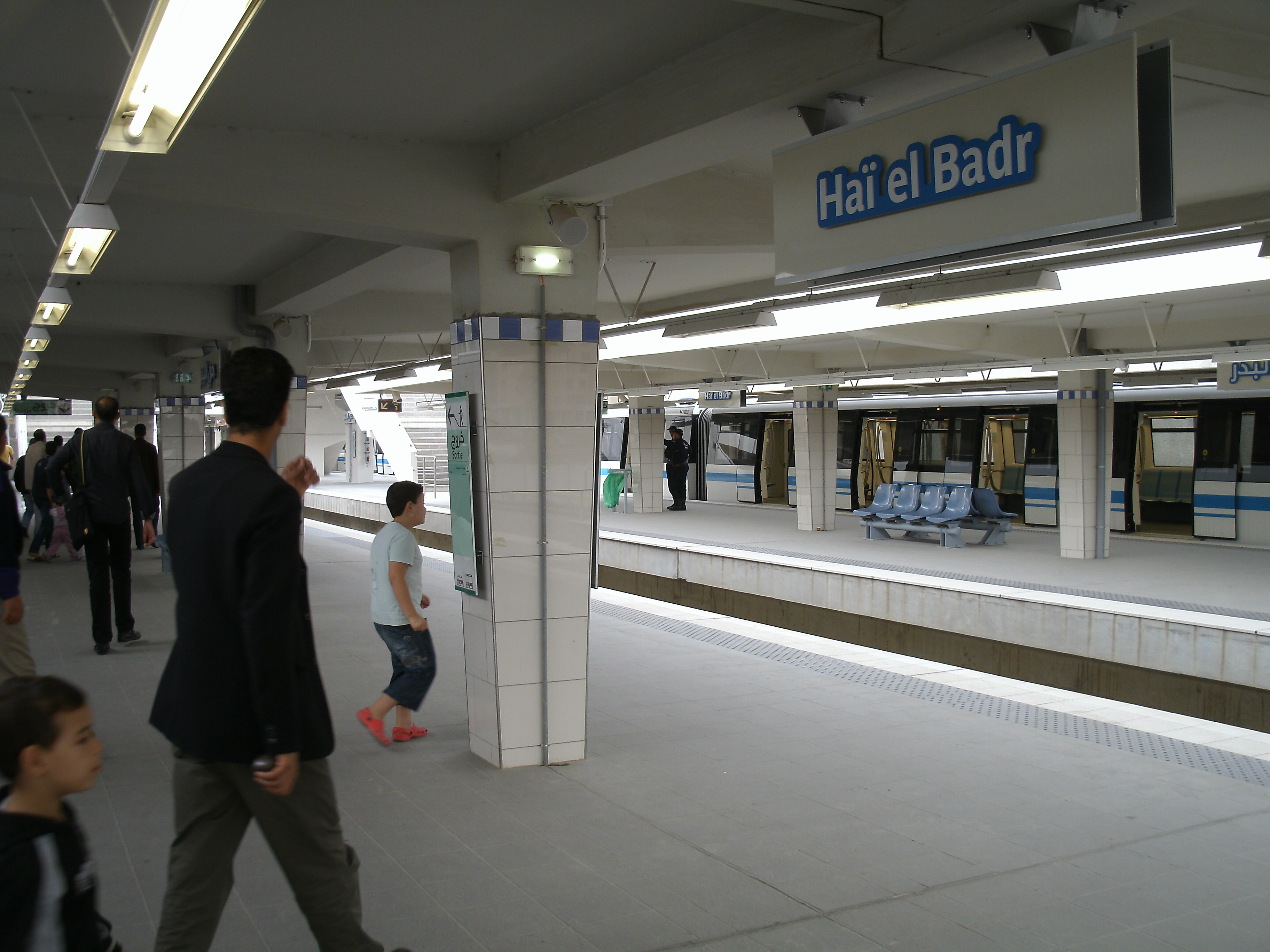
حي البدر

#### ترامواي الجزائر

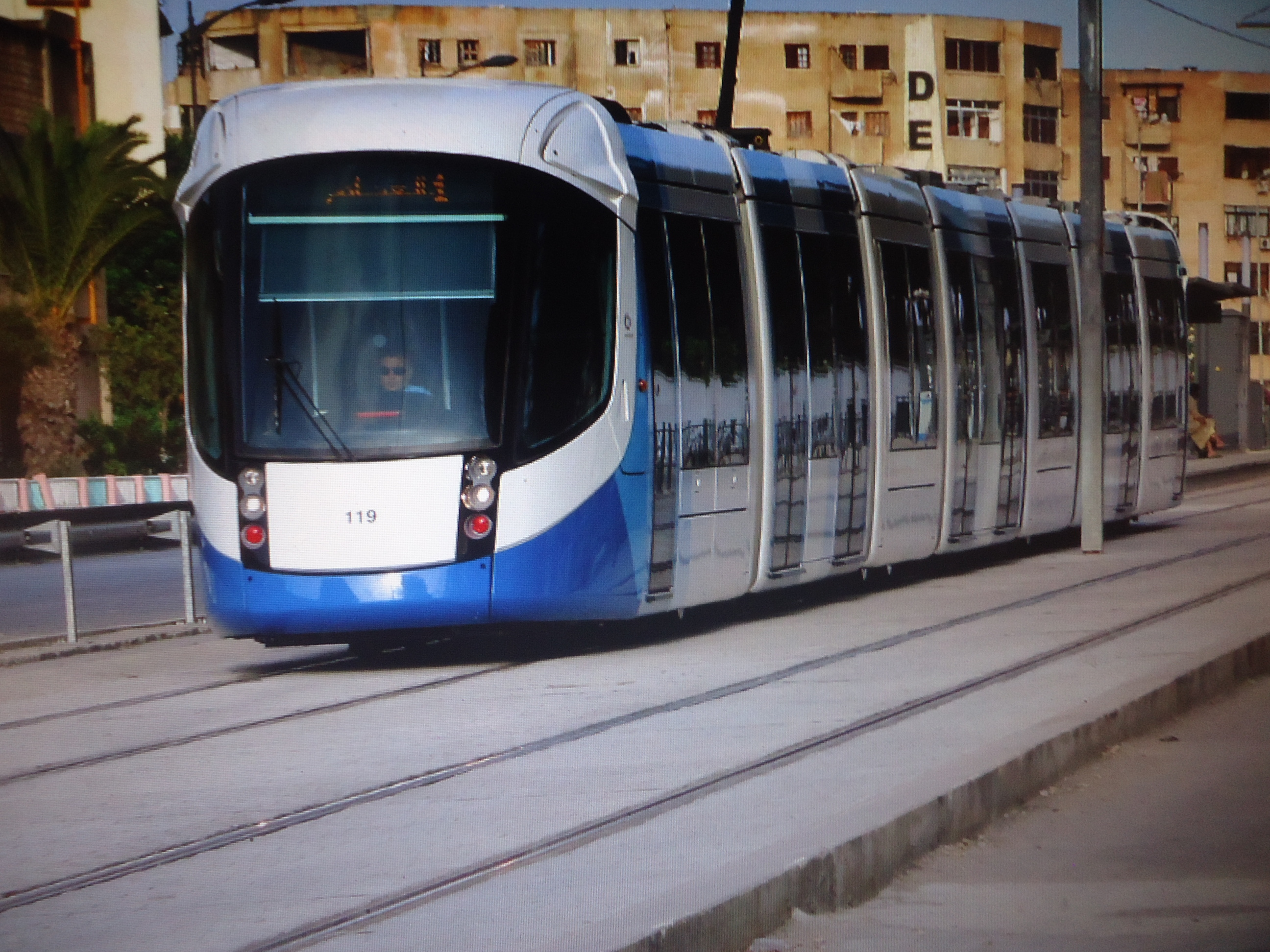
ترامواي الجزائر.

يعود تاريخ ترامواي الجزائر إلى فترة الاستعمار الفرنسي وبالضبط سنة 1898، حيث ربط خط الترامواي بين باب الواد والحراش مروراً بكل من باب عزون وبلوزداد وبقي قائماً حتى الاستقلال وتم نزع سكته لقدمه وصدء قطاراته. أما في تاريخ الدولة الجزائرية فهو يعود إلى سنة 2006، حيث عهد إنجاز المشروع الذي تشرف عليه مؤسسة مترو الجزائر إلى مجمع جزائري-إيطالي-فرنسي ميديترال الدولي (أ تي أر أش بي حداد - توديني - ألستوم) لبناء الخط الأول الرابط بين درقانة ببرج الكيفان والعناصر بحسين داي بمسافة 23.2 كم وبدأت الأشغال سنة 2006 وانتهت أشغال الشطر الأول والثاني سنة 2011. أجريت أول تجربة تقنية يوم 15 مايو 2010 على مسافة 2 كم.
دشنه رسمياً في 8 مايو 2011 وزير النقل الجزائري عمار تو، وتم وضعه في الخدمة العمومية في اليوم نفسه. وتعتبر مدينة الجزائر العاصمة هي أول مدينة تحظى بنظام الترامواي الحديث في الجزائر منذ الاستقلال.
ويعتبر ترامواي الجزائر مكملاً لشبكات النقل الأخرى في مدينة الجزائر العاصمة وضواحيها: القطار الكهربائي للضواحي، المترو، شبكة الحافلات، شبكة سيارات الأجرة، المصاعد الهوائية.

### النقل البحري
يرتبط بميناء الجزائر بعدة موانئ لمدن أوروبية متوسطية منها: ميناء مرسيليا بفرنسا، ميناء أليكانتي، ميناء برشلونة وميناء بالما دي مايوركا بإسبانيا، بواسطة الشركتين المتخصصتين بـالنقل البحري وهما الشركة الوطنية الجزائرية للنقل البحري (ENTVM)، والشركة الفرنسية المؤسسة الوطنية للملاحة كورسيكا المتوسطي (SNCM).

## أعلام
- البث الحي للإذاعة الجزائر العاصمة

## الثقافة

### عاصمة المهرجانات الثقافية
تعتبر مدينة الجزائر قلباً للأحداث الثقافية التي يشهدها البلد في معظم الأحيان، كما أنها موطن للمهرجانات الثقافية الدولية والوطنية ومن هذه المهرجانات:
1/المهرجانات الثقافية الدولية
عاصمة الثقافة العربية.

شعار الجزائر عاصمة الثقافة العربية 2007

اختيرت الجزائر عاصمة للثقافة العربية في عام 2007 عبر تاريخ عريق حافل بالإبداع، وقد أشرفت وزارة الثقافة الجزائرية على تنظيم الأحداث السينمائية والمسرحية والموسيقية والفنية والأدبية في مختلف أنحاء المدينة والبلاد، وتم تنظيم العديد من جولات الكتاب عبر الحافلات والمعارض.
المهرجان الثقافي الأفريقي 1969 و2009.
في 1969 بدأت فعاليات المهرجان الثقافي الأفريقي الأول، وقد دشنه الرئيس هواري بومدين الذي كان حينها رئيساً لندوة رؤساء الدول الإفريقية بقصر الأمم بنادي الصنوبر وهو أول مهرجان ثقافي إفريقي.
و قد حضر هذه التظاهرة الكبيرة حوالي 1400 شخص، من بينهم أعضاء مجلس الثورة والحكومة الجزائرية وممثلون عن السلك الدبلوماسي المعتمد بالجزائر، وعدد من رؤساء الوفود ووزراء وكتاب ومخرجون سينمائيون، كذلك بعض الشخصيات الأوروبية المختلفة من عالم الفنون والآدب الذين تميزوا بأعمالهم ودراساتهم حول إفريقيا، وكانت إفريقيا الثقافية في موعد مع هذا المهرجان الأول الذي دخل سجلات تاريخ تحرير الفكر ومختلف أشكال التعبير في قارة ثرية من حيث التقاليد الشعبية ودمج الحضارات القديمة والمتنوعة.
وفي عام 2009، استضافت مدينة الجزائر المهرجان الثقافي الأفريقي الثاني الذي بدأ فعاليته من 5 إلى 20 يوليو 2009.
وإلى جانب مهرجان عاصمة الثقافة العربية والمهرجان الثقافي الأفريقي نجد عدة مهرجانات دولية ووطنية منها:
| - المهرجان الدولي للموسيقى قناوي: مهرجان سنوي في جويلية. - المهرجان الدولي للموسيقى الأندلسية: مهرجان سنوي في ديسمبر - المهرجان العربي للسينما: مهرجان سنوي في ديسمبر | - المهرجان المغاربي للموسيقى الأندلسية: مهرجان سنوي في ديسمبر - المهرجان الدولي للخط العربي |

2/المهرجانات الثقافية الوطنية
| - المهرجان الوطني للمسرح المحترف: مهرجان سنوي في ماي/ جوان - المهرجان الوطني للأغنية الشعبية: مهرجان سنوي في أكتوبر - المهرجان الوطني للموسيقى الحالية: مهرجان سنوي في أوت | - المهرجان الوطني لفيلم الأمازيغ: مهرجان سنوي في جانفي - المهرجان الوطني لمسرح الأطفال |

### المتاحف
| - 1- المتحف الوطني للفنون الجميلة - 2- المتحف الوطني للآثار والفنون الإسلامية - 3- المتحف الوطني للبارادو | - 4- المتحف الوطني للفنون والتقاليد الشعبية - 5- المتحف المركزي للجيش - 6- المتحف الوطني للمجاهد |

### اللكنة
اللكنة العاصمية هي إحدى فروع اللهجة الجزائرية. واللهجة العاصمية كغيرها من اللهجات العربية الأخرى سليلة العربية الفصحى التي طرأت عليها تغيرات لأسباب أهمها: قدوم العرب الفاتحين ثم الهلاليين، وبني سليم وعرب المعقل بعد سقوط الدولة الفاطمية، بالإضافة إلى تأثير النازحين من الأندلس، وكذلك تاثير الاحتلال الفرنسي الذي لم يكن إلا سلبياً، حيث نجد في اللهجة العاصمية عند الكبار مزيج بين اللغة العربية والتركية مع بعض الكلمات الأمازيغية بسبب كثرة العائلات ذات الأصول الأمازيغية فيها، بينما يتميز خطاب اللغة الشباب من خلال الابتكار والإبداع المعجمي، مثل كلمة شريكي مليار وتعني صديقي العزيز والغالي، وغيرها من المصطلحات المبتكرة، كما نجد في خطاب الشباب خليطاً لغوياً مركباً بعضه فرنسي وآخر إنجليزي معجون.

### أفلام في الجزائر
قائمة الأفلام التي تتحدث عن مدينة الجزائر أو صورت فيها:
| - فيلم بيبي لو موكو، عام 1937: من إخراج جوليان دوفيفيير - فيلم القصبة، 1938: من إخراج جون كرومويل - فيلم في قلب القصبة، 1952: من قبل الكاردينال بيير - فيلم معركة الجزائر العاصمة عام 1966: من إخراج جيلو بونتيكورفو - فيلم عمر غاتلاتو عام 1976: من إخراج مرزاق علواش | - فيلم مدينة باب الواد، 1994: من إخراج مرزاق علواش - فيلم باب الويب، عام 2005: من إخراج مرزاق علواش مع سامي ناصري، جولي جاييت، فضيل - فيلم المنفى، في عام 2004: من إخراج توني غاتليف مع رومان دوريس ولبنى أزابال - فيلم ديليس بالوما، 2007: من إخراج نادر موكنيش. مع بيونة ونادية قاسي> |

## الرياضة
تعتبر الجزائر العاصمة أكبر قطب رياضي على مستوى الجزائر، وتضم عدة نوادي رياضية في مختلف الاختصاصات والعديد منها فازت بألقاب وطنية ودولية، كما أن مدينة الجزائر تضم أكبر مجمع رياضي في الجزائر، الذي يشمل على ملعب 5 جويلية الأولمبي (طاقة استيعاب تقدر بحوالي 80.000 مقعد)، ملعب ملحق لـلألعاب القوى، مسبح أولمبي، القاعة البيضاوية، ميدان للغولف  والعديد من ملاعب التنس.
كما استضافت الجزائر العاصمة عدة نشاطات وتظاهرات رياضية من بينها:
- ألعاب البحر الأبيض المتوسط 1975.[189]
- الألعاب الإفريقية سنتي 1978 و2007.[190][191]
- كأس الأمم الأفريقية لكرة القدم 1990.[192]
- بطولة أفريقيا لكرة اليد للرجال 1976 1989، 2000 2014.[193][194][195]
- دورة الألعاب العربية العاشرة 2004 [196]
- البطولة الإفريقية لكرة السلة 2005 [197]

أندية كرة القدم والرياضة
| - مولودية الجزائر - اتحاد الجزائر - شباب بلوزداد - نصر حسين داي - نادي بارادو | - اتحاد الحراش - رائد القبة - أولمبي العناصر |

## مدن توأمة
| - عمان، الأردن. (3 سبتمبر 1998) - مونتريال، كندا. (22 فبراير 1989) - بكين، الصين. - الدار البيضاء، المغرب. - باريس، فرنسا. منذ 2003 - طرابلس، ليبيا. - القاهرة، مصر. - برلين، ألمانيا. | - تونس، تونس. - لندن، المملكة المتحدة. - إزمير، تركيا. - صور، لبنان. - سنتياغو، تشيلي. - صوفيا، بلغاريا. - موسكو، روسيا. - بوردو، فرنسا. | - برشلونة، إسبانيا. - جنيف، سويسرا. - واشنطن، الولايات المتحدة. - روما، إيطاليا. - أمستردام، هولندا. - دبي، الإمارات العربية المتحدة. - ساوباولو، البرازيل. - بيونس آيرس، الأرجنتين. | - شنغهاي، الصين. - داكار، السنغال. - بساسو، الصومال. - الرباط، المغرب. - سوراكارتا، أندونيسيا. (24 يوليو 2011) |

## معرض الصور

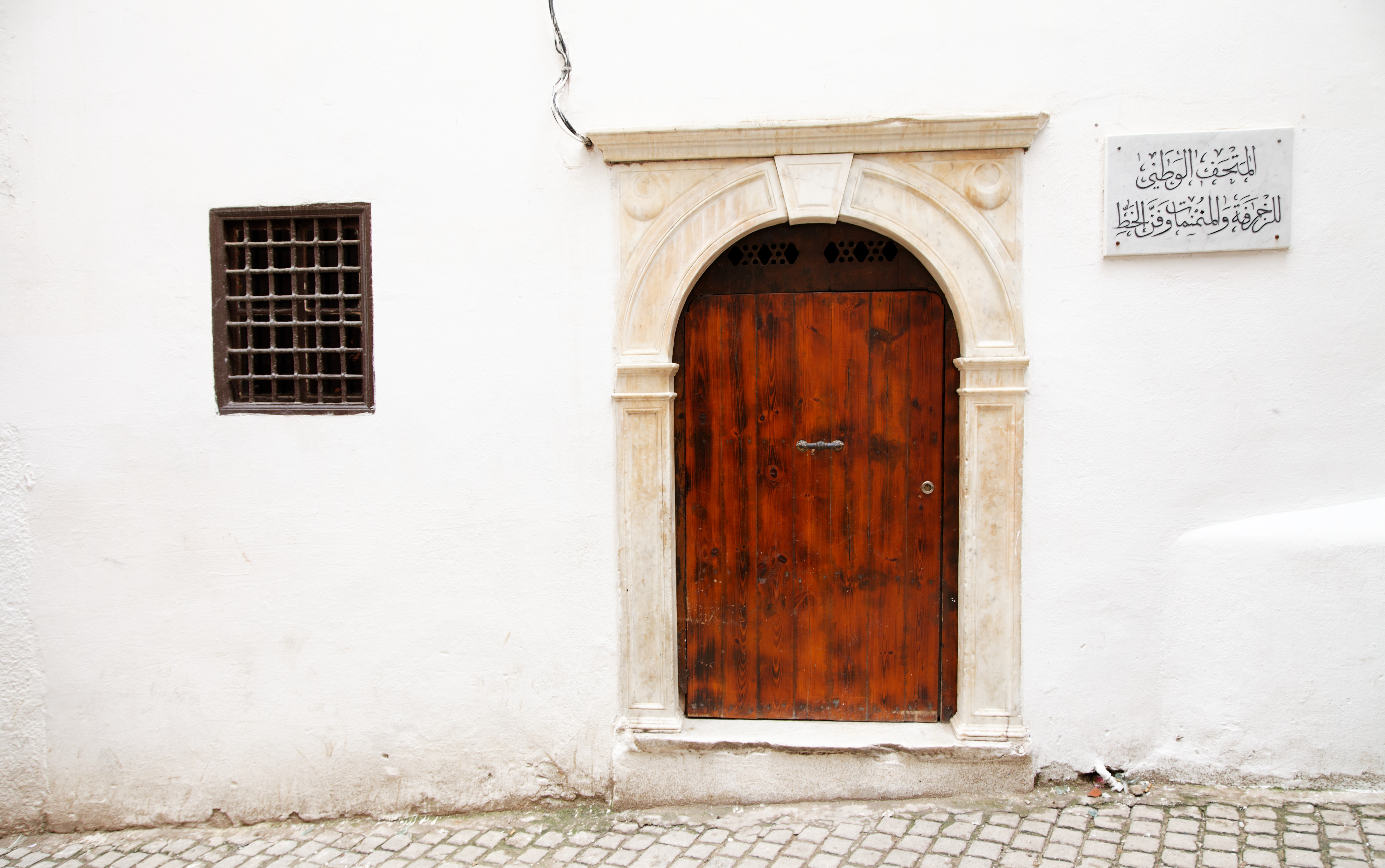
المتحف الوطني للزخرفة والمنمنمات وفن الخط
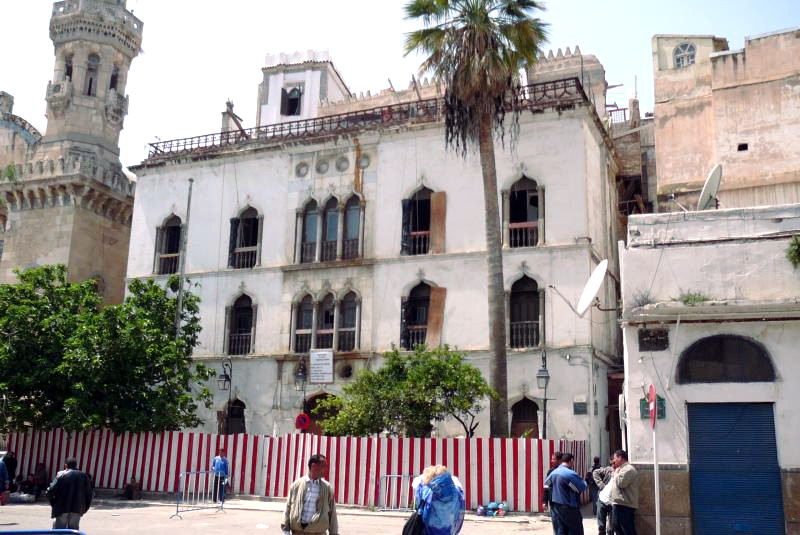
دار حسن باشا
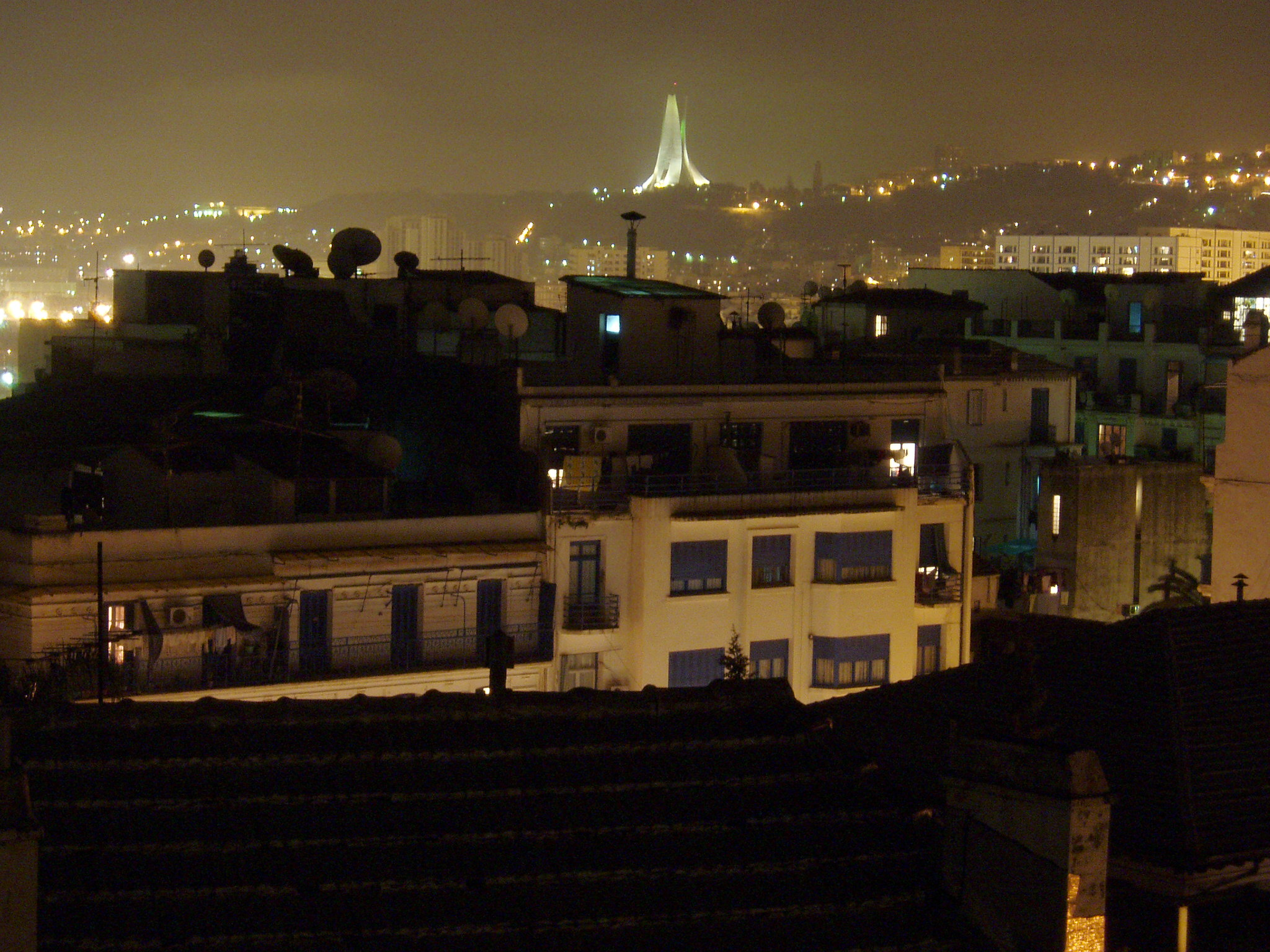
مقام الشهيد من شارع ديدوش مراد
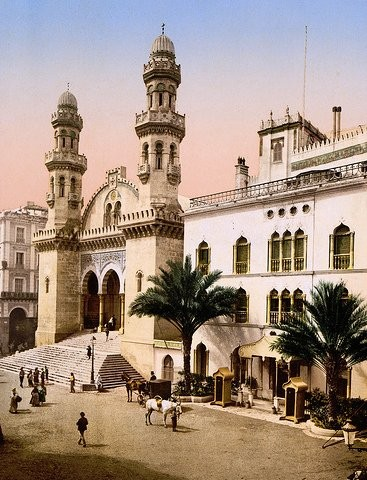
جامع كتشاوة سنة 1899
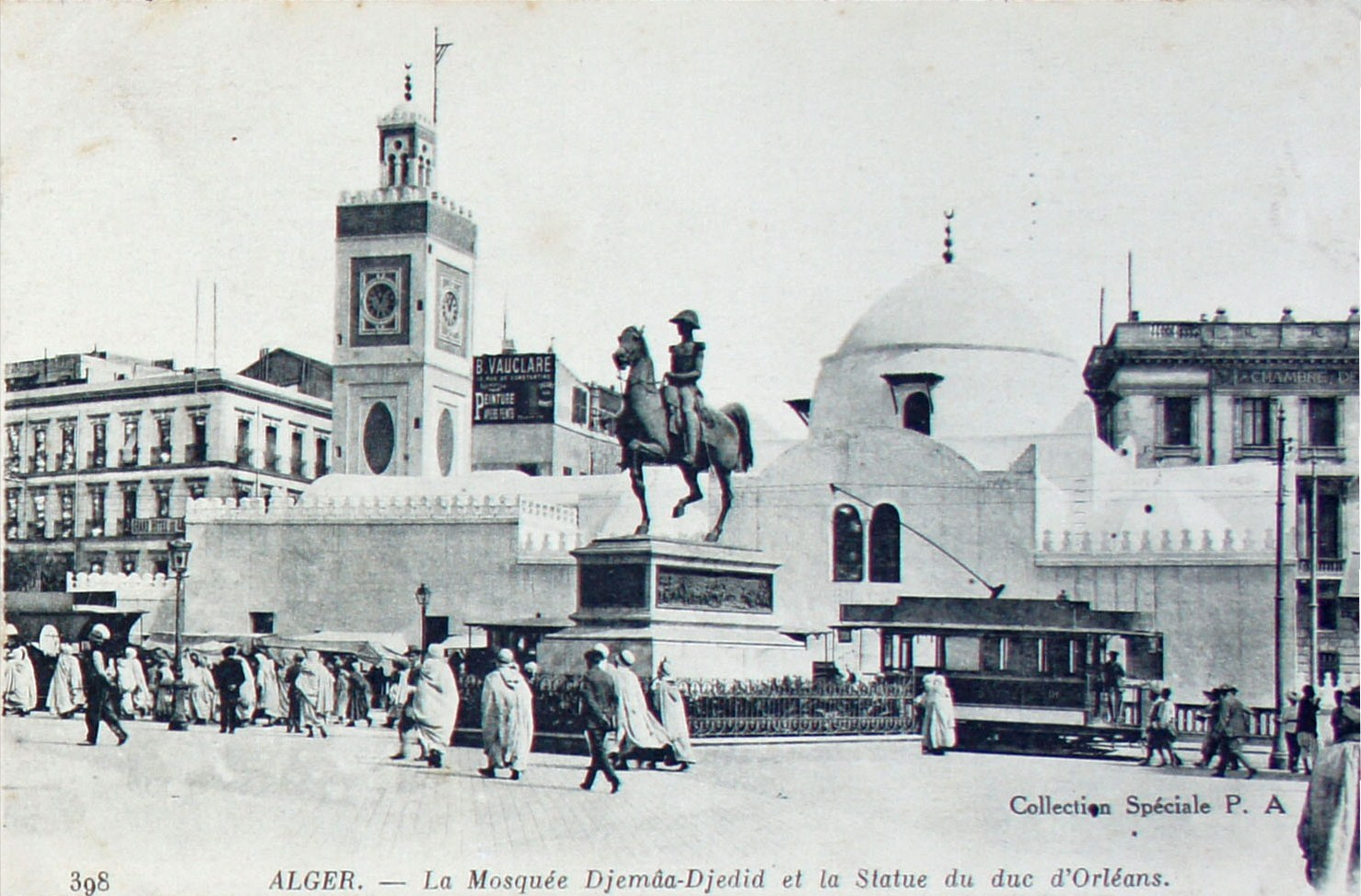
الجامع الجديد سنة 1916
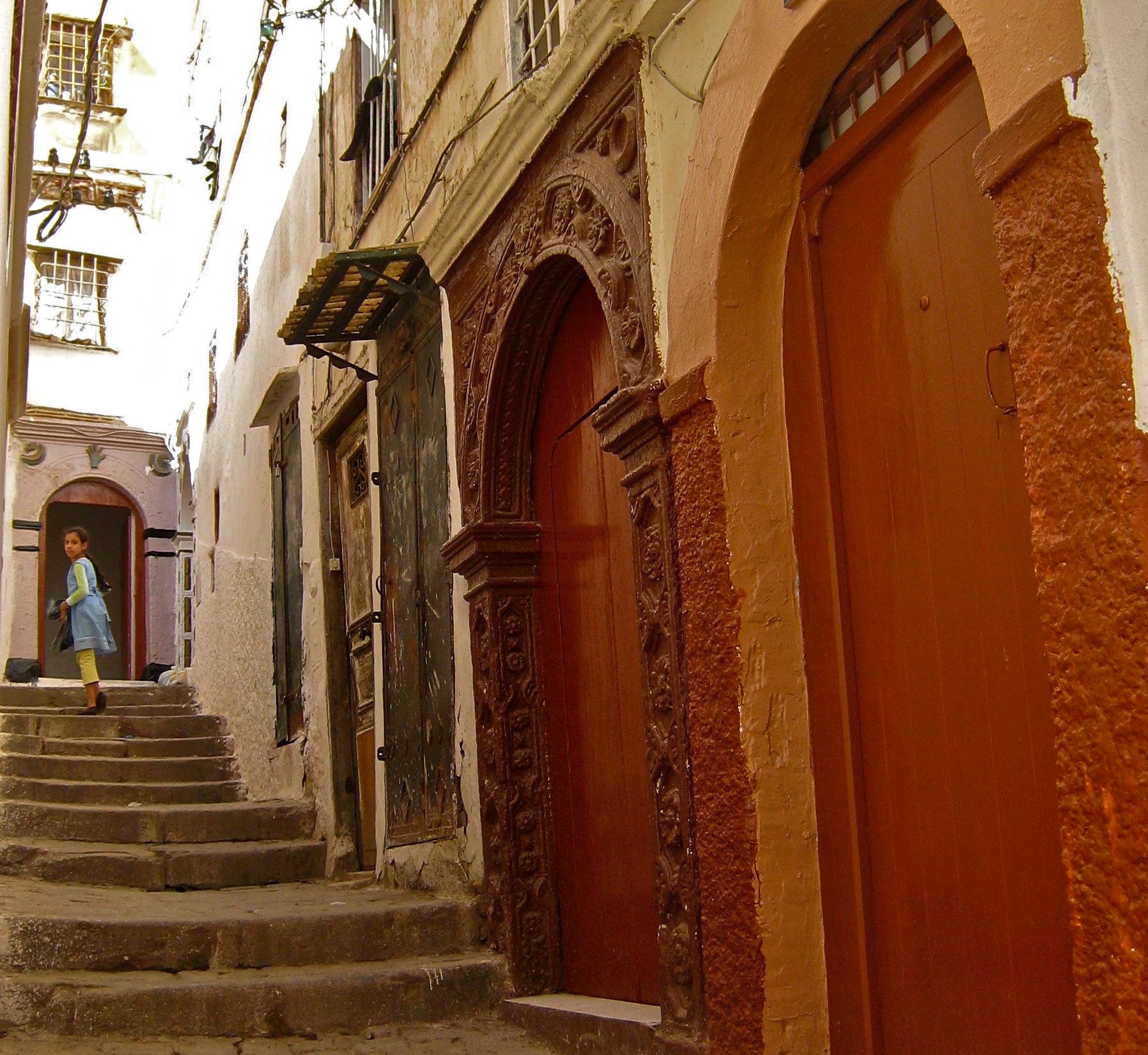
شوارع القصبة
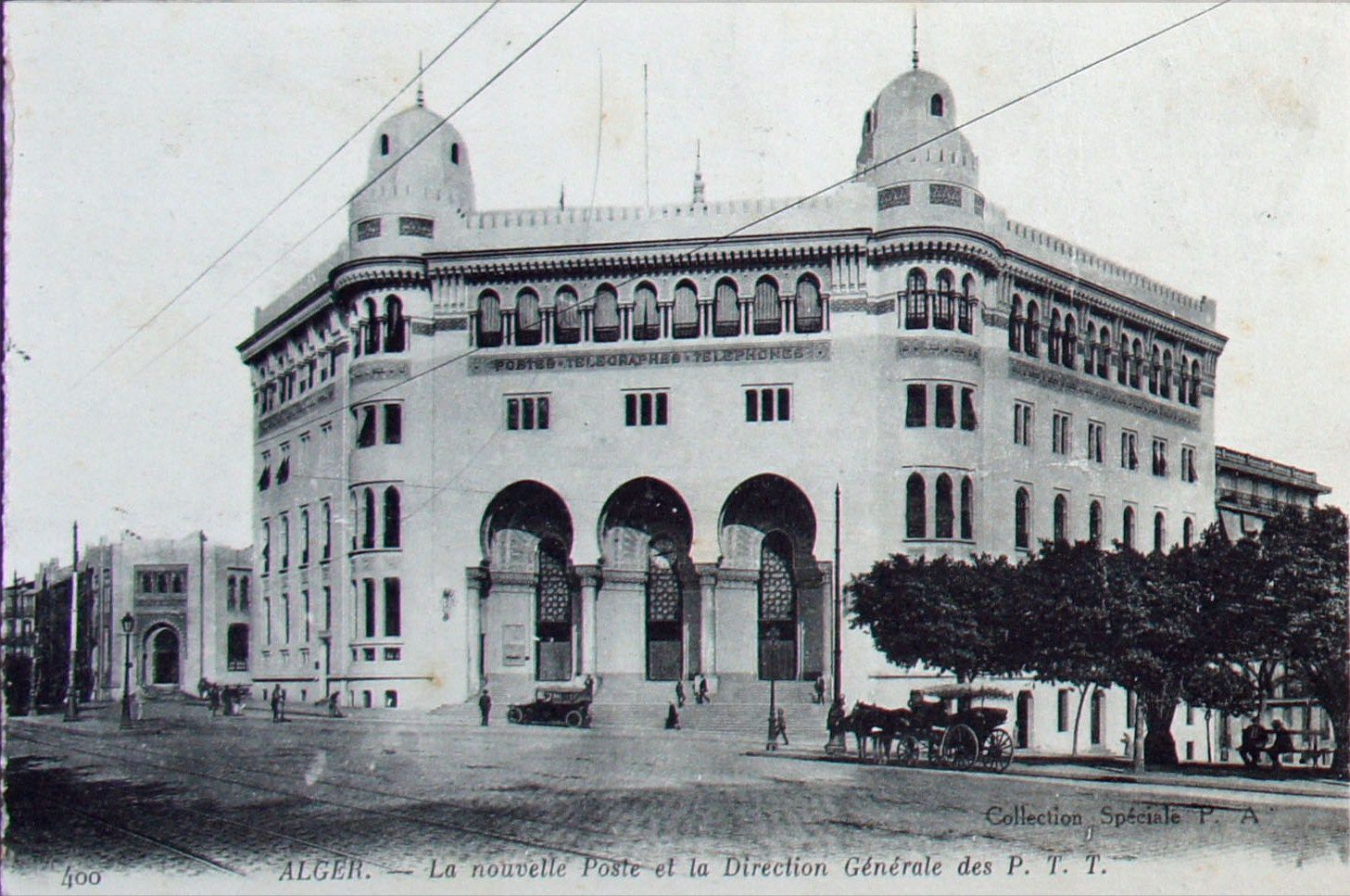
مركز بريد الجزائر سنة 1916
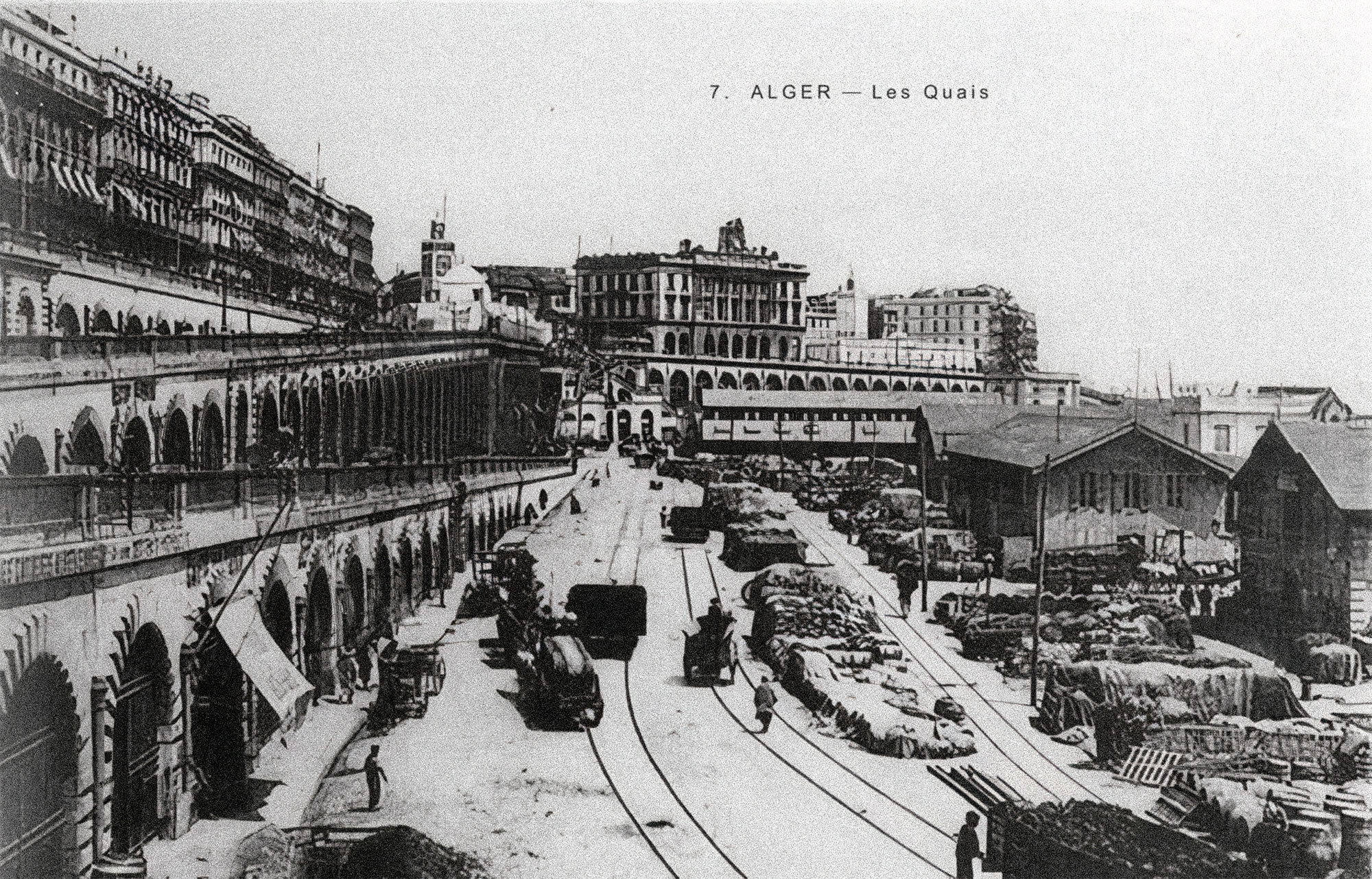
ترامواي الجزائر سنة 1900
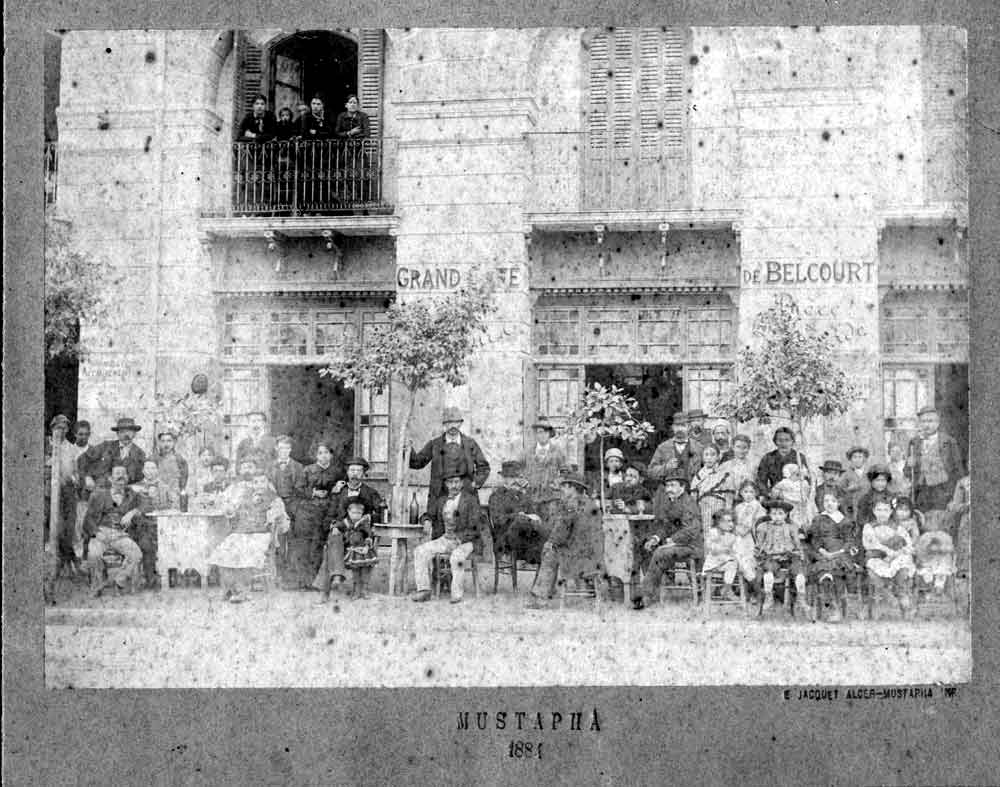
المقهى الكبير في بلكور سنة 1884
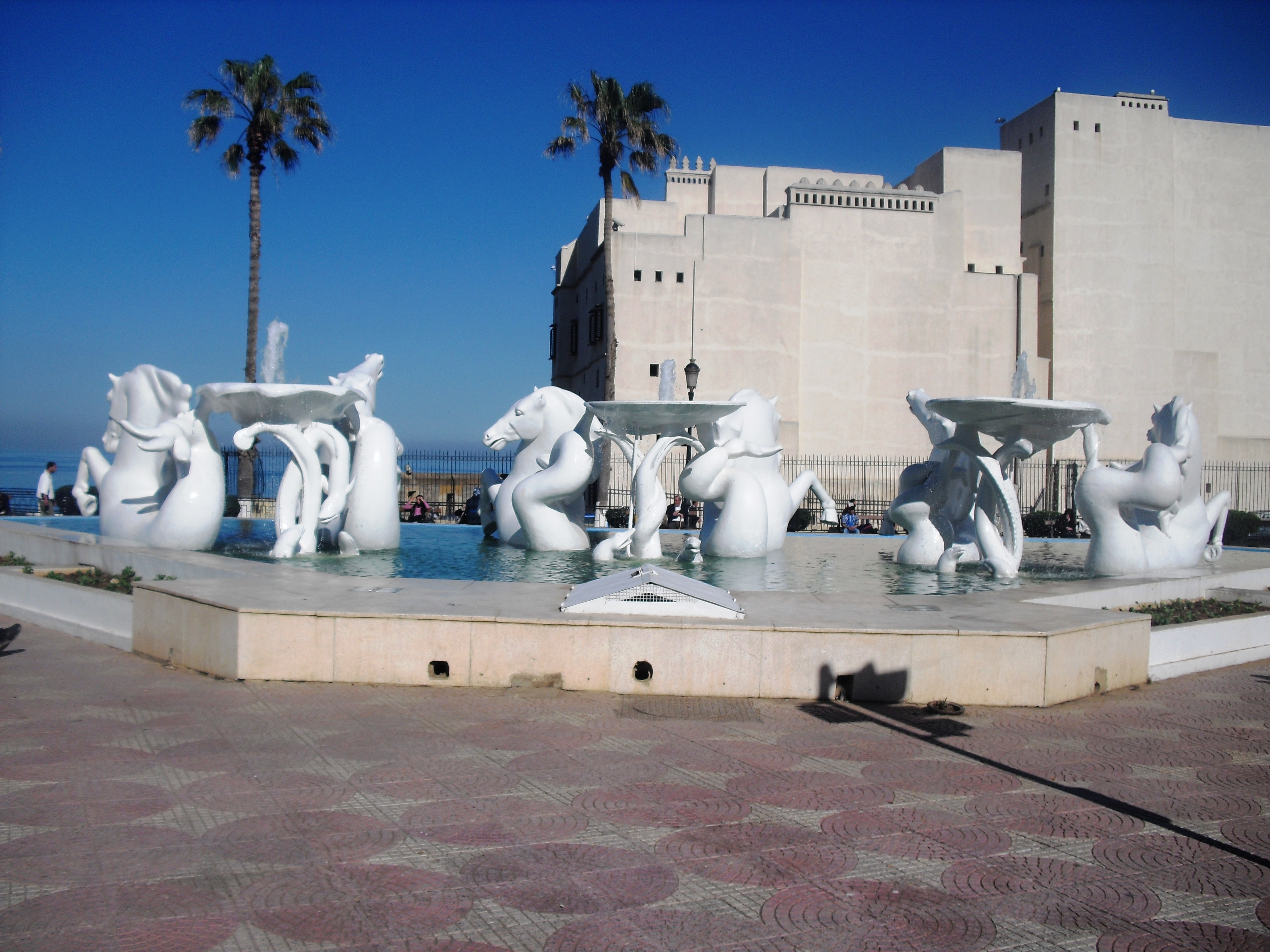
باب الوادي

## شخصيات
- محي الدين بشطارزي.
- محمد بلحسين.
- مصطفى تومي.

## هوامش ومراجع
1. ↑  النهار أون لاين - والي العاصمة الجديد في أسطر نسخة محفوظة 2 سبتمبر 2019 على موقع واي باك مشين.
2. ↑  {{مرجع ويب مسار=http://citypopulation.de/Algeria.html |عنوان=Population of the city proper according to the 2008 census|ناشر=Citypopulation.de |تاريخ= |تاريخ الوصول=2010-06-27| مسار أرشيف= http://web.archive.org/web/20100615060640/http://www.citypopulation.de/Algeria.html%7C تاريخ أرشيف= 15 June 2010 | وصلة مكسورة= no}}
3. ↑  "UN World Urbanization Prospects". Esa.un.org. مؤرشف من الأصل في 2012-07-17. اطلع عليه بتاريخ 2011-06-27.
4. ↑  GeoNames (بالإنجليزية), 2005, QID:Q830106
5. ↑  Alger, 32 siècles d'Histoire Hocine Mezali, ENAG/Synergie Ed., Alger 2000
6. ↑  Silem، Ali (1 يناير 1996). "Alger plurilingue". Alger plurilingue: 11. مؤرشف من الأصل في 2024-03-14. اطلع عليه بتاريخ 2016-07-29.
7. 1 2  Edward (2004). Itineraria Phoenicia (بالإنجليزية). Peeters Publishers. ISBN:9789042913448. Archived from the original on 2019-12-20.
8. ↑  [ Calcul 2012 de la population d'Alger selon World Gazetteer] [بحاجة لمراجعة المصدر]
9. 1 2  أكبر 100 مدينة في العالم نسخة محفوظة 15 يناير 2018 على موقع واي باك مشين.
10. ↑  الجزائر الحروسة نسخة محفوظة 29 نوفمبر 2014 على موقع واي باك مشين.
11. ↑  LES ORIGINES D'ALGER « Origines d'Alger » par Louis Leschi, conférence faite le 16 juin 1941 publié dans Feuillets d'El-Djezair, juillet 1941 نسخة محفوظة 14 يوليو 2017 على موقع واي باك مشين.
12. ↑  ياقوت الحموي، معجم البلدان، "الجزائر"، نسخة موقع الوراق نسخة محفوظة 2 مايو 2019 على موقع واي باك مشين.، ص 491.  نسخة محفوظة 24 فبراير 2018 على موقع واي باك مشين.
13. ↑  تاريخ الجزائر في القديم والحديث ج1 ص45
14. ↑  جمعة كلمة الجزائر في قاموس المعاني نسخة محفوظة 17 يناير 2015 على موقع واي باك مشين.
15. ↑  معنى كلمة جزائر من موقع الباحث العربي نسخة محفوظة 9 مارس 2016 على موقع واي باك مشين.
16. ↑  ElDjazairCom - L’histoire d’une cité millénaire نسخة محفوظة 09 نوفمبر 2017 على موقع واي باك مشين.
17. 1 2 3 4 5  Edward Lipiński (2004). Itineraria Phoenicia. ISBN:9042913444. مؤرشف من الأصل في 2019-12-20.
18. ↑  Le terme des géographes al-Djazirat al-Maghrib (la presqu'île du couchant) désigne tout le Maghreb - برونو إتيان article "Maghreb", § "Prolégomènes historiques" - Encyclopaedia Universalis
19. ↑  مدينة الجزائر في العصر الوسيط. نسخة محفوظة 12 يوليو 2017 على موقع واي باك مشين.
20. 1 2  [ الجزائر موقع الحكواتي] [بحاجة لمراجعة المصدر]
21. 1 2  Une expérience éditoriale en Algérie, Smaïl Medjeber, p 81
22. 1 2  A la recherche d'Icosium  Marcel Le Glay, Antiquités africaines Année 1968, Volume 2 نسخة محفوظة 24 سبتمبر 2015 على موقع واي باك مشين.
23. ↑  Revue internationale d'histoire militaire De International Committee of Historical Sciences Commission of comparative military history books.google.fr نسخة محفوظة 26 يناير 2018 على موقع واي باك مشين.
24. ↑  Journal asiatique De Société asiatique (Paris, France), Centre national de la recherche scientifique (France) نسخة محفوظة 11 يوليو 2014 على موقع واي باك مشين.
25. ↑  Bulletin, Société de Géographie de l'Est, p625
26. ↑  books.google.fr Histoire des Berbères et des dynasties musulmanes de l'Afrique septentrionale, ʻAbd al-Raḥman b. Muḥammad Ibn Khaldûn نسخة محفوظة 27 سبتمبر 2013 على موقع واي باك مشين.
27. ↑  Revue critique d'histoire et de littérature publié par Paul Meyer, Charles Morel, Gaston Bruno Paulin Paris, Hermann Zotenberg, Michel Bréal books.google.fr نسخة محفوظة 19 ديسمبر 2013 على موقع واي باك مشين.
28. ↑  ABC amazigh. Une expérience éditoriale en Algérie, Smaïl Medjeber
29. ↑  books.google.fr Yakouren, Mario Ferrisi نسخة محفوظة 26 يناير 2018 على موقع واي باك مشين.
30. ↑  Histoire des Berbères et des dynasties musulmanes de l'Afrique septentrionale, ʻAbd al-Raḥman b. Muḥammad Ibn Khaldûn
31. ↑  Ruedy, John Douglas (2005) Modern Algeria: The origins and development of a nation Indiana University Press, Bloomington, Indiana page 13, ISBN 978-0-253-21782-0 نسخة محفوظة 17 مايو 2016 على موقع واي باك مشين.
32. ↑  سيليك، وزينب، في المناطق الحضرية وأشكال المٌواجهات المستعمرة : الجزائر تحت الحكم الفرنسي، مطبعة جامعة كاليفورنيا، 1997، p. 13.
33. ↑  Histoire de l'Algérie, Just-Jean-Etienne Roy نسخة محفوظة 10 أكتوبر 2014 على موقع واي باك مشين.
34. ↑  تاريخ الجزائر موقع الأصالة نسخة محفوظة 20 ديسمبر 2013 على موقع واي باك مشين. [وصلة مكسورة]
35. ↑  الإخوة بربروس موقع تاريخ الإسلام نسخة محفوظة 28 نوفمبر 2016 على موقع واي باك مشين.
36. 1 2 3  (Simon 2011, p. 185), note Alger: LA FONDATION DE L’ÉTAT D’EL-DJAZAÏR.
37. ↑  [اقتصاد أوروبا القرصنة والجهاد البحري في عصر الدولة العثمانية]
38. ↑  "Tyrkjaránið – Heimaslóð" (ب(بالآيسلندية)). Heimaslod.is. Archived from the original on 2019-07-17. Retrieved 2010-06-27. {{استشهاد ويب}}: templatestyles stripmarker في |لغة= في مكان 1 (help)صيانة الاستشهاد: لغة غير مدعومة (link)
39. ↑  سيليك، وزينب، في المناطق الحضرية وأشكال المواجهات المستعمرة : الجزائر تحت الحكم الفرنسي، مطبعة جامعة كاليفورنيا، 1997، ص. 13-14.
40. 1 2 3 4 5  Hildebert Isnard, Le Maghreb, Paris, PUF, 1971, pp. 56-58 et 61.
41. ↑  سيليك، وزينب، في المناطق الحضرية وأشكال المواجهات المستعمرة : الجزائر تحت الحكم الفرنسي ، مطبعة جامعة كاليفورنيا، 1997، p. 5.
42. ↑  اليهود في المقاومة والتحرير De Yves-Claude Aouate, Anne Grynberg, Association pour la recherche sur l'histoire contemporaine des juifs books.google.fr نسخة محفوظة 19 مايو 2011 على موقع واي باك مشين.
43. 1 2  الثورة التحريرية الجزائرية الكبرى نسخة محفوظة 19 ديسمبر 2013 على موقع واي باك مشين.
44. ↑  استقلال الجزائر بين فرحة التحرر والحنين إلى الماضي الاستعماري الكاتب بلال بوخضرة نسخة محفوظة 20 ديسمبر 2013 على موقع واي باك مشين.
45. ↑  العربي بن مهيدي نسخة محفوظة 15 يناير 2018 على موقع واي باك مشين.
46. ↑  حياة مويس أودان نسخة محفوظة 21 سبتمبر 2013 على موقع واي باك مشين. [وصلة مكسورة]
47. 1 2 3 4 5 6  العشيرية السوداء الجزائر نسخة محفوظة 12 ديسمبر 2017 على موقع واي باك مشين.
48. ↑  Algeria, Encyclopedia of the Nations نسخة محفوظة 15 يناير 2018 على موقع واي باك مشين.
49. ↑  Explaining the Violence Pattern of the Algerian Civil War, Roman Hagelstein, Households in Conflict Network, pp. 9, 17 نسخة محفوظة 12 أغسطس 2017 على موقع واي باك مشين.
50. 1 2  قانون الوئام المدني نسخة محفوظة 11 يوليو 2017 على موقع واي باك مشين.
51. 1 2 3  وجه مدينة الجزائر وجوانب من مسارها العمراني نسخة محفوظة 16 سبتمبر 2016 على موقع واي باك مشين.
52. ↑  تاريخ الجزائر--16alger.com نسخة محفوظة 01 يونيو 2017 على موقع واي باك مشين.
53. ↑  التنمية في الجزائر نسخة محفوظة 15 مارس 2016 على موقع واي باك مشين.
54. ↑  مترو الجزائر : الشروع في أشغال تهيئة توسعة حي البدر-الحراش في أكتوبر المقبل نسخة محفوظة 23 سبتمبر 2015 على موقع واي باك مشين.
55. ↑  جودة الحياة الجزائر نسخة محفوظة 9 مايو 2016 على موقع واي باك مشين.
56. ↑  "Les autorités accusent al-Qaïda". RFI. مؤرشف من الأصل في 2017-06-22. اطلع عليه بتاريخ 2007-12-11.
57. ↑  "Toll in Algiers bombings rises to 31". AP. مؤرشف من الأصل في 2007-12-14. اطلع عليه بتاريخ 2007-12-12.
58. ↑  "Al Qaeda blamed for Algeria bombs". CNN. مؤرشف من الأصل في 2018-12-07. اطلع عليه بتاريخ 2007-12-11.
59. 1 2 3 4 5  موقع مدينة الجزائر نسخة محفوظة 13 يوليو 2018 على موقع واي باك مشين.
60. ↑  Alger-roi نسخة محفوظة 23 يوليو 2011 على موقع واي باك مشين.
61. ↑  Ambassade d'Algérie à Prague نسخة محفوظة 20 يناير 2012 على موقع واي باك مشين. [وصلة مكسورة]
62. ↑  Portail du monde entier نسخة محفوظة 15 سبتمبر 2015 على موقع واي باك مشين.
63. ↑  Météo Algérie نسخة محفوظة 12 مايو 2001 على موقع واي باك مشين.
64. ↑  "Weather Information for Madrid". مؤرشف من الأصل في 2017-08-29. {{استشهاد ويب}}: تجاهل المحلل الوسيط |dateformat= لأنه غير معروف (مساعدة)
65. ↑  مخاطر الزلازل في ولاية الجزائر نسخة محفوظة 14 أبريل 2016 على موقع واي باك مشين.
66. ↑  Devoux: quelques tempêtes à Alger in R.A. T.15 1871, pp 339-352
67. ↑  Algeria hit by earthquake BBC نسخة محفوظة 04 مارس 2016 على موقع واي باك مشين.
68. ↑  El WATEN  نسخة محفوظة 6 يوليو 2020 على موقع واي باك مشين.
69. ↑  Améziane Ferguène, Gouvernance locale et développement territorial: le cas des pays du Sud, édition l'Harmattan, ص. 287
70. 1 2  تاريخ مدينة الجزائر على موقع algermiliana.com نسخة محفوظة 8 يناير 2014 على موقع واي باك مشين. [وصلة مكسورة]
71. 1 2 3  تاريخ مدينة الجزائر كتاب GOUVERNANCE LOCALE ET DÉVELOPPEMENT TERRITORIAL نسخة محفوظة 19 ديسمبر 2014 على موقع واي باك مشين.
72. ↑  Décret no 59-321 du 24 février 1959 portant organisation de la commune d'Alger - Journal Officiel de la République Française
73. ↑  Les textes officiels qui régissent l'organisation municipale d'Alger http://www.alger-roi.net/Alger/liberte_mairie/pdf/conseil_municipal_1959.pdf نسخة محفوظة 2008-07-04 على موقع واي باك مشين.
74. ↑  Décret no 67-30 du 27 janvier 1967 portant organisation administrative de la ville d'Alger - Journal Officiel de la République Algérienne Démocratique et Populaire
75. ↑  Décret no 74-139 du 12 juillet 1974 fixant les limites territoriales et la composition de la wilaya d'Alger - Journal Officiel de la République Algérienne Démocratique et Populaire
76. ↑  Décret no 77-08 du 19 février 1977 portant organisation administrative de la ville d'Alger - Journal Officiel de la République Algérienne Démocratique et Populaire</re وفق التقسيم الإداري لعام 1984، وفي عام 1985، تم إعادة تنظيم المدينة مرة أخرى ليصل البلديات إلى 15 بلدية، ومنهات م تقسيم المنطقة إلى ثلاث دوائر، الحراش إلى الشرق، وبوزريعة إلى الغرب. وبئر مراد رايس إلى الجنوب. وتدار من قبل البلديات وCPVA لكن هذا الأخير يوضع تحت وصاية الولاية.<ref>Décret no 85-04 du 12 janvier 1985 portant organisation administrative de la ville d'Alger - Journal Officiel de la République Algérienne Démocratique et Populaire
77. ↑  Loi no 89-17 du 11 décembre 1989 JO no 52 du 11 décembre 1989, Page 1185 Portant report des élections pour le renouvellement des assemblées populaires communales.
78. ↑  Décret exécutif no 89-232 du 12 décembre 1989 fixant les modalités de désignation du conseil communal provisoire de l'agglomération urbaine d'Alger et déterminant ses prérogatives - Journal Officiel de la République Algérienne Démocratique et Populaire du 13 décembre 1989 pages 1210 et 1211
79. ↑  Loi no 90-08 du 07 avril 1990 Ministère de l'intérieur JO no 15 du 11 avril 1990, Page 420 Relative à la commune.
80. ↑  Décret exécutif no 90-207 du 14 juillet 1990 Ministère de l'intérieur JO no 29 du 18 juillet 1990, Page 823 Portant organisation et fonctionnement des conseils urbains de coordination de la wilaya d'Alger.
81. ↑  Décret exécutif no 90-207 du 14 juillet 1990 Ministère de l'intérieur JO no 29 du 18 juillet 1990, Page 824 Portant organisation et fonctionnement des conseils urbains de coordination de la wilaya d'Alger.
82. ↑  حي القصبة في قائمة اليونيسكو نسخة محفوظة 01 يوليو 2017 على موقع واي باك مشين.
83. ↑  حي القصبة على موقع الجزيرة نسخة محفوظة 15 يناير 2018 على موقع واي باك مشين.
84. ↑  جامع كتشاوة موقع نوميديا للأخبار نسخة محفوظة 05 مارس 2016 على موقع واي باك مشين.
85. 1 2 3  "Interior of Governors Palace, Algiers, Algeria". المكتبة الرقمية العالمية. 1899. مؤرشف من الأصل في 2018-01-09. اطلع عليه بتاريخ 2013-09-25.
86. ↑  مسجد علي بتشنين نسخة محفوظة 16 يناير 2018 على موقع واي باك مشين.
87. 1 2  حي باب الوادي نسخة محفوظة 15 يناير 2018 على موقع واي باك مشين.
88. 1 2  بيار-أوجسا جيوشاين التاريخ المعماري في مدينة الجزئر نسخة محفوظة 1 يونيو 2017 على موقع واي باك مشين.
89. 1 2 3 4 5 6 7 8  التاريخ المعماري لأحياء مدينة الجزئر نسخة محفوظة 15 يناير 2018 على موقع واي باك مشين.
90. ↑  Belcourt à Alger نسخة محفوظة 4 سبتمبر 2011 على موقع واي باك مشين.
91. ↑  La langue berbère à Alger (revue campus) Rabah Kahlouche Université de Tizi-Ouzou Chercheur associé au laboratoire DYALANG CNRS, Rouen نسخة محفوظة 6 يوليو 2020 على موقع واي باك مشين.
92. ↑  Albert Habib Hourani, Malise Ruthven (2002). "A history of the Arab peoples". Harvard University Press. p.323. ISBN 0-674-01017-5 نسخة محفوظة 20 أكتوبر 2017 على موقع واي باك مشين.
93. ↑  world population year la population d'Algérie نسخة محفوظة 23 سبتمبر 2015 على موقع واي باك مشين.
94. ↑  La population de la ville d'Alger. Analyse spatiale et projections démographiques نسخة محفوظة 05 مارس 2016 على موقع واي باك مشين.
95. ↑  URBANISME ET ANALYSE STATISTIQUE DU BATI DE LA VILLE D’ALGER نسخة محفوظة 24 يناير 2011 على موقع واي باك مشين.
96. ↑  Pratiques de mobilités résidentielles et processus de territorialisation :le cas de location-vente AADL SALIHA OUADAH REBRAB Maître assistante, Doctorante en Sociologie urbaine, Département de sociologie, Université d'Alger نسخة محفوظة 15 أبريل 2016 على موقع واي باك مشين.
97. ↑  الجزائر في المعجم الجغرافي العالمي نسخة محفوظة 9 مايو 2020 على موقع واي باك مشين.
98. ↑  موقع ديوان الإحصائيات الجزائري نسخة محفوظة 04 مارس 2016 على موقع واي باك مشين.
99. 1 2 3  إفتصاد مدينة الجزائر نسخة محفوظة 28 مايو 2017 على موقع واي باك مشين.
100. ↑  ميرسر للاستشارات الموارد البشرية -- موسكو قمم ميرسر في تكلفة المعيشة القائمة ؛ لندن هي قريبة من وراءها نسخة محفوظة 04 أبريل 2015 على موقع واي باك مشين.
101. ↑  أهم المناطق الصناعية بالجزائر تتواجد بضواحي العاصمة نسخة محفوظة 3 ديسمبر 2013 على موقع واي باك مشين.
102. ↑  الموقع الرسمي لمكتب هوليت-باكارد نسخة محفوظة 10 أبريل 2011 على موقع واي باك مشين.
103. ↑  شاطئ سيدي فرج نسخة محفوظة 07 أبريل 2013 على موقع واي باك مشين.
104. ↑  شاطئ خلوفي1 بزرالدة في العاصمة، الجو العائلي يستقطب الباحثين عن الهدوء والراحة نسخة محفوظة 10 يناير 2020 على موقع واي باك مشين.
105. ↑  الشاطئ الخاص نادي الصنوبر نسخة محفوظة 11 ديسمبر 2016 على موقع واي باك مشين.
106. ↑  السياحة في مدينة الجزائر نسخة محفوظة 10 أكتوبر 2017 على موقع واي باك مشين.
107. ↑  Davies، Ethel (1 سبتمبر 2009). North Africa: The Roman Coast. Bradt Travel Guides. ص. 194. ISBN:978-1-84162-287-3. مؤرشف من الأصل في 2020-01-24. اطلع عليه بتاريخ 2011-04-06.
108. ↑  الموقع الرسمي لفندق الشيراطون  نسخة محفوظة 18 يوليو 2017 على موقع واي باك مشين.
109. ↑  افتتاح فندق سوفيتيل الجزائر نسخة محفوظة 08 يونيو 2017 على موقع واي باك مشين.
110. ↑  الموقع الرسمي لفندق هيلتون الجزائر  نسخة محفوظة 20 يونيو 2017 على موقع واي باك مشين.
111. ↑  فندق ماركير يستضيف الفريق الزامبي نسخة محفوظة 21 يونيو 2016 على موقع واي باك مشين.
112. ↑  الموقع الرسمي لفندق ايبيس  نسخة محفوظة 24 سبتمبر 2015 على موقع واي باك مشين.
113. 1 2 3 4 5 6 7  الإستراتيجية التعليمية والتربوية عند ابن باديس في مواجهة المخططات الاستعمارية نسخة محفوظة 21 نوفمبر 2014 على موقع واي باك مشين.
114. 1 2  [أبو القاسم سعد الله، تاريخ الجزائر الثقافي من القرن 10 إلى 14 هـ (16- 20م) ج1، الشركة الوطنية للنشر والتوزيع، الجزائر 1981، ص169]
115. ↑  سيرة محمد بن الشاهد نسخة محفوظة 05 مارس 2016 على موقع واي باك مشين.
116. ↑  شيوخ الجزائر نسخة محفوظة 31 ديسمبر 2014 على موقع واي باك مشين.
117. 1 2 3 4  فرنسا الاستعمارية حاولت القضاء على مكونات الثقافة الجزائرية بغلق المدارس والمساجد نسخة محفوظة 15 يناير 2018 على موقع واي باك مشين. [وصلة مكسورة]
118. 1 2 3 4 5  السياسة التعليمية الفرنسية في الجزائر نسخة محفوظة 09 مارس 2016 على موقع واي باك مشين.
119. ↑  أبو القاسم سعد الله، تاريخ الجزائر الثقافي من القرن 10 إلى 14 هـ (16- 20) ج1، الشركة الوطنية للنشر والتوزيع، الجزائر 1981، ص168
120. ↑  جامع كتشاوة..ذاكرة أمة نسخة محفوظة 15 يناير 2018 على موقع واي باك مشين.
121. ↑  الموقع الرسمي لعبد الحميد بن باديس نسخة محفوظة 16 يناير 2018 على موقع واي باك مشين.
122. 1 2  تاريخ تأسيس جمعية علماء المسلمين نسخة محفوظة 18 مايو 2016 على موقع واي باك مشين.
123. 1 2 3 4 5 6 7 8 9 10 11 12  فن العمارة في الجزائر نسخة محفوظة 03 ديسمبر 2013 على موقع واي باك مشين.
124. 1 2 3 4 5 6 7 8 9 10 11 12  [ عمارة الجزائر هوية لم يطمسها الاحتلال] [بحاجة لمراجعة المصدر]
125. 1 2 3 4 5  مراحل تطور نمط البناء في الجزائر نسخة محفوظة 21 أغسطس 2016 على موقع واي باك مشين.
126. 1 2 3 4 5 6  ] الموقع الرسمي لمديرية التربية الخاص بمدينة الجزائر نسخة محفوظة 01 مايو 2016 على موقع واي باك مشين.
127. 1 2 3  تاريخ جامعة الجزائر الموقع الرسمي نسخة محفوظة 15 يناير 2018 على موقع واي باك مشين.
128. ↑  تزامنا مع الذكرى المائوية لتأسيسها جامعة الجزائر تنظم ملتقيين دوليين نسخة محفوظة 22 مارس 2016 على موقع واي باك مشين.
129. ↑  الموقع الرسمي لجامعة العلوم والتكنولوجيا هواري بومدين نسخة محفوظة 20 يوليو 2017 على موقع واي باك مشين.
130. ↑  الموقع الرسمي لمدرسة الوطنية العليا للإعلام الآلي نسخة محفوظة 12 ديسمبر 2013 على موقع واي باك مشين.
131. ↑  الموقع الرسمي لمدرسة الوطنية المتعددة التقنيات بالجزائر نسخة محفوظة 19 يوليو 2017 على موقع واي باك مشين.
132. ↑  الموقع الرسمي لمدرسة الوطنية العليا للبيطرة نسخة محفوظة 07 يوليو 2017 على موقع واي باك مشين.
133. ↑  تاريخ الجامع الكبير في مدينة الجزائر نسخة محفوظة 12 يوليو 2017 على موقع واي باك مشين.
134. 1 2 3 4 5 6 7  العمارة الإسلامية في الجزائر مدارس مختلفة وابداع متميز نسخة محفوظة 03 ديسمبر 2013 على موقع واي باك مشين.
135. ↑  بوشامة عبد القادر نسخة محفوظة 15 يناير 2018 على موقع واي باك مشين.
136. 1 2  مقام الشهيد وتاريخ تشييده نسخة محفوظة 31 مارس 2016 على موقع واي باك مشين.
137. ↑  بريد الجزائر نسخة محفوظة 08 يونيو 2017 على موقع واي باك مشين.
138. 1 2  الوقع الرسمي لحديقة التجارب الجزائر العاصمة نسخة محفوظة 27 فبراير 2017 على موقع واي باك مشين.
139. ↑  نوتردام دا افريك ودير الرهبان الكرمليين، الجزائر العاصمة نسخة محفوظة 12 يوليو 2017 على موقع واي باك مشين.
140. 1 2 3 4  تاريخ جامع كتشاوة
141. ↑  قصر رياس البحر بالجزائر..جذور ضاربة في التاريخ نسخة محفوظة 27 ديسمبر 2016 على موقع واي باك مشين.
142. 1 2  الموقع الرسمي لمتحف الوطني للفنون الجميلة نسخة محفوظة 01 مايو 2017 على موقع واي باك مشين.
143. ↑  ساحة الأمير عبد القادر نسخة محفوظة 08 مارس 2016 على موقع واي باك مشين.
144. 1 2  تدعيم مؤسسة النقل الحضري وشبه الحضري للجزائر العاصمة بـ400 حافلة و65 خطاً جديداً بالعاصمة في آفاق 2014 نسخة محفوظة 15 يناير 2018 على موقع واي باك مشين.
145. ↑  الموقع الرسمي لمؤسسة النقل الحضري وشبه الحضري للجزائر العاصمة نسخة محفوظة 09 فبراير 2016 على موقع واي باك مشين.
146. ↑  سيارات الأجرة في الجزائر العاصمة نسخة محفوظة 20 مارس 2016 على موقع واي باك مشين.
147. 1 2 3  النقل الجوي في الجزائر نسخة محفوظة 16 يوليو 2017 على موقع واي باك مشين.
148. 1 2 3 4 5 6  الموقع الرسمي لمطار هواري بومدين نسخة محفوظة 02 يوليو 2017 على موقع واي باك مشين.
149. 1 2 3 4 5 6 7 8  تاريخ القطار في الجزائر العاصمة في الموقع الرسمي لشركة الوطنية للنقل بالسكك الحديدية نسخة محفوظة 09 سبتمبر 2017 على موقع واي باك مشين.
150. 1 2  مدينة الجزائر batuta.com نسخة محفوظة 20 يونيو 2014 على موقع واي باك مشين.
151. ↑  جريدة الوطن طبعة 2011/10/31 صفحات من 1 إلى 4. نسخة محفوظة 25 يناير 2018 على موقع واي باك مشين.
152. ↑  المجلس الوطني الاقتصادي والاجتماعي، لجنة التخطيط العمراني والبيئة -- والسكك الحديدية في الجزائر : لدينامية جديدة، تقرير عام 1998، الملحق 4 نسخة محفوظة 10 ديسمبر 2011 على موقع واي باك مشين. [وصلة مكسورة]
153. ↑  مترو الجزائـر يحتفـل بـالـذكـرى الأولى لتشغيله. نسخة محفوظة 03 نوفمبر 2013 على موقع واي باك مشين. [وصلة مكسورة]
154. 1 2 3  24 جريدة الشعب، العدد 15635 : تدشين مترو الجزائر العاصمة. نسخة محفوظة 25 نوفمبر 2011 على موقع واي باك مشين.
155. ↑  الموقع الرسمي لمترو الجزائر نسخة محفوظة 3 مارس 2017 على موقع واي باك مشين.
156. ↑  ""تاريخ ترامواي الجزائر في العهد الاستعماري. نسخة محفوظة 26 يونيو 2017 على موقع واي باك مشين.
157. 1 2  "ترامواي سيتاديس الجزائر يجري أول تجاربه. نسخة محفوظة 03 مارس 2017 على موقع واي باك مشين.
158. ↑  "أخيرا انطلق ترامواي الجزائر.. خطوة أولى لإنهاء معاناة المواطن. نسخة محفوظة 24 سبتمبر 2015 على موقع واي باك مشين.
159. ↑  "جريدة النهار الجديد:تشغيل أول شطر لترامواي الجزائر. نسخة محفوظة 19 مارس 2016 على موقع واي باك مشين.
160. 1 2 3  الموقع الرسمي لشركة الجزائرية للنقل البحري نسخة محفوظة 6 نوفمبر 2016 على موقع واي باك مشين.
161. ↑  الموقع الرسمي لشركة للمؤسسة الوطنية للملاحة كورسيكا المتوسطي نسخة محفوظة 21 فبراير 2015 على موقع واي باك مشين.
162. ↑  الجزائر عاصمة الثقافة العربية 2007 نسخة محفوظة 12 سبتمبر 2016 على موقع واي باك مشين.
163. ↑  من عمق الوجدان العربي في عاصمة الثقافة نسخة محفوظة 7 يوليو 2020 على موقع واي باك مشين. [وصلة مكسورة]
164. ↑  التظاهرات الثقافية في الجزائر من 2007 إلى 2015 نسخة محفوظة 15 يناير 2018 على موقع واي باك مشين.
165. ↑  Biographie de William Klein نسخة محفوظة 18 مايو 2017 على موقع واي باك مشين.
166. 1 2 3 4 5  المهرجان الثقافي الأفريقي الأول بمدينة الجزائر نسخة محفوظة 9 يونيو 2014 على موقع واي باك مشين.
167. ↑  Festival panafricain d’Alger 1969  نسخة محفوظة 29 نوفمبر 2014 على موقع واي باك مشين.
168. ↑  انطلاق فعاليات المهرجان الثقافي الأفريقي الثاني  نسخة محفوظة 15 يناير 2018 على موقع واي باك مشين.
169. 1 2 3 4 5 6 7 8 9 10  المهرجانات الدولية والوطنية في مدينة الجزائر من موقع وزارة الثقافة نسخة محفوظة 05 ديسمبر 2016 على موقع واي باك مشين.
170. ↑  الموقع الرسمي لمتحف الوطني للأثار والفنون الإسلامية نسخة محفوظة 10 يوليو 2017 على موقع واي باك مشين.
171. ↑  الصفحة الرسمية لمتحف الوطني للبارادو نسخة محفوظة 10 أكتوبر 2010 على موقع واي باك مشين.
172. ↑  الصفحة الرسمية لمتحف الوطني للفنون والتقاليد الشعبية نسخة محفوظة 16 ديسمبر 2007 على موقع واي باك مشين.
173. ↑  المتحف المركزي للجيش يتسلم راية تراثية للأمير عبد القادر نسخة محفوظة 07 مارس 2016 على موقع واي باك مشين.
174. ↑  وزارة المجاهدين نسخة محفوظة 14 يوليو 2017 على موقع واي باك مشين.
175. 1 2  لهجة " الهدة " والرحلة تطغى على ألسنة الشباب العاصمي  نسخة محفوظة 05 يوليو 2017 على موقع واي باك مشين.
176. 1 2  Parlers des jeunes lycéens à Alger: PRATIQUES PLURILINGUES ET TENDANCES ALTERITAIRES, Abdelali Becetti نسخة محفوظة 03 مارس 2016 على موقع واي باك مشين.
177. ↑  'بيبي لو موكو نسخة محفوظة 20 مارس 2017 على موقع واي باك مشين.
178. ↑  فيلم القصبة نسخة محفوظة 06 مارس 2016 على موقع واي باك مشين.
179. ↑  فيلم في قلب القصبة نسخة محفوظة 11 يونيو 2015 على موقع واي باك مشين.
180. ↑  فيلم معركة الجزائر نسخة محفوظة 17 مارس 2016 على موقع واي باك مشين.
181. ↑  فيلم عمر غاتلاتو نسخة محفوظة 26 مارس 2016 على موقع واي باك مشين.
182. ↑  مقال (عدل | نقاش | تاريخ | وصلات | راقب | سجل) "نسخة مؤرشفة". مؤرشف من الأصل في 2018-05-08. اطلع عليه بتاريخ 2013-12-04.{{استشهاد ويب}}:  صيانة الاستشهاد: BOT: original URL status unknown (link)
183. ↑  فيلم باب الويب نسخة محفوظة 10 يناير 2020 على موقع واي باك مشين.
184. ↑  فيلم المنفى
185. ↑  Fiche allociné Délice Paloma نسخة محفوظة 14 فبراير 2009 على موقع واي باك مشين. [وصلة مكسورة]
186. ↑  ملعب 5 جويلية مدينة الجزائر نسخة محفوظة 18 مارس 2016 على موقع واي باك مشين.
187. ↑  رياضة الغولف...لعبة تستهوي الأغنياء وتغازل الفقراء  نسخة محفوظة 14 أبريل 2017 على موقع واي باك مشين.
188. ↑  دورة 2013 للتنس.. موعد لانتقاء المواهب من أجل تدعيم المنتخب الوطني نسخة محفوظة 10 يناير 2020 على موقع واي باك مشين.
189. ↑  الموقع الرسمي لألعاب البحر الأبيض المتوسط نسخة محفوظة 10 مارس 2016 على موقع واي باك مشين.
190. ↑  ملعب 5 جويلية "أعصاب وأوتار" على مدار أربعين سنة نسخة محفوظة 23 سبتمبر 2015 على موقع واي باك مشين.
191. ↑  الألعاب الإفريقية لسنة 2007 بالجزائر نسخة محفوظة 06 ديسمبر 2013 على موقع واي باك مشين.
192. ↑  كأس الأمم الإفريقية 1990 نسخة محفوظة 20 أكتوبر 2012 على موقع واي باك مشين.
193. ↑  بطولة أفريقيا لكرة اليد للرجال سنة 1976 نسخة محفوظة 12 أغسطس 2017 على موقع واي باك مشين.
194. ↑  بطولة أفريقيا لكرة اليد للرجال سنة 1989 نسخة محفوظة 08 أغسطس 2017 على موقع واي باك مشين.
195. ↑  بطولة أفريقيا لكرة اليد للرجال سنة 2000 نسخة محفوظة 04 أغسطس 2017 على موقع واي باك مشين.
196. ↑  الألعاب العربية العاشرة سنة 2004 بالجزائر نسخة محفوظة 5 أبريل 2020 على موقع واي باك مشين.
197. ↑  الجزائر تواجه المغرب في ربع نهاية البطولة الأفريقية في كرة السلة 2005 نسخة محفوظة 20 سبتمبر 2015 على موقع واي باك مشين.
198. ↑  نادي مولودية الجزائر نسخة محفوظة 08 مايو 2017 على موقع واي باك مشين.
199. ↑  نادي اتحاد الجزائر نسخة محفوظة 01 يوليو 2017 على موقع واي باك مشين.
200. ↑  نادي شباب بلوزداد نسخة محفوظة 20 يوليو 2017 على موقع واي باك مشين.
201. ↑  نادي نصر حسين داي نسخة محفوظة 04 مارس 2016 على موقع واي باك مشين.
202. ↑  أكاديمية بارادو لكرة القدم.. الطريق نحو أوروبا تمر من هنا  نسخة محفوظة 15 يوليو 2017 على موقع واي باك مشين.
203. ↑  نادي اتحاد الحراش نسخة محفوظة 30 يونيو 2017 على موقع واي باك مشين.
204. ↑  "Sherlock, banque d'information de la Ville de Montréal". 1.ville.montreal.qc.ca. مؤرشف من الأصل في 2012-03-06. اطلع عليه بتاريخ 2010-06-27.

1. ↑  الفصل السابع
2. ↑  الفصل الثامن

معلومات منتقاة من
كتاب تاريخ الجزائر في العصر الوسيط من خلال المصادر (ردمك 7-37-846-9961-978) منشورات وزارة المجاهدين للكاتب أ.د صالح بن قربة، د. سامية بوعمران، د. خالف محمد نجيب. 2007 (طالع الكتاب).

## وصلات خارجية
- موقع ولاية الجزائر.
- جامعة الجزائر 1.
- مديرية التربية لولاية الجزائر العاصمة
- إذاعة الجزائر العاصمة.
- مديرية التجارة لولاية الجزائر العاصمة.
- المطار الدولي هواري بومدين.
- شبكة الطرقات لولاية الجزائر العاصمة
- الموقع عن مدينة الجزائر
- الجزائر - صور
- ما هي عاصمة الجزائر؟ - موقع مجمل